# Lijst van amfibieën in Colombia

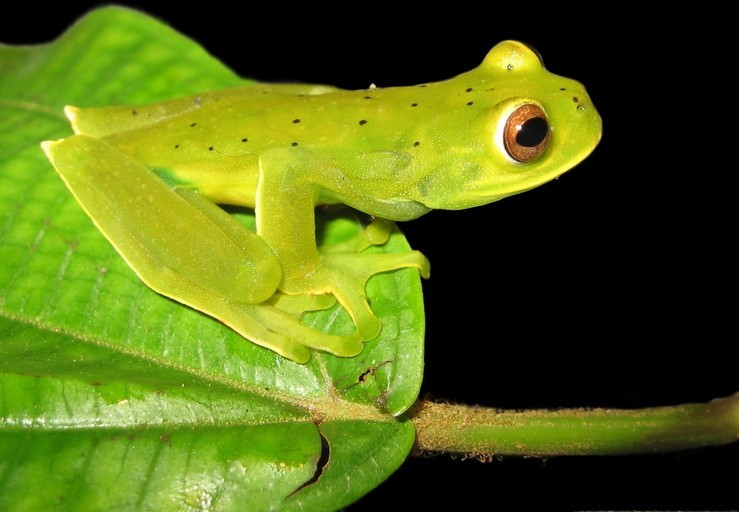
Hyloscirtus_denticulentus

Kaart van Colombia.

Onderstaande lijst van amfibieën in Colombia bestaat uit een totaal van 813 in Colombia voorkomende  soorten die zijn onderverdeeld in drie ordes: de  wormsalamanders (Gymnophiona), salamanders  (Caudata) en kikkers (Anura). Deze lijst is ontleend aan de databank van Amphibian Species of the World, aangevuld met enkele soorten die recent zijn ontdekt door de wetenschap of wiens aanwezigheid in Colombia recent is vastgesteld.
Colombia is een tropisch land rond de evenaar met verschillende ecosystemen en bezit daarom een grote biodiversiteit, wat zich onder meer uitdrukt in het hoge aantal amfibiesoorten.

## Wormsalamanders (Gymnophiona)

### Caeciliidae
Orde: Gymnophiona. 
Familie: Caeciliidae
- Caecilia albiventris Daudin, 1803

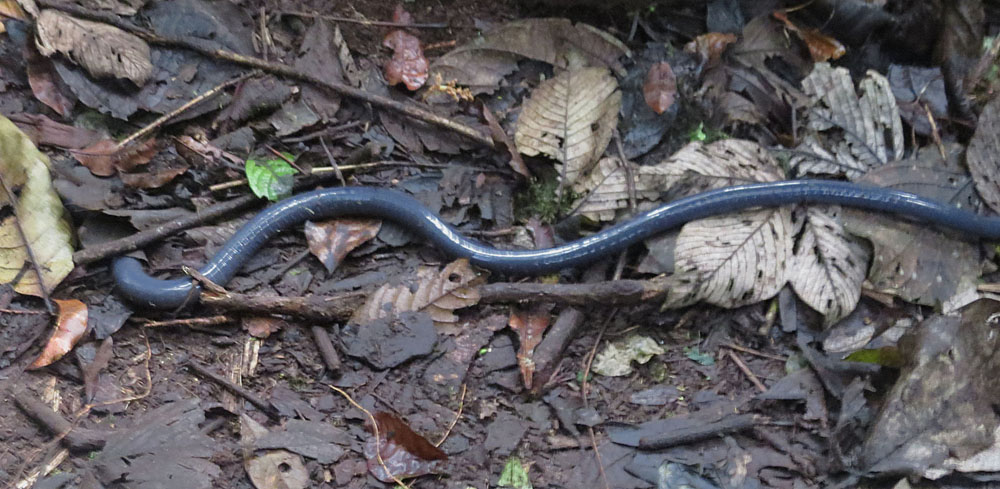
Caecilia nigricans

- Caecilia antioquiaensis Taylor, 1968
- Caecilia bokermanni Taylor, 1968
- Caecilia caribea  Dunn, 1942
- Caecilia corpulenta Taylor, 1968
- Caecilia degenerata Dunn, 1942
- Caecilia gracilis Shaw, 1802
- Caecilia guntheri Dunn, 1942
- Caecilia isthmica Cope, 1877
- Caecilia leucocephala Taylor, 1968
- Caecilia nigricans Boulenger, 1902
- Caecilia occidentalis Taylor, 1968
- Caecilia orientalis Taylor, 1968
- Caecilia pachynema Günther, 1859
- Caecilia perdita Taylor, 1968
- Caecilia subdermalis Taylor, 1968
- Caecilia subnigricans Dunn, 1942
- Caecilia tentaculata Linnaeus, 1758 - Linnaeus' wormsalamander
- Caecilia tenuissima Taylor, 1973
- Caecilia thompsoni Boulenger, 1902
- Oscaecilia bassleri Dunn, 1942)
- Oscaecilia elongata Dunn, 1942)
- Oscaecilia ochrocephala (Cope, 1866)
- Oscaecilia polyzona (Fischer, 1880)

### Dermophiidae
Orde: Gymnophiona. 
Familie: Dermophiidae
- Dermophis glandulosus Taylor, 1955
- Dermophis parviceps Dunn, 1924)

### Rhinatrematidae
Orde: Gymnophiona. 
Familie: Rhinatrematidae
- Epicrionops bicolor Boulenger, 1883
- Epicrionops columbianus Rendahl & Vestergren, 1939)
- Epicrionops parkeri Dunn, 1942)

### Siphonopidae
Orde: Gymnophiona. 
Familie: Siphonopidae

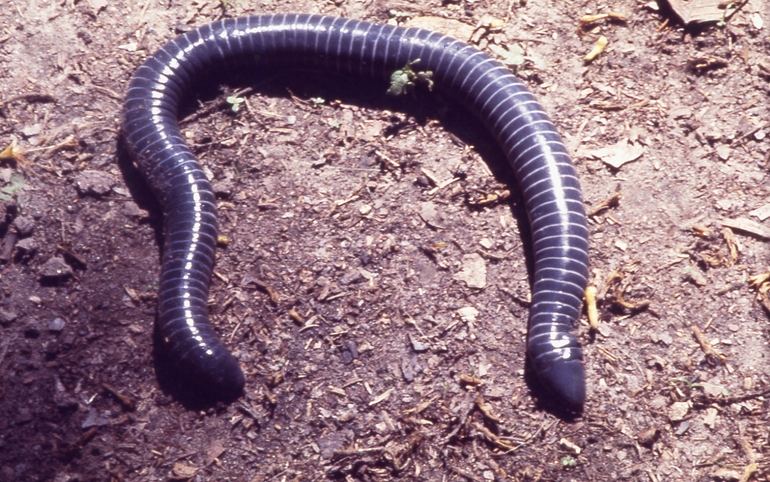
Siphonops annulatus

- Microcaecilia albiceps Boulenger, 1882)
- Microcaecilia nicefori Barbour, 1924)
- Microcaecilia pricei Dunn, 1944)
- Siphonops annulatus Mikan, 1820) - geringde wormsalamander

### Typhlonectidae
Orde: Gymnophiona. 
Familie: Typhlonectidae

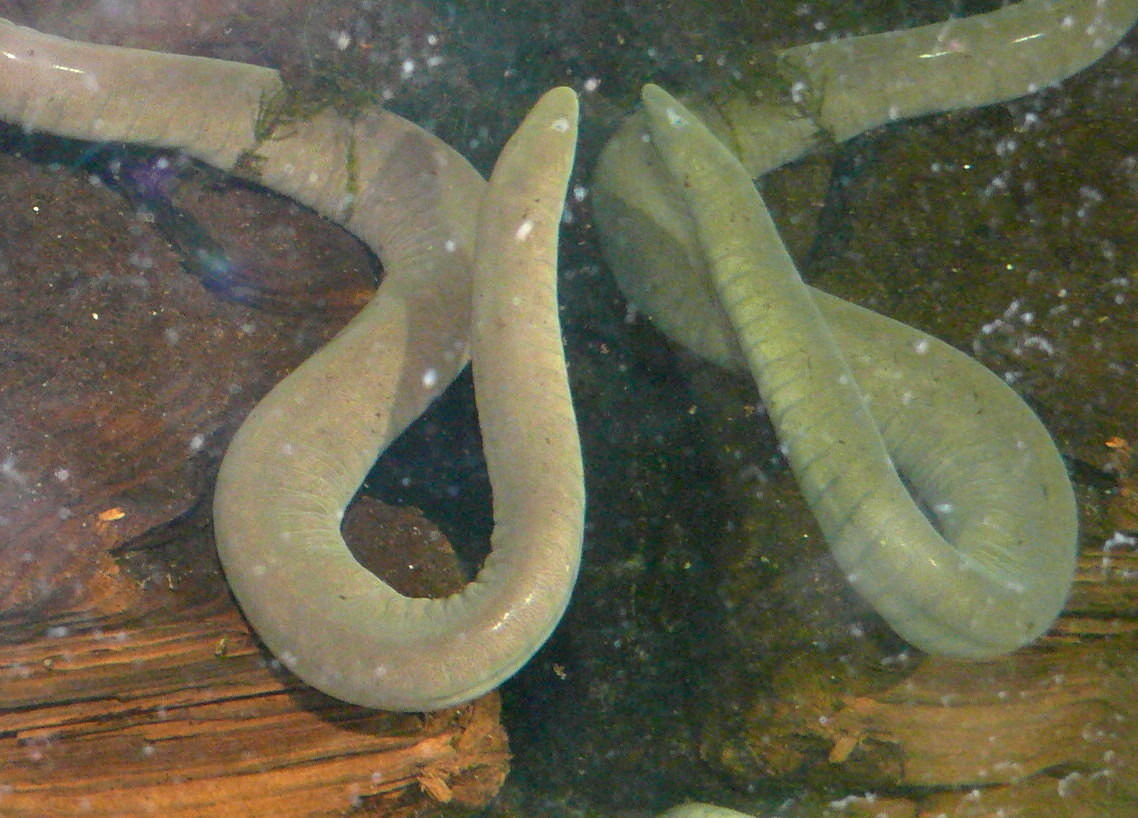
Typhlonectes compressicauda

- Nectocaecilia petersii Boulenger, 1882)
- Potamotyphlus kaupii Berthold, 1859)
- Typhlonectes compressicauda Duméril & Bibron, 1841)
- Typhlonectes natans Fischer, 1880)

## Salamanders  (Caudata)

### Plethodontidae
Orde: Caudata. 
Familie: Plethodontidae

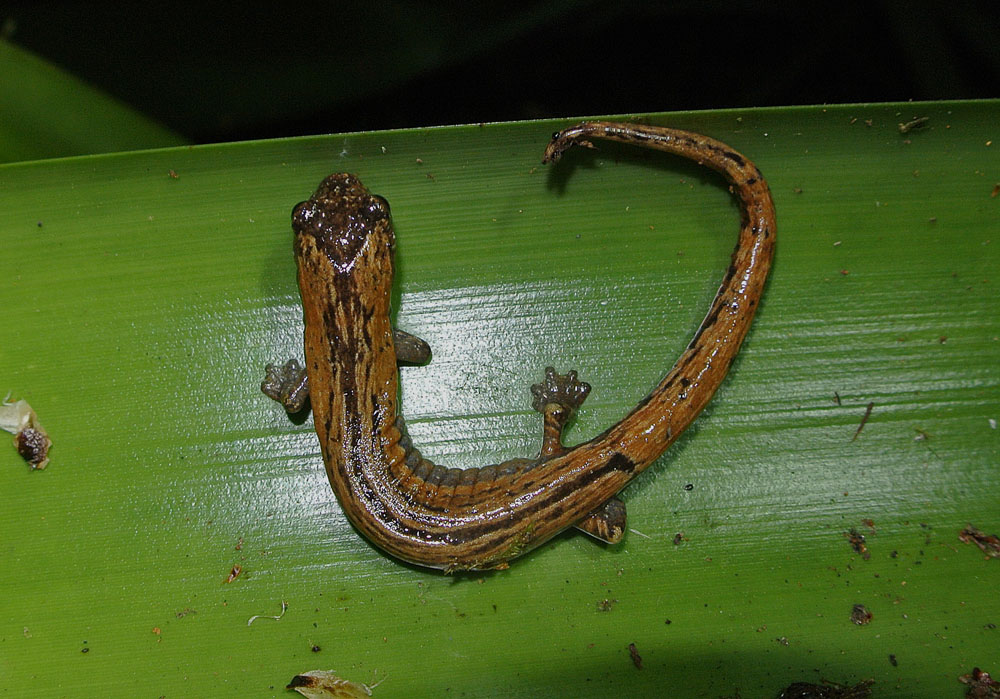
Bolitoglossa savagei

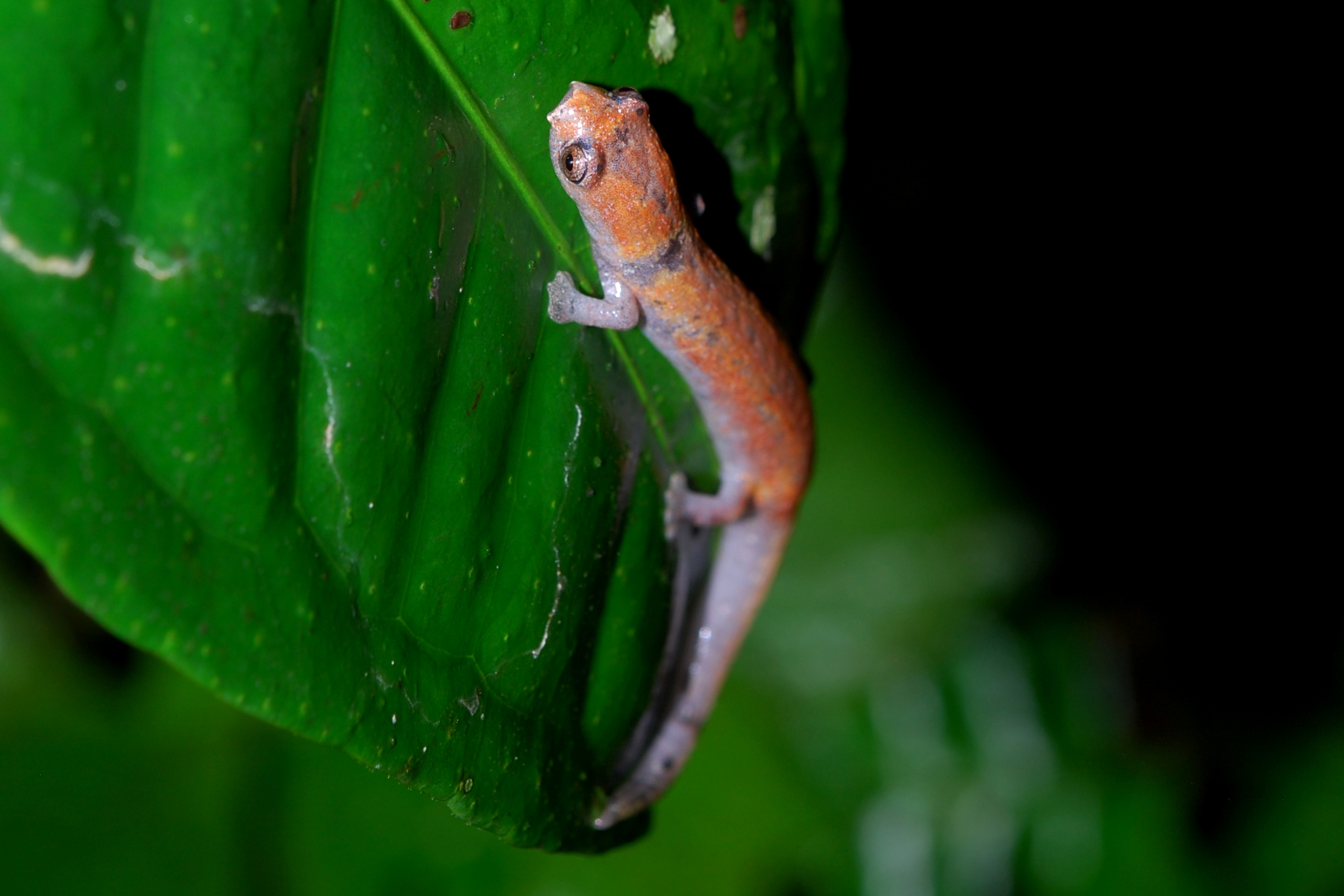
Bolitoglossa altamazonica

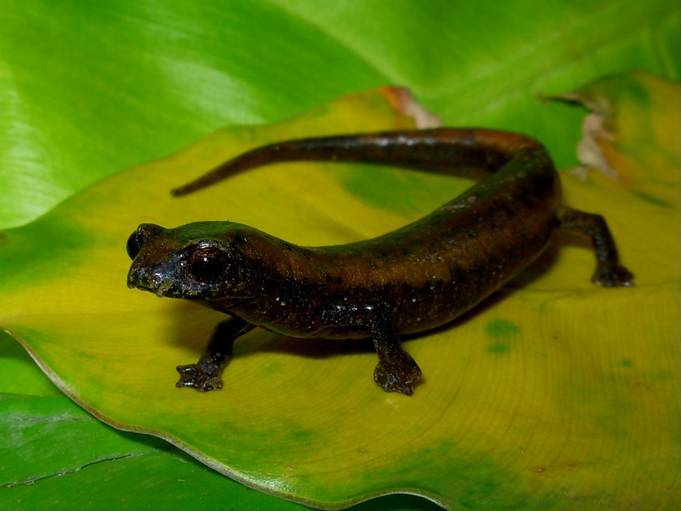
Bolitoglossa pandi

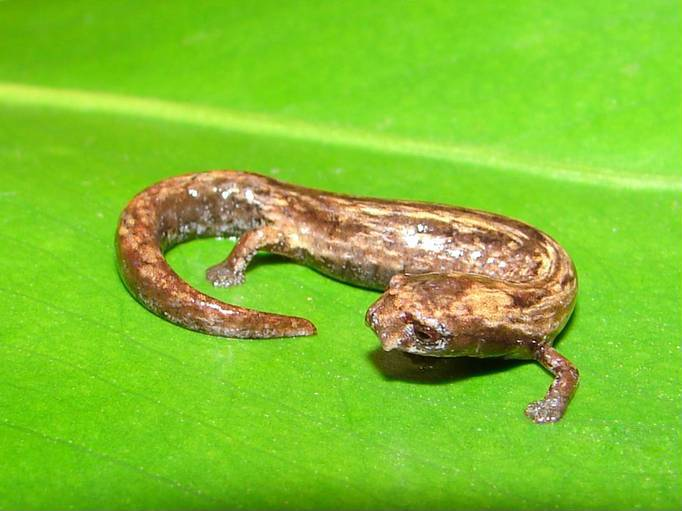
Bolitoglossa ramosi

- Bolitoglossa adspersa (Peters, 1863)
- Bolitoglossa altamazonica (Cope, 1874)
- Bolitoglossa biseriata Tanner, 1962
- Bolitoglossa capitana Brame & Wake, 1963
- Bolitoglossa equatoriana Brame & Wake, 1972
- Bolitoglossa guaneae Acosta-Galvis & Gutiérrez-Lamus, 2012
- Bolitoglossa hiemalis Lynch, 2001
- Bolitoglossa hypacra (Brame & Wake, 1962)
- Bolitoglossa leandrae Acevedo, Wake, Márquez, Silva, Franco, & Amézquita, 2013
- Bolitoglossa lozanoi Acosta-Galvis & Restrepo, 2001
- Bolitoglossa medemi Brame & Wake, 1972
- Bolitoglossa nicefori Brame & Wake, 1963
- Bolitoglossa palmata (Werner, 1897)
- Bolitoglossa pandi Brame & Wake, 1963
- Bolitoglossa phalarosoma Wake & Brame, 1962
- Bolitoglossa ramosi Brame & Wake, 1972
- Bolitoglossa savagei Brame & Wake, 1963
- Bolitoglossa silverstonei Brame & Wake, 1972
- Bolitoglossa tamaense Acevedo, Wake, Márquez, Silva, Franco, & Amézquita, 2013
- Bolitoglossa tatamae Acosta-Galvis & Hoyos, 2006
- Bolitoglossa vallecula Brame & Wake, 1963
- Bolitoglossa walkeri Brame & Wake, 1972
- Oedipina complex (Dunn, 1924)
- Oedipina parvipes (Peters, 1879)

## Kikkers (Anura)

### Allophrynidae
Orde: Anura. 
Familie: Allophrynidae
- Allophryne ruthveni Gaige, 1926

### Aromobatidae
Orde: Anura. 
Familie: Aromobatidae

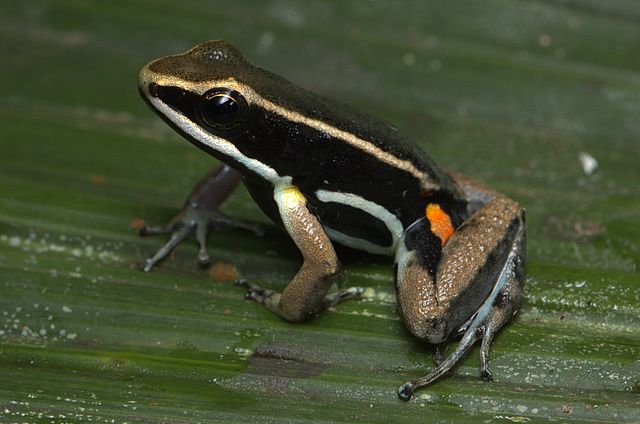
Allobates femoralis

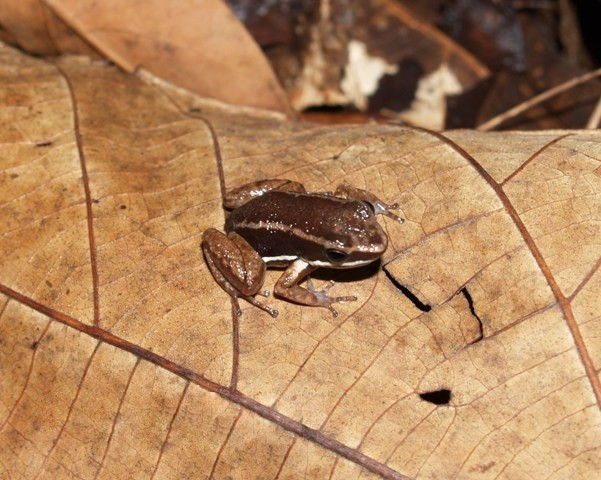
Allobates talamancae

- Allobates algorei Barrio-Amorós & Santos, 2009
- Allobates cepedai (Morales, 2002)
- Allobates femoralis (Boulenger, 1884)
- Allobates fuscellus (Morales, 2002)
- Allobates ignotus Anganoy-Criollo, 2012
- Allobates insperatus (Morales, 2002)
- Allobates juanii (Morales, 1994)
- Allobates marchesianus Melin, 1941)
- Allobates myersi (Pyburn, 1981)
- Allobates niputidea Grant, Acosta-Galvis, & Rada, 2007
- Allobates paleovarzensis Lima, Caldwell, Biavati & Montanarin, 2010
- Allobates picachos (Ardila-Robayo, Acosta-Galvis, & Coloma, 2000)
- Allobates ranoides (Boulenger, 1918)
- Allobates sumtuosus (Morales, 2002)
- Allobates talamancae (Cope, 1875)
- Allobates trilineatus (Boulenger, 1884)
- Allobates wayuu (Acosta-Galvis, Cuentas, & Coloma, 1999)
- Anomaloglossus atopoglossus (Grant, Humphrey, & Myers, 1997)
- Anomaloglossus lacrimosus (Myers, 1991)
- Rheobates palmatus (Werner, 1899)
- Rheobates pseudopalmatus (Rivero & Serna, 2000)
- Aromobates cannatellai Barrio-Amorós & Santos, 2012
- Atopophrynus syntomopus Lynch & Ruiz-Carranza, 1982

### Bufonidae
Orde: Anura. 
Familie: Bufonidae

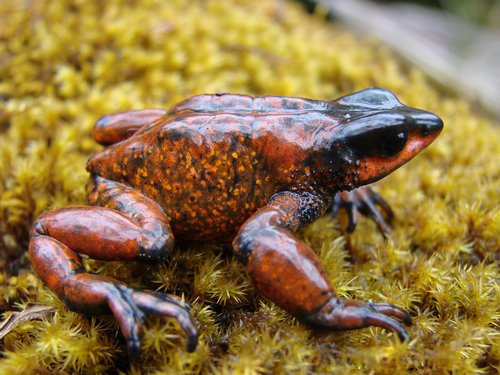
Atelopus carrikeri

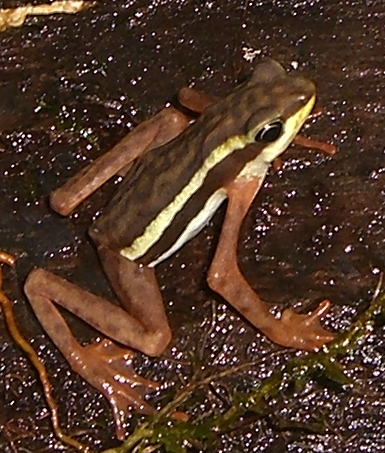
Atelopus elegans

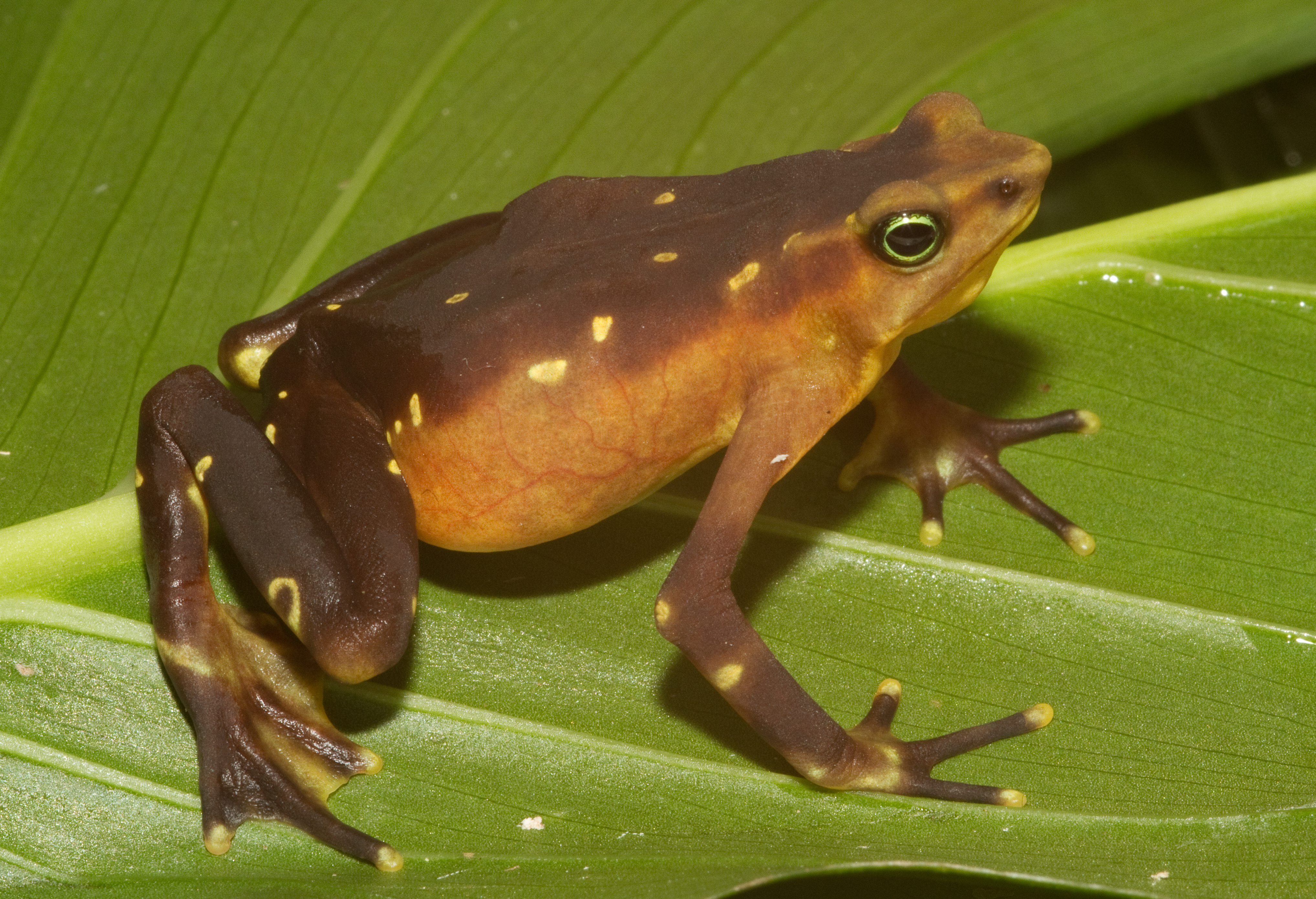
Atelopus glyphus

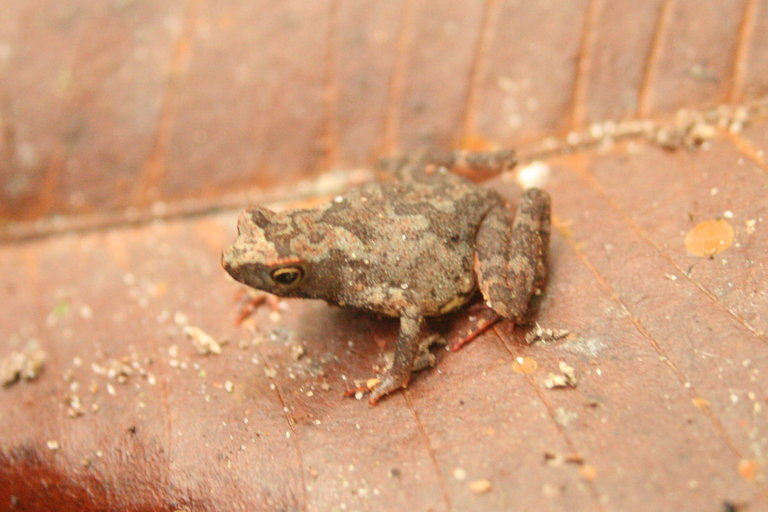
Amazophrynella minuta

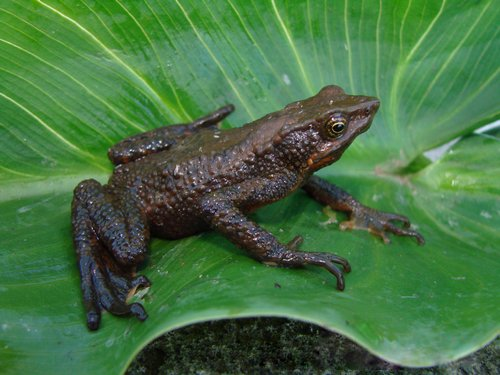
Atelopus nahumae

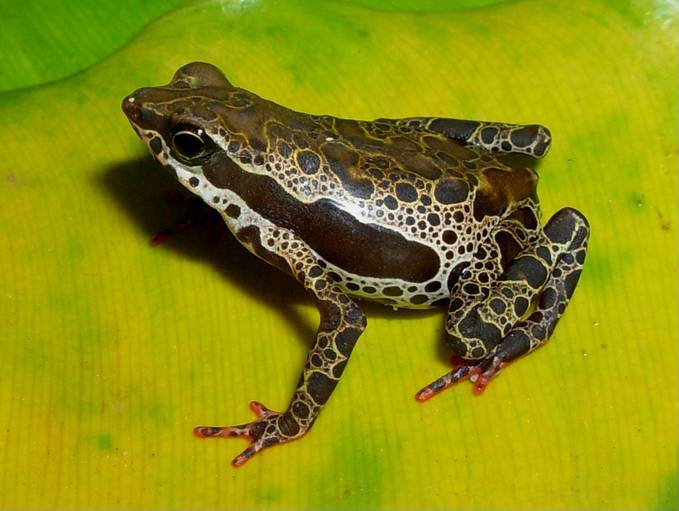
Atelopus spumarius

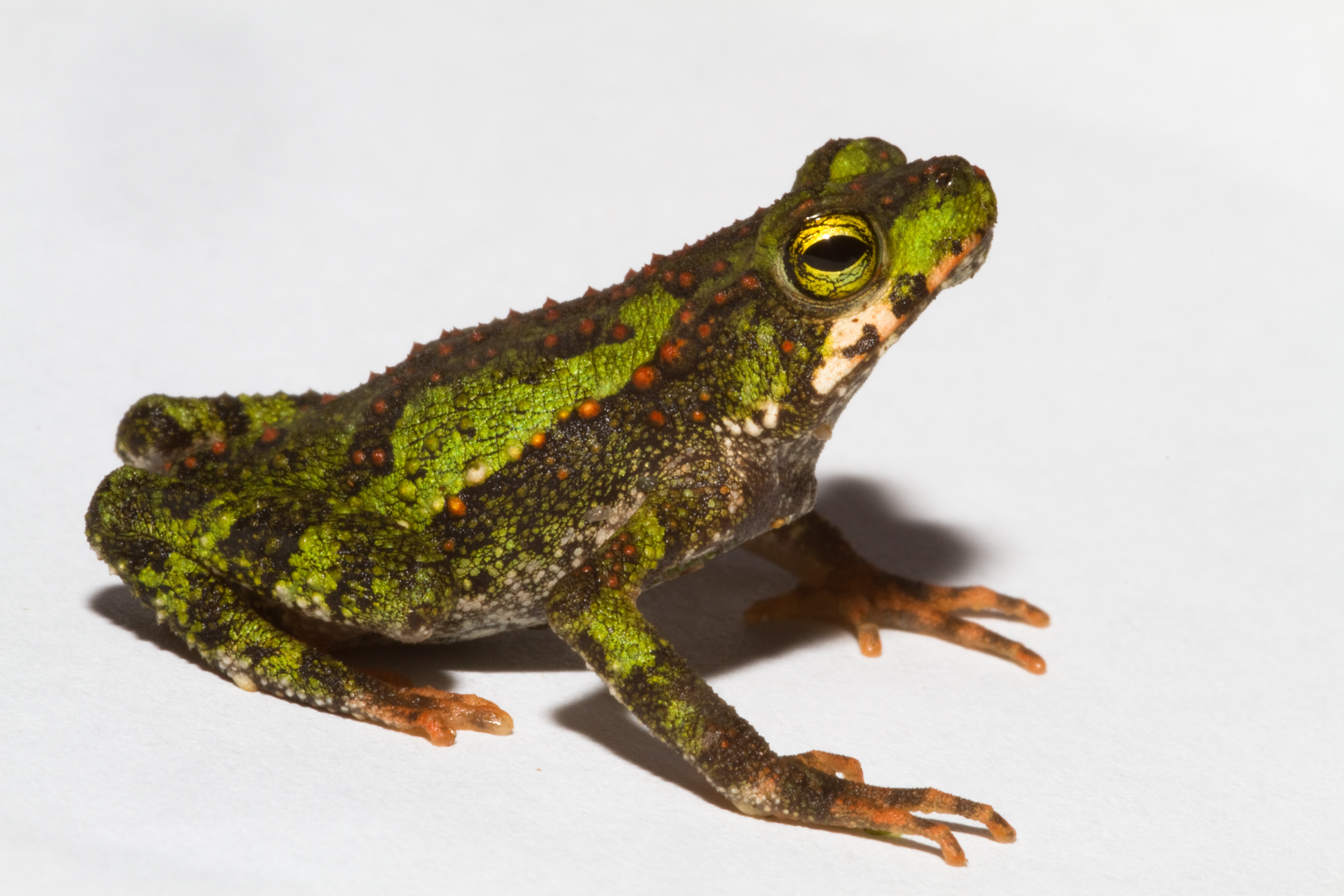
Incillius coniferus

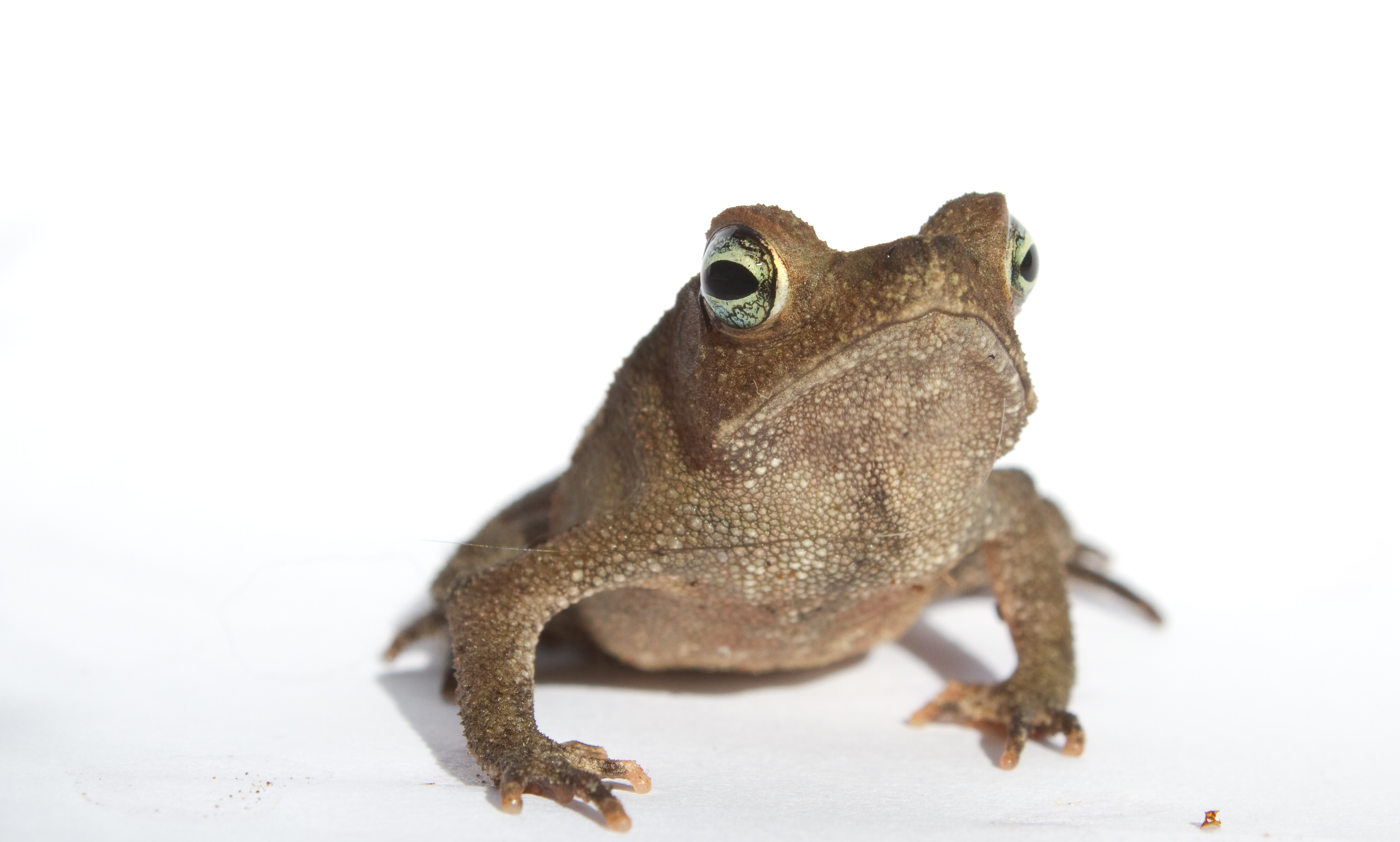
Rhinella alata

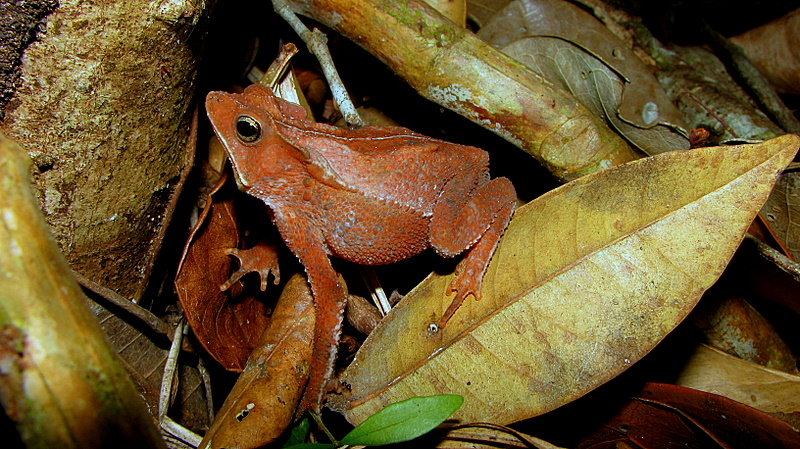
Rhinella margaritifera

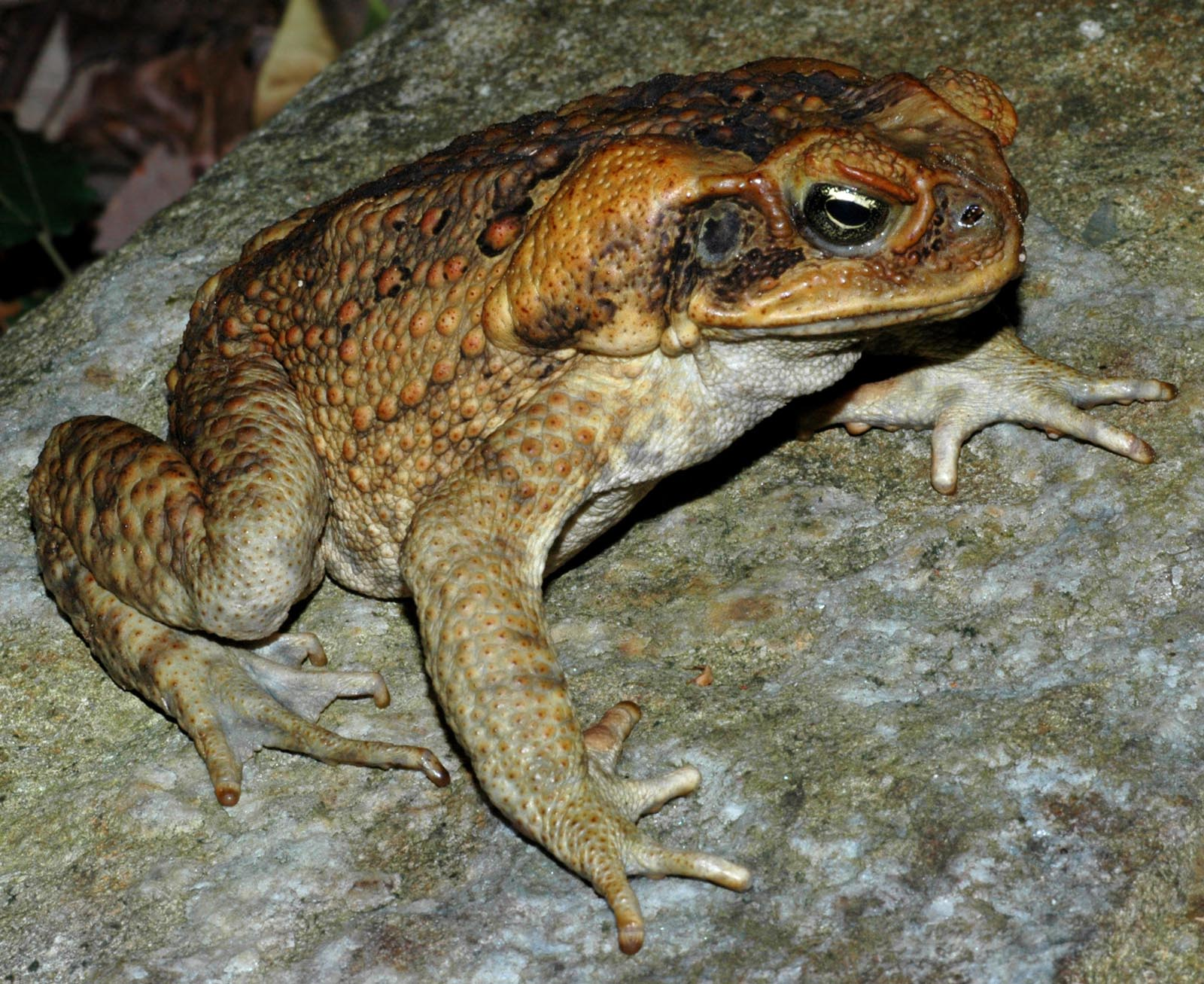
Rhinella marina

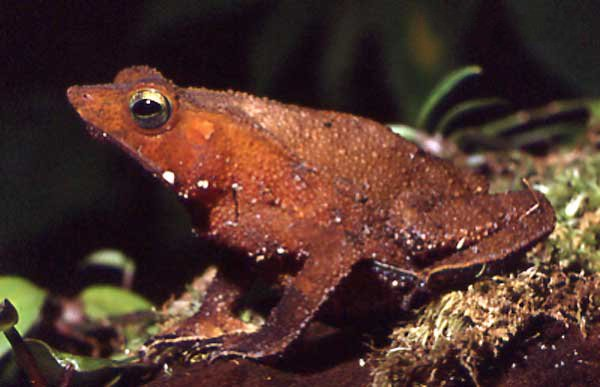
Rhinella proboscidea

- Amazophrynella minuta (Melin, 1941)
- Andinophryne atelopoides (Lynch & Ruiz-Carranza, 1981)
- Andinophryne olallai Hoogmoed, 1985
- Atelopus angelito Ardila-Robayo & Ruiz-Carranza, 1998
- Atelopus ardila Coloma, Duellman, Almendáriz, Ron, Terán-Valdez, & Guayasamin, 2010
- Atelopus arsyecue Rueda-Almonacid, 1994
- Atelopus carauta Ruiz-Carranza & Hernández-Camacho, 1978
- Atelopus carrikeri Ruthven, 1916
- Atelopus chocoensis Lötters, 1992
- Atelopus ebenoides Rivero, 1963
- Atelopus elegans (Boulenger, 1882)
- Atelopus eusebianus Rivero & Granados-Díaz, 1993
- Atelopus famelicus Rivero & Morales, 1995
- Atelopus farci Lynch, 1993
- Atelopus galactogaster Rivero & Serna, 1993
- Atelopus gigas Coloma, Duellman, Almendáriz, Ron, Terán-Valdez, & Guayasamin, 2010
- Atelopus glyphus Dunn, 1931
- Atelopus guitarraensis Osorno-Muñoz, Ardila-Robayo, & Ruiz-Carranza, 2001
- Atelopus ignescens (Cornalia, 1849)
- Atelopus laetissimus Ruiz-Carranza, Ardila-Robayo, & Hernández-Camacho, 1994
- Atelopus longibrachius Rivero, 1963
- Atelopus longirostris Cope, 1868
- Atelopus lozanoi Osorno-Muñoz, Ardila-Robayo, & Ruiz-Carranza, 2001
- Atelopus lynchi Cannatella, 1981
- Atelopus mandingues Osorno-Muñoz, Ardila-Robayo, & Ruiz-Carranza, 2001
- Atelopus marinkellei Cochran & Goin, 1970
- Atelopus minutulus Ruiz-Carranza, Hernández-Camacho, & Ardila-Robayo, 1988
- Atelopus mittermeieri Acosta-Galvis, Rueda-Almonacid, Velásquez-Álvarez, Sánchez-Pacheco, & Peña-Prieto, 2006
- Atelopus monohernandezii Ardila-Robayo, Osorno-Muñoz, & Ruiz-Carranza, 2002
- Atelopus muisca Rueda-Almonacid & Hoyos, 1992
- Atelopus nahumae Ruiz-Carranza, Ardila-Robayo, & Hernández-Camacho, 1994
- Atelopus nicefori Rivero, 1963
- Atelopus nocturnus Bravo-Valencia & Rivera-Correa, 2011
- Atelopus pedimarmoratus Rivero, 1963
- Atelopus petriruizi Ardila-Robayo, 1999
- Atelopus pictiventris Kattan, 1986
- Atelopus quimbaya Ruiz-Carranza & Osorno-Muñoz, 1994
- Atelopus sanjosei Rivero & Serna, 1989
- Atelopus sernai Ruiz-Carranza & Osorno-Muñoz, 1994
- Atelopus simulatus Ruiz-Carranza & Osorno-Muñoz, 1994
- Atelopus sonsonensis Vélez-Rodriguez & Ruiz-Carranza, 1997
- Atelopus spumarius Cope, 1871
- Atelopus spurrelli Boulenger, 1914
- Atelopus subornatus Werner, 1899
- Atelopus tamaense La Marca, García-Pérez, & Renjifo, 1990
- Atelopus walkeri Rivero, 1963
- Incilius coniferus (Cope, 1862)
- Osornophryne angel Yánez-Muñoz, Altamirano-Benavides, Cisneros-Heredia, & Gluesenkamp, 2011
- Osornophryne antisana Hoogmoed, 1987
- Osornophryne bufoniformis (Peracca, 1904)
- Osornophryne guacamayo Hoogmoed, 1987
- Osornophryne percrassa Ruiz-Carranza & Hernández-Camacho, 1976
- Osornophryne talipes Cannatella, 1986

- Rhaebo andinophrynoides Mueses-Cisneros, 2009
- Rhaebo blombergi (Myers & Funkhouser, 1951)
- Rhaebo ecuadorensis Mueses-Cisneros, Cisneros-Heredia, & McDiarmid, 2012
- Rhaebo glaberrimus (Günther, 1869)
- Rhaebo guttatus (Schneider, 1799)
- Rhaebo haematiticus Cope, 1862
- Rhaebo hypomelas (Boulenger, 1913)
- Rhaebo lynchi Mueses-Cisneros, 2007
- Rhinella acrolopha (Trueb, 1971)
- Rhinella acutirostris (Spix, 1824)
- Rhinella alata (Thominot, 1884)
- Rhinella castaneotica (Caldwell, 1991)
- Rhinella ceratophrys (Boulenger, 1882)
- Rhinella cristinae (Vélez-Rodriguez & Ruiz-Carranza, 2002)
- Rhinella dapsilis (Myers & Carvalho, 1945)
- Rhinella humboldti (Gallardo, 1965)
- Rhinella lindae (Rivero & Castaño, 1990)
- Rhinella macrorhina (Trueb, 1971)
- Rhinella major (Müller & Hellmich, 1936)
- Rhinella margaritifera (Laurenti, 1768)
- Rhinella marina (Linnaeus, 1758)
- Rhinella nicefori (Cochran & Goin, 1970)
- Rhinella paragua Grant & Bolívar-Garcías, 2014
- Rhinella proboscidea (Spix, 1824)
- Rhinella roqueana (Melin, 1941)
- Rhinella rostrata (Noble, 1920)
- Rhinella ruizi (Grant, 2000)
- Rhinella sternosignata (Günther, 1858)
- Rhinella tenrec (Lynch & Renjifo, 1990)
- Rhinella truebae (Lynch & Renjifo, 1990)

### Centrolenidae
Orde: Anura. 
Familie: Centrolenidae

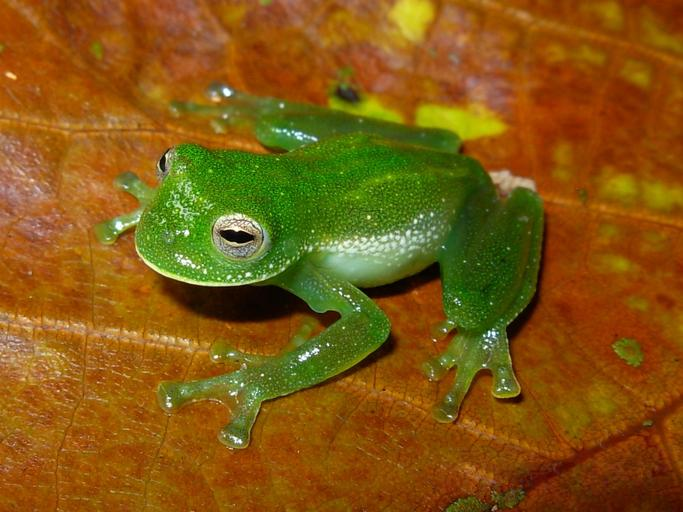
Centrolene antioquiense

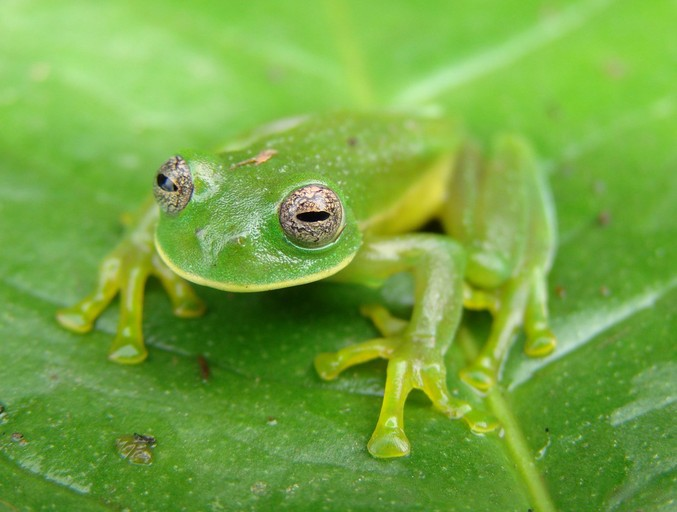
Centrolene buckleyi

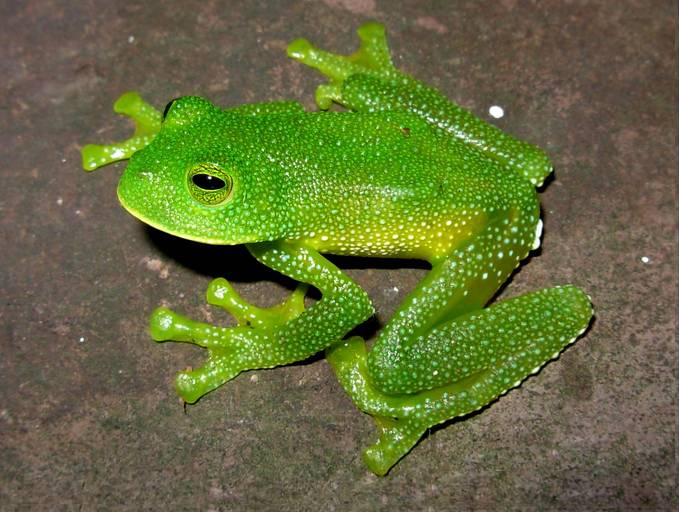
Centrolene paezorum

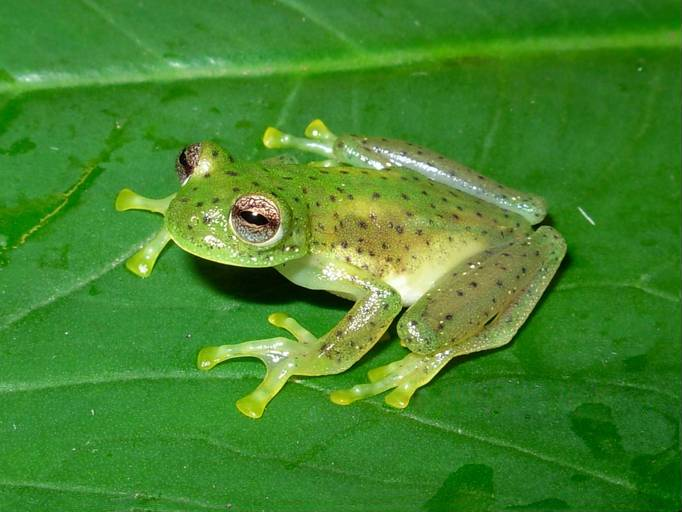
Centrolene quindianum

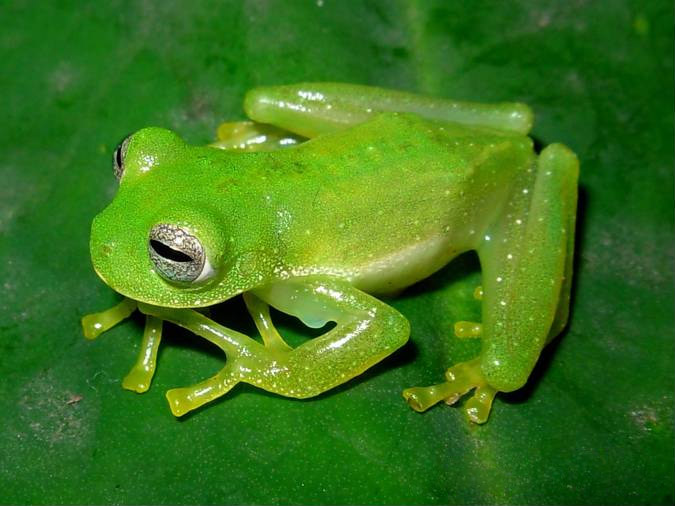
Centrolene robledoi

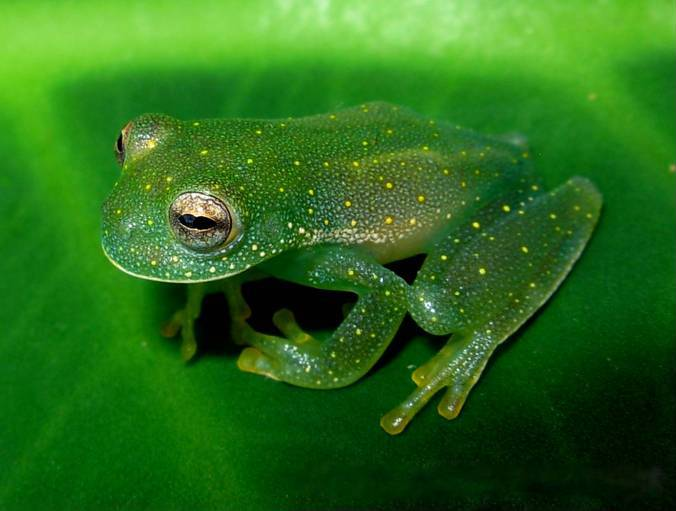
Centrolene savagei

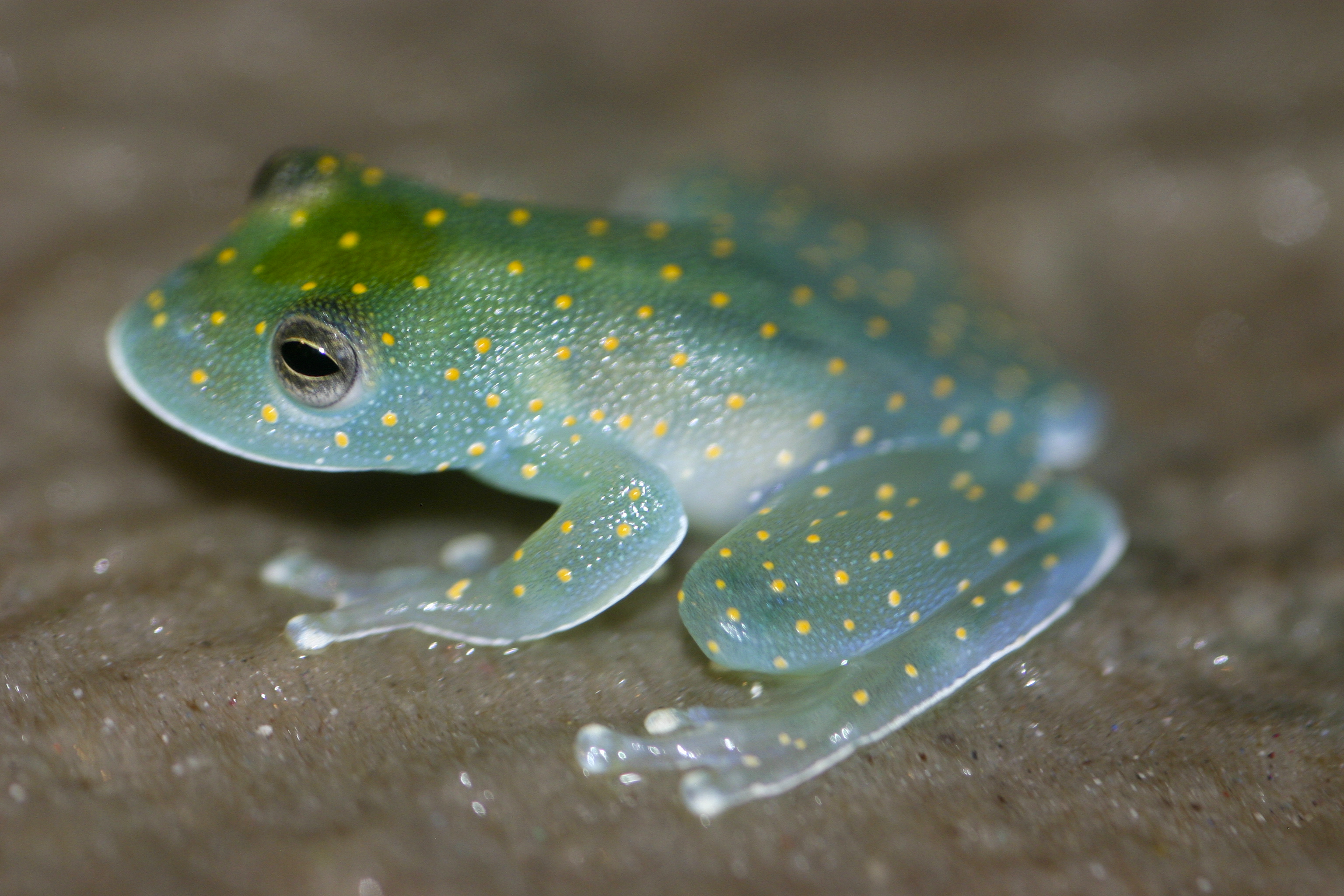
Cochranella euknemos

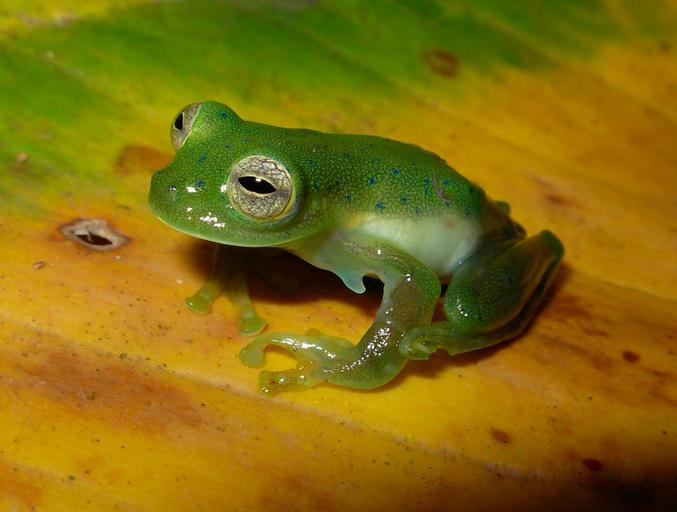
Centrolene prosoblepon

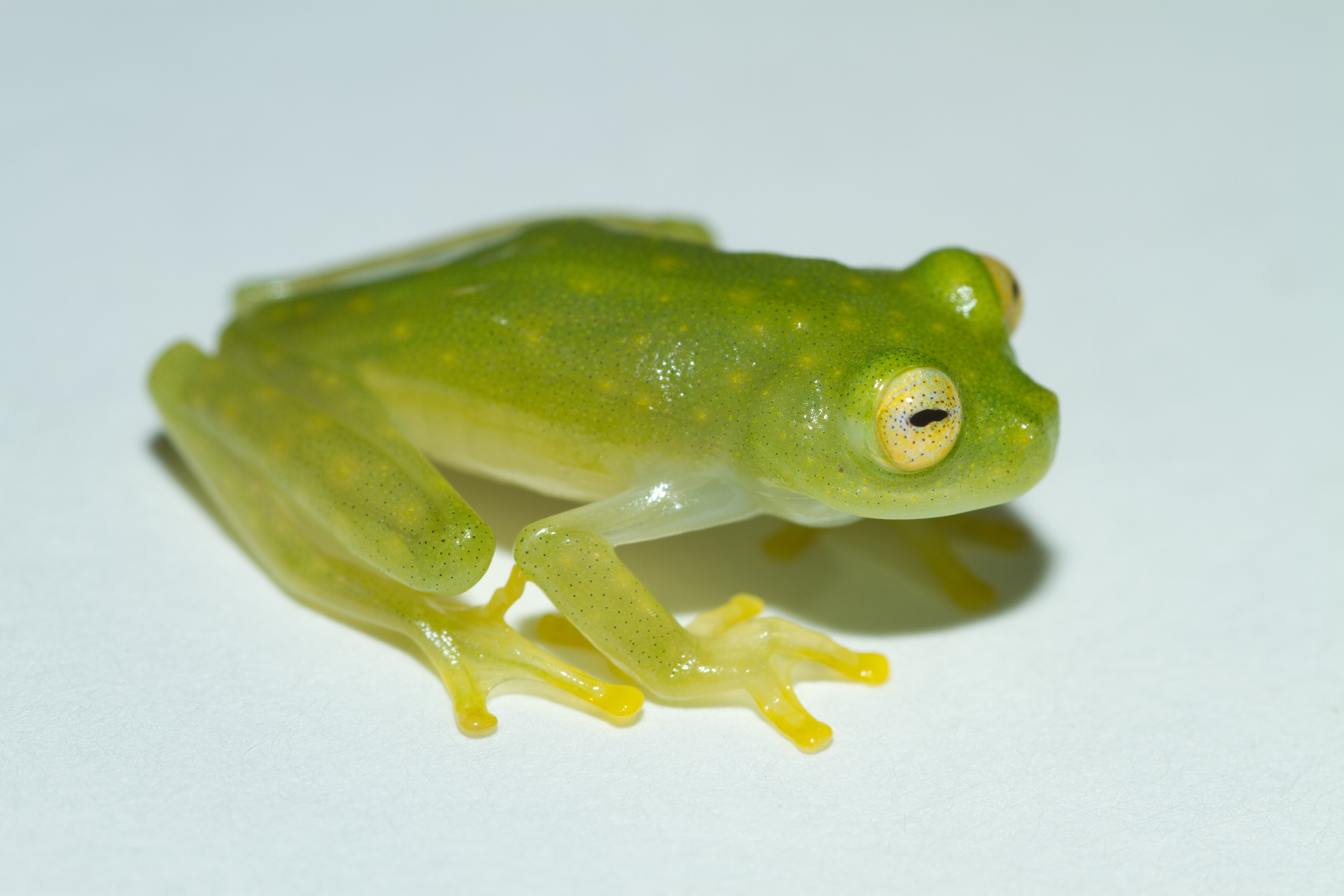
Hyalinobatrachium colymbiphyllum

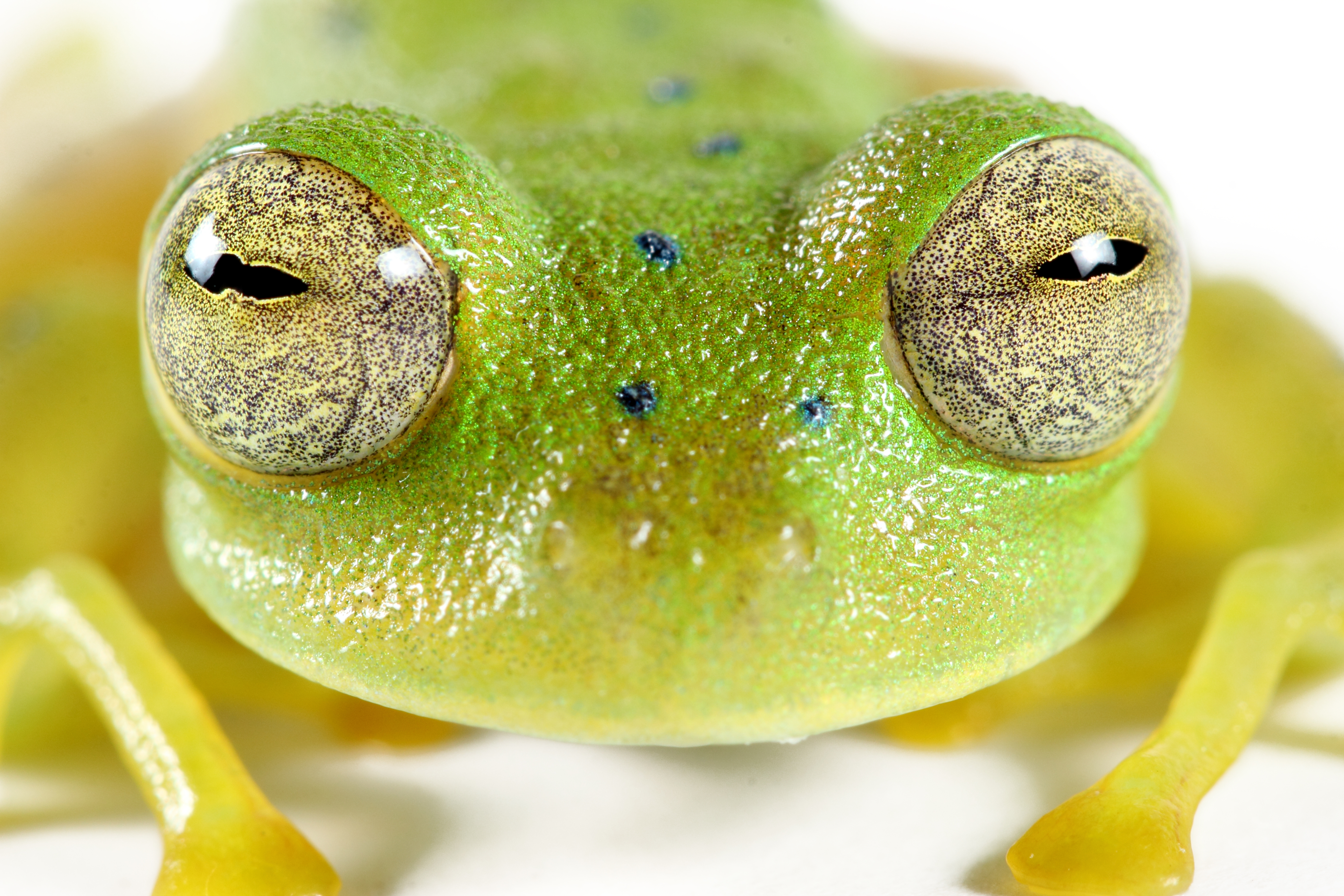
Nymphargus cochranae

- Centrolene acanthidiocephalum (Ruiz-Carranza & Lynch, 1989)
- Centrolene antioquiense (Noble, 1920)
- Centrolene bacatum Wild, 1994
- Centrolene ballux (Duellman & Burrowes, 1989)
- Centrolene buckleyi (Boulenger, 1882)
- Centrolene daidaleum (Ruiz-Carranza & Lynch, 1991)
- Centrolene geckoideum Jiménez de la Espada, 1872
- Centrolene guanacarum Ruiz-Carranza & Lynch, 1995
- Centrolene heloderma (Duellman, 1981)
- Centrolene huilense Ruiz-Carranza & Lynch, 1995
- Centrolene hybrida Ruiz-Carranza & Lynch, 1991
- Centrolene lynchi (Duellman, 1980)
- Centrolene medemi (Cochran & Goin, 1970)
- Centrolene notostictum Ruiz-Carranza & Lynch, 1991
- Centrolene paezorum Ruiz-Carranza, Hernández-Camacho, & Ardila-Robayo, 1986
- Centrolene peristictum (Lynch & Duellman, 1973)
- Centrolene petrophilum Ruiz-Carranza & Lynch, 1991
- Centrolene quindianum Ruiz-Carranza & Lynch, 1995
- Centrolene robledoi Ruiz-Carranza & Lynch, 1995
- Centrolene sanchezi Ruiz-Carranza & Lynch, 1991
- Centrolene savagei (Ruiz-Carranza & Lynch, 1991)
- Centrolene scirtetes (Duellman & Burrowes, 1989)
- Centrolene solitaria (Ruiz-Carranza & Lynch, 1991)
- Chimerella mariaelenae (Cisneros-Heredia & McDiarmid, 2006)
- Cochranella balionota (Duellman, 1981)
- Cochranella euknemos (Savage & Starrett, 1967)
- Cochranella litoralis (Ruiz-Carranza & Lynch, 1996)
- Cochranella megista (Rivero, 1985)
- Cochranella ramirezi Ruiz-Carranza & Lynch, 1991
- Cochranella resplendens (Lynch & Duellman, 1973)
- Cochranella xanthocheridia Ruiz-Carranza & Lynch, 1995
- Espadarana andina (Rivero, 1968)
- Espadarana audax (Lynch & Duellman, 1973)
- Espadarana callistomma (Guayasamin & Trueb, 2007)
- Espadarana prosoblepon (Boettger, 1892)
- Hyalinobatrachium aureoguttatum Barrera-Rodriguez & Ruiz-Carranza, 1989)
- Hyalinobatrachium chirripoi Taylor, 1958)
- Hyalinobatrachium colymbiphyllum Taylor, 1949)
- Hyalinobatrachium esmeralda Ruiz-Carranza & Lynch, 1998
- Hyalinobatrachium fleischmanni Boettger, 1893)
- Hyalinobatrachium iaspidiense Ayarzagüena, 1992)
- Hyalinobatrachium ibama Ruiz-Carranza & Lynch, 1998
- Hyalinobatrachium mondolfii Señaris & Ayarzagüena, 2001
- Hyalinobatrachium munozorum Lynch & Duellman, 1973)
- Hyalinobatrachium ruedai Ruiz-Carranza & Lynch, 1998
- Hyalinobatrachium valerioi Dunn, 1931) - witgevlekte glaskikker
- Ikakogi tayrona Ruiz-Carranza & Lynch, 1991)
- Nymphargus armatus (Lynch & Ruiz-Carranza, 1996)
- Nymphargus chami (Ruiz-Carranza & Lynch, 1995)
- Nymphargus cochranae (Goin, 1961)
- Nymphargus cristinae (Ruiz-Carranza & Lynch, 1995)
- Nymphargus garciae (Ruiz-Carranza & Lynch, 1995)
- Nymphargus grandisonae (Cochran & Goin, 1970)
- Nymphargus griffithsi (Goin, 1961)
- Nymphargus ignotus (Lynch, 1990)
- Nymphargus luminosus (Ruiz-Carranza & Lynch, 1995)
- Nymphargus megacheirus (Lynch & Duellman, 1973)
- Nymphargus nephelophila Ruiz-Carranza & Lynch, 1991)
- Nymphargus oreonympha Ruiz-Carranza & Lynch, 1991)
- Nymphargus posadae Ruiz-Carranza & Lynch, 1995)
- Nymphargus prasinus Duellman, 1981)
- Nymphargus rosada Ruiz-Carranza & Lynch, 1997)
- Nymphargus ruizi Lynch, 1993)
- Nymphargus siren Lynch & Duellman, 1973)
- Nymphargus spilotus Ruiz-Carranza & Lynch, 1997)
- Nymphargus vicenteruedai Velásquez-Álvarez, Rada, Sánchez-Pacheco, & Acosta-Galvis, 2007
- Rulyrana adiazeta Ruiz-Carranza & Lynch, 1991)
- Rulyrana flavopunctata Lynch & Duellman, 1973)
- Rulyrana susatamai Ruiz-Carranza & Lynch, 1995)
- Sachatamia albomaculata Taylor, 1949)
- Sachatamia ilex (Savage, 1967)
- Sachatamia orejuela Duellman & Burrowes, 1989)
- Sachatamia punctulata Ruiz-Carranza & Lynch, 1995)
- Teratohyla midas Lynch & Duellman, 1973)
- Teratohyla pulverata Peters, 1873)
- Teratohyla spinosa Taylor, 1949)
- Vitreorana ritae Lutz, 1952)

### Ceratophryidae
Orde: Anura. 
Familie: Ceratophryidae

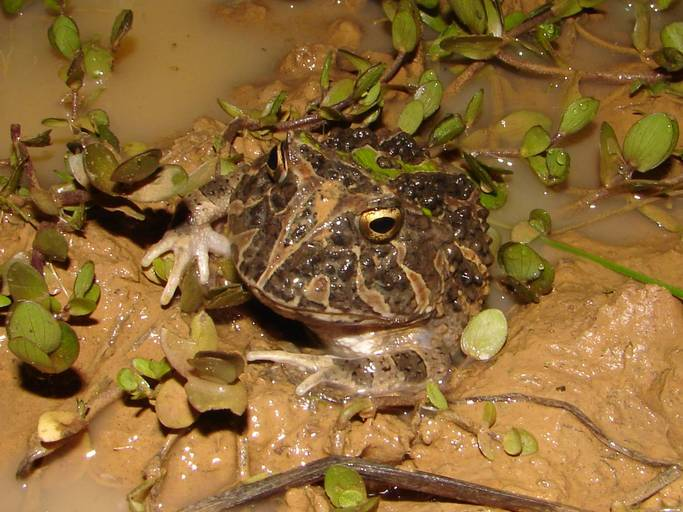
Ceratophrys calcarata

- Ceratophrys calcarata Boulenger, 1890
- Ceratophrys cornuta (Linnaeus, 1758)

### Craugastoridae
Orde: Anura. 
Familie: Craugastoridae

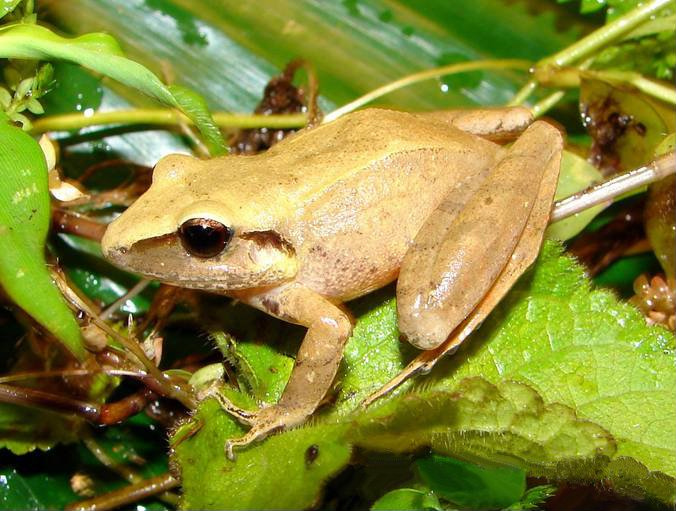
Pristimantis achatinus

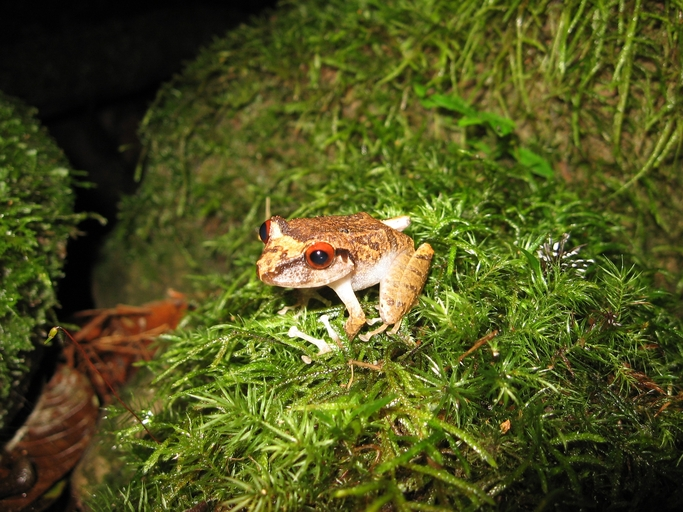
Pristimantis bacchus

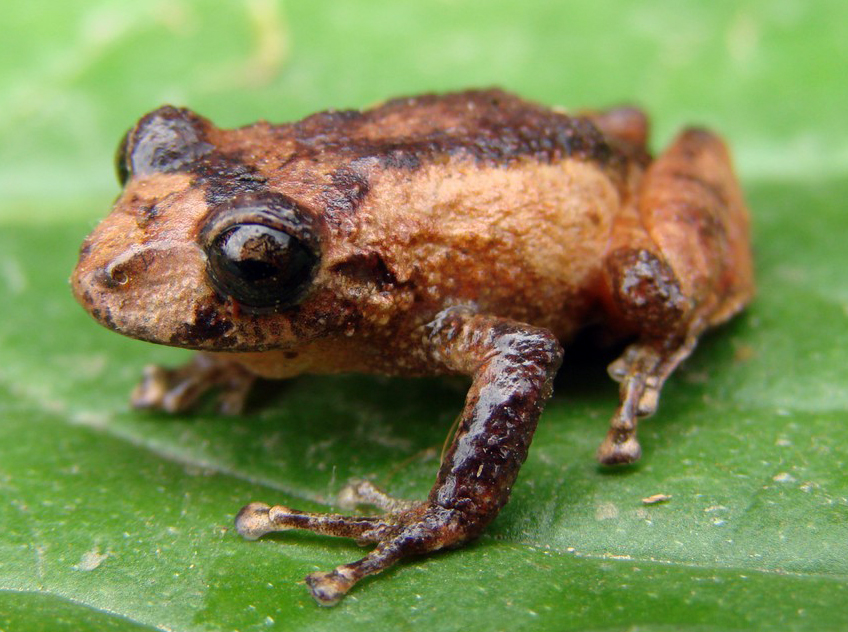
Pristimantis bogotensis

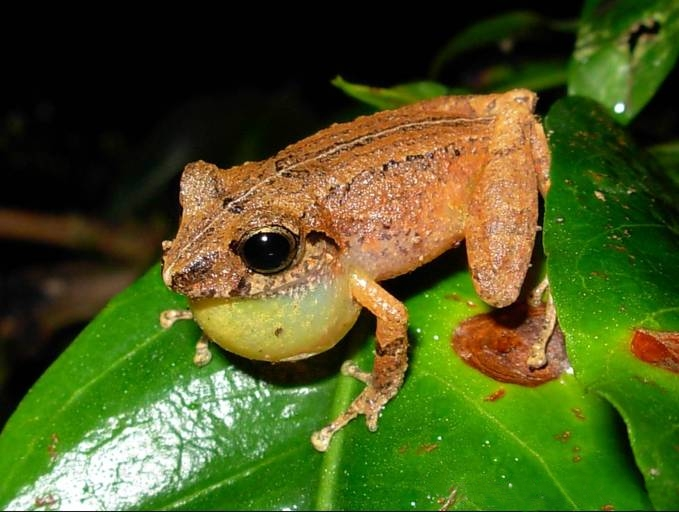
Pristimantis boulengeri

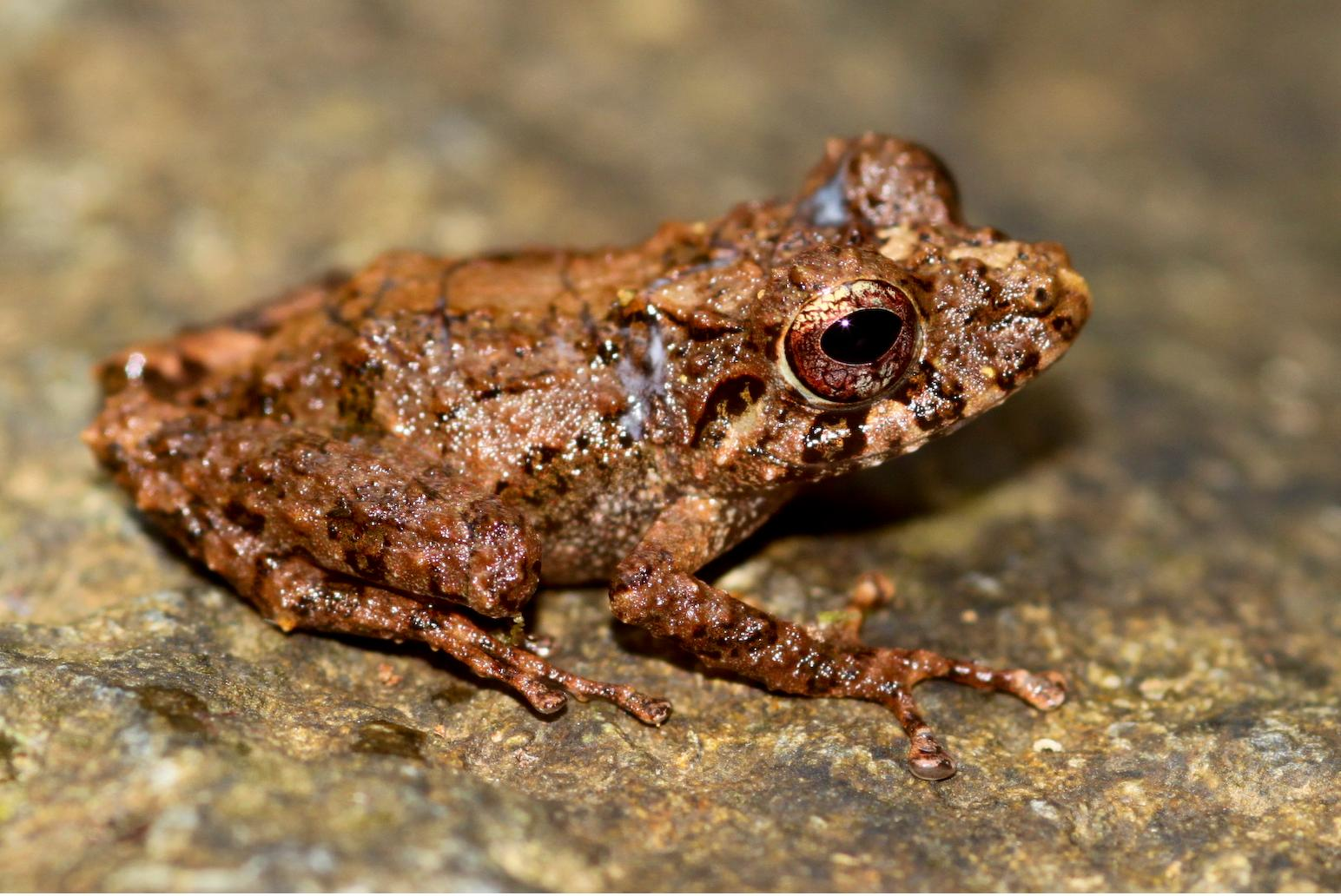
Pristimantis cruentus

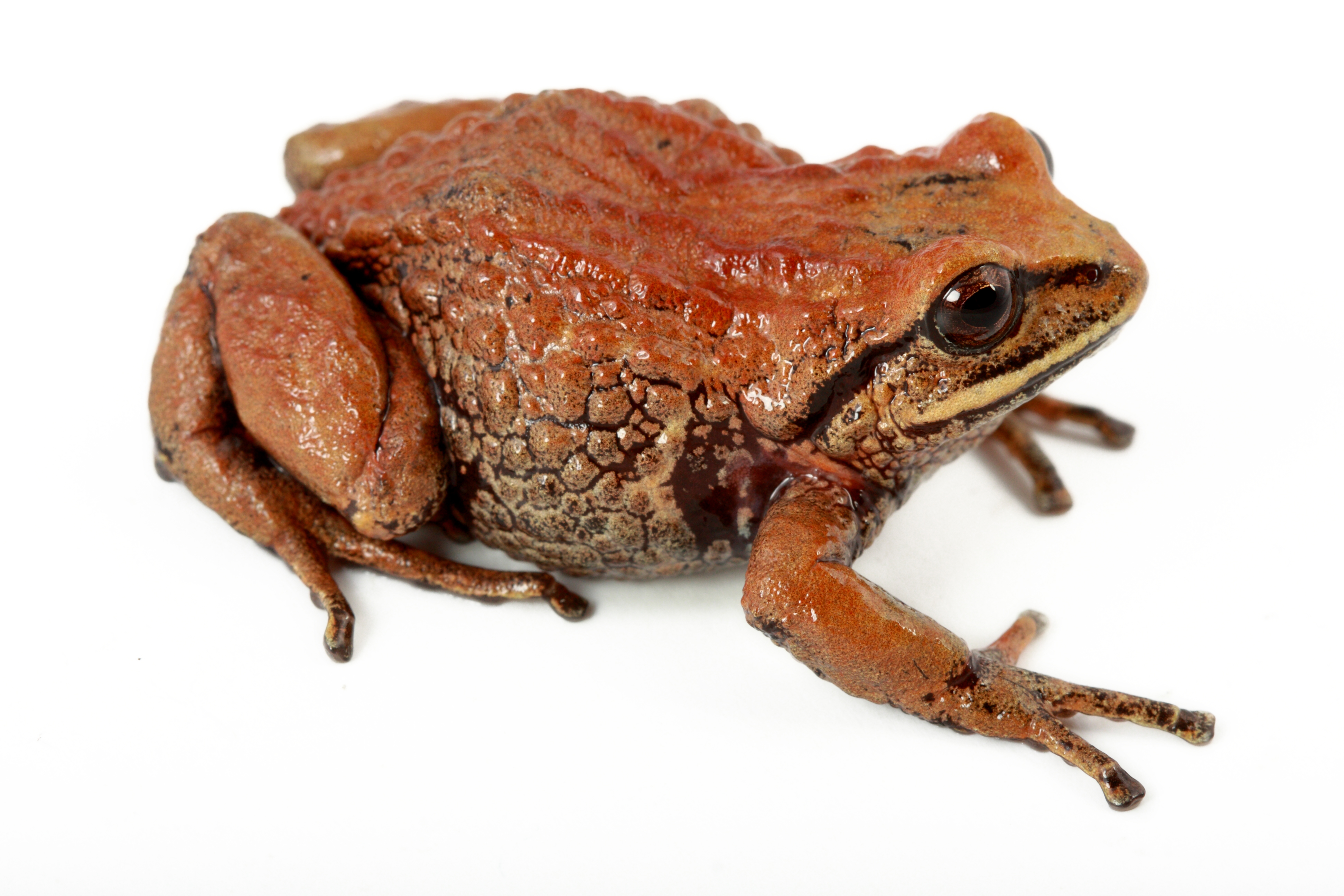
Pristimantis curtipes

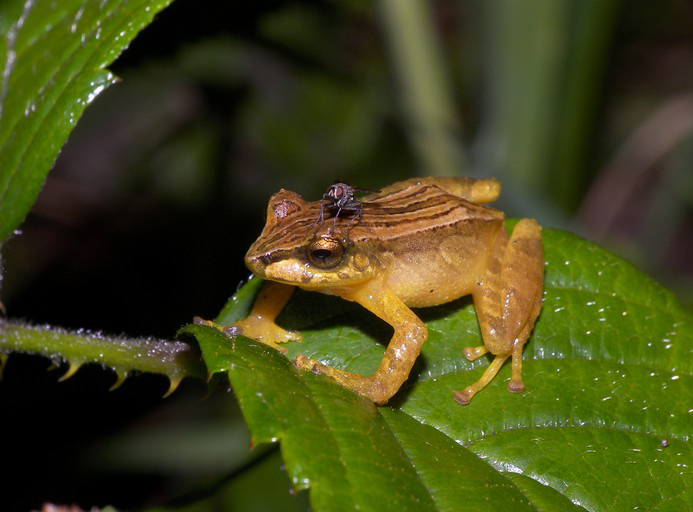
Pristimantis dorsopictus

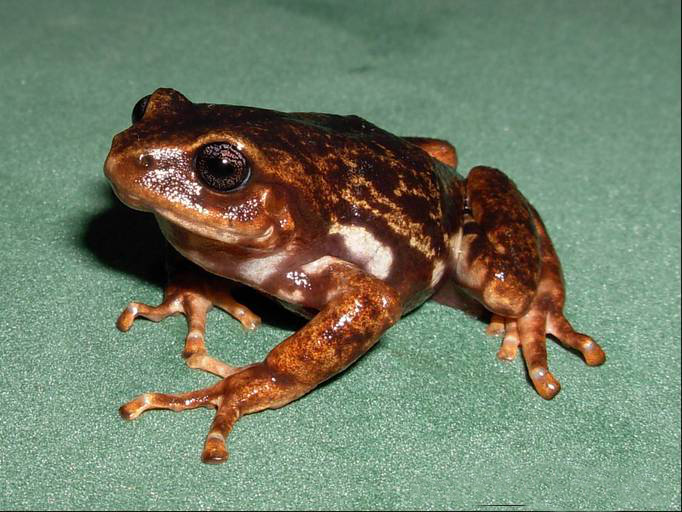
Pristimantis elegans

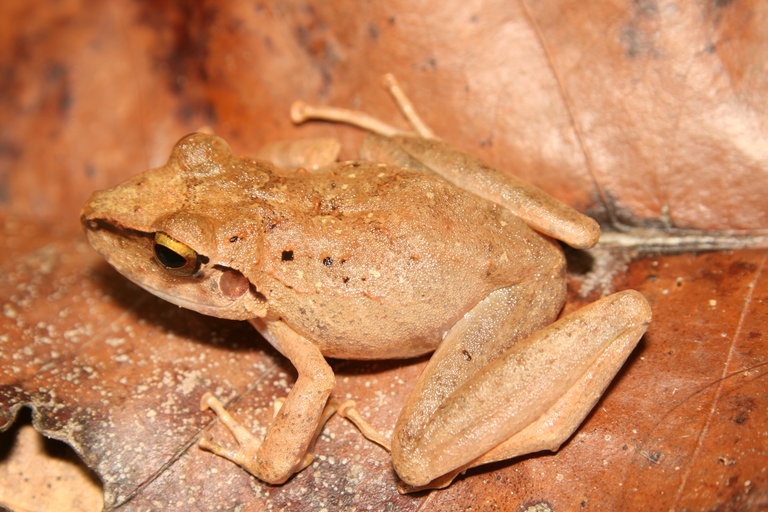
Pristimantis fenestratus

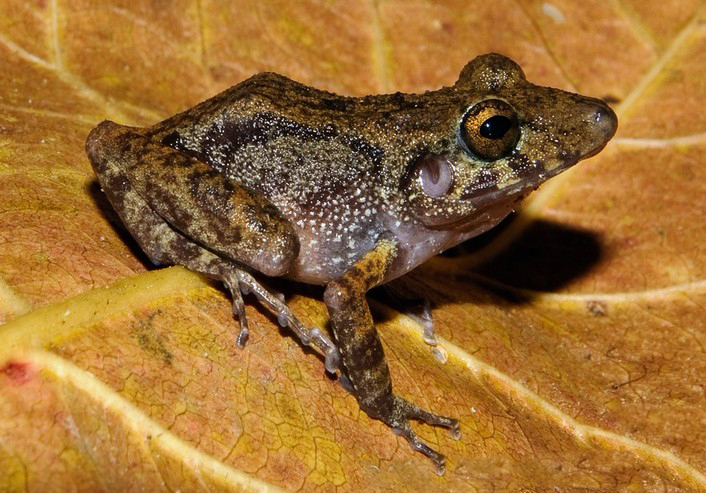
Pristimantis gaigei

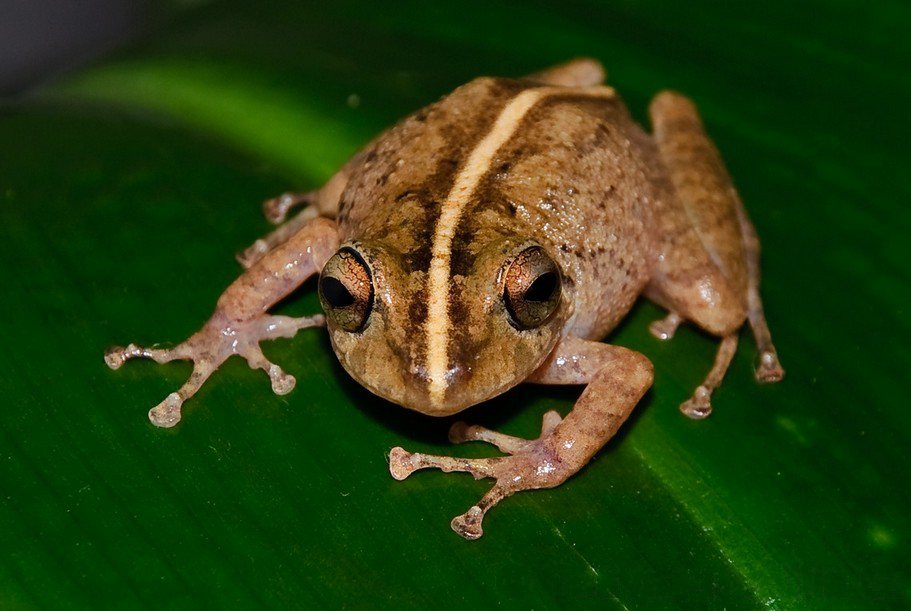
Pristimantis medemi

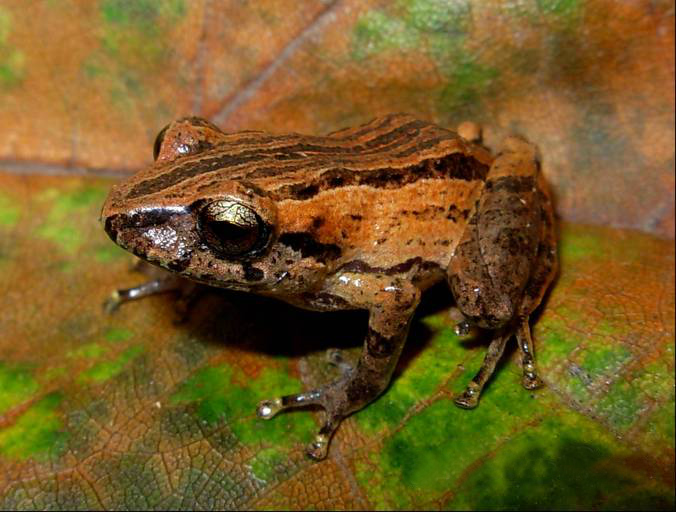
Pristimantis paisa

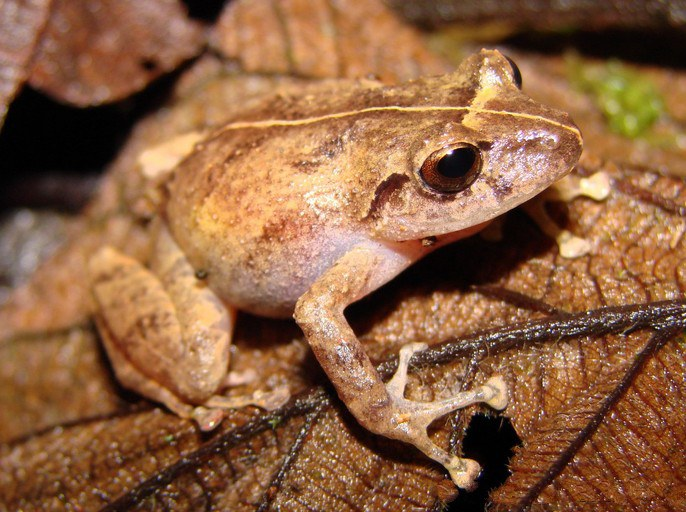
Pristimantis palmeri

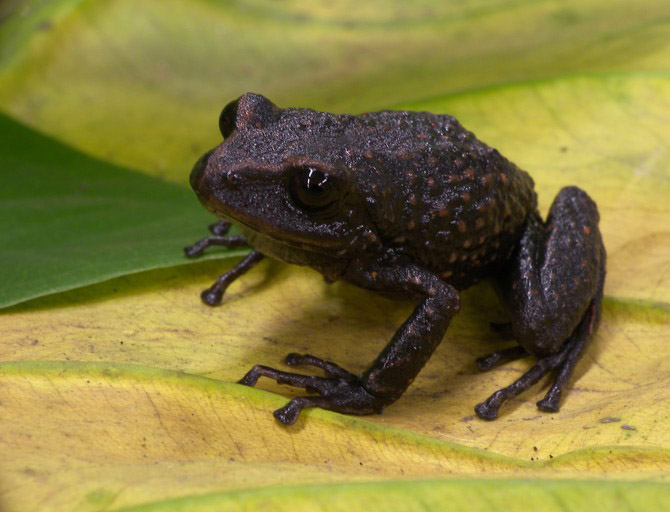
Pristimantis parectatus

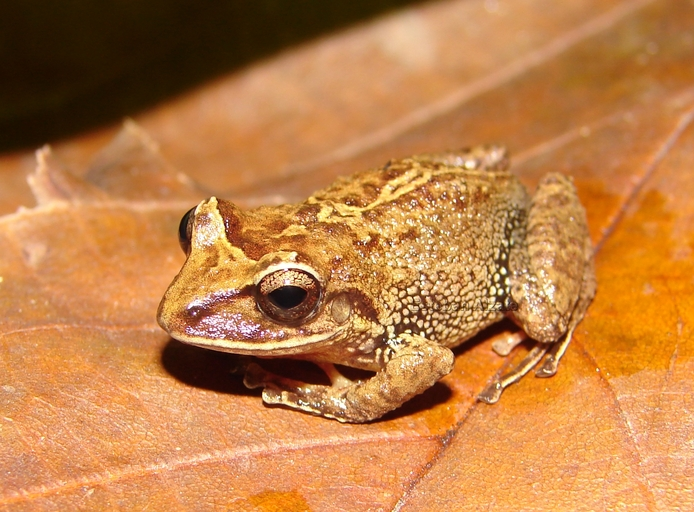
Pristimantis permixtus

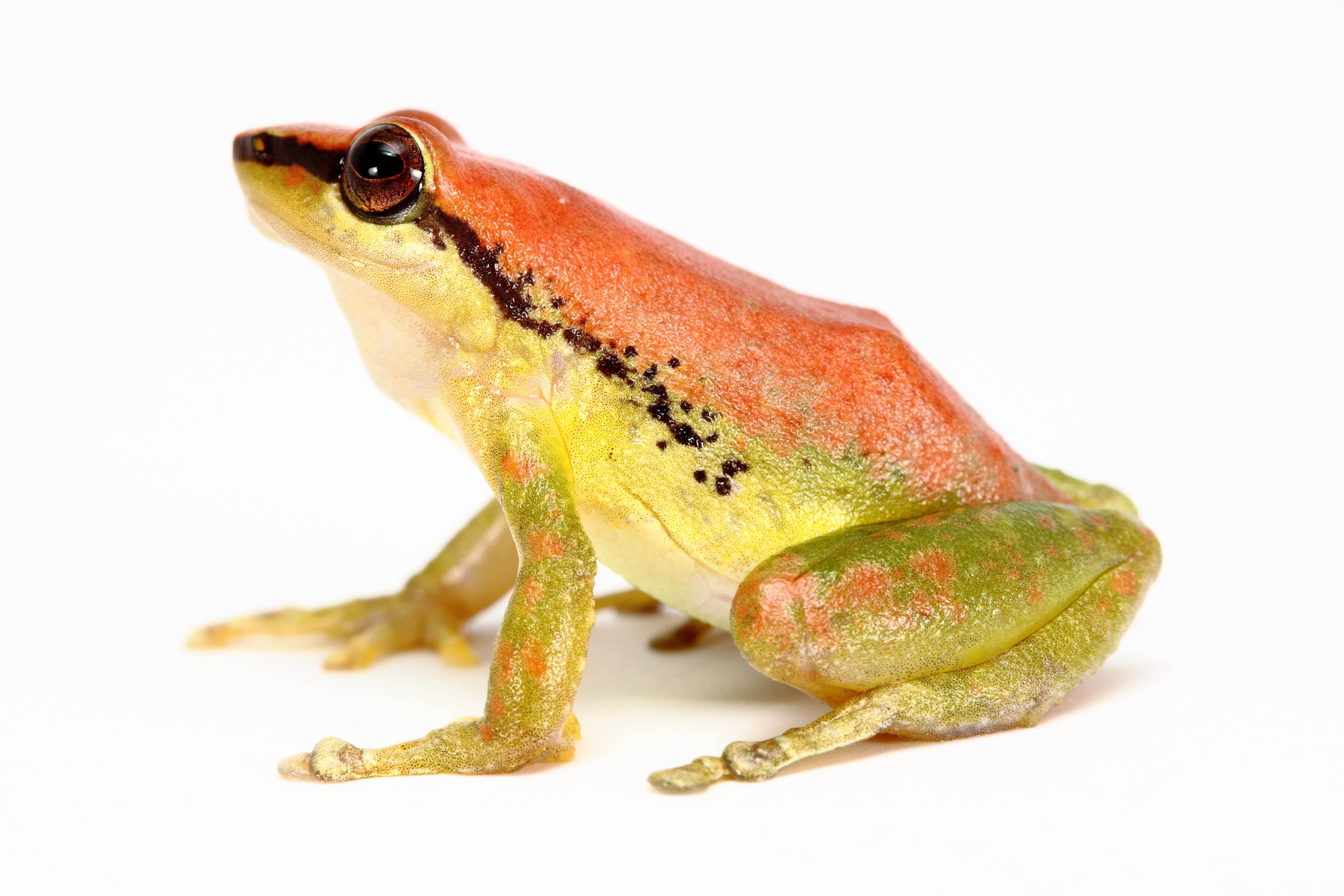
Pristimantis acuminatus

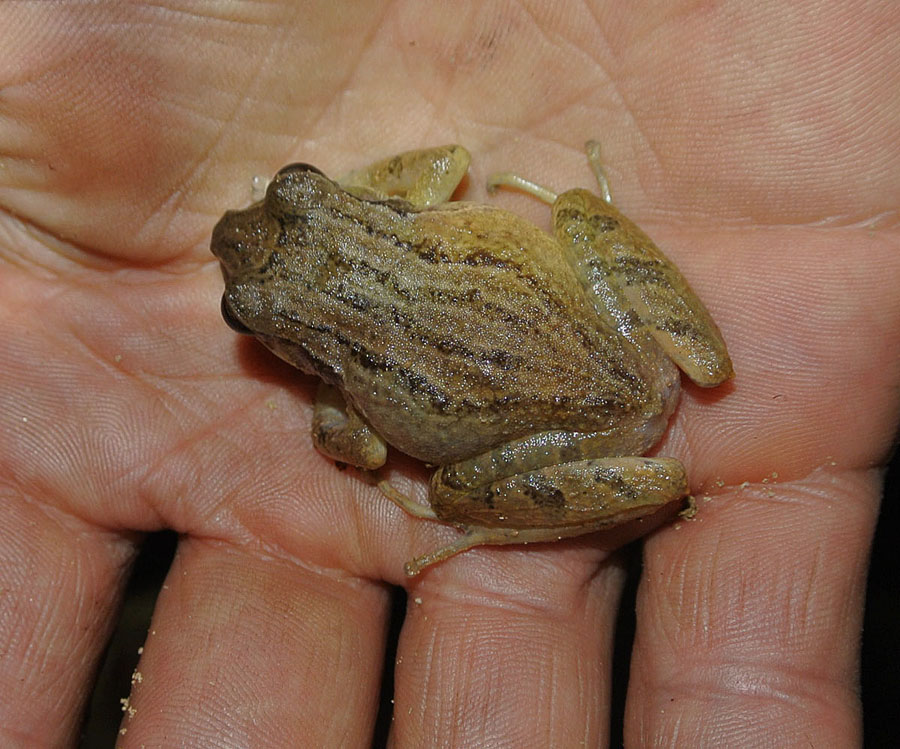
Pristimantis sanctaemartae

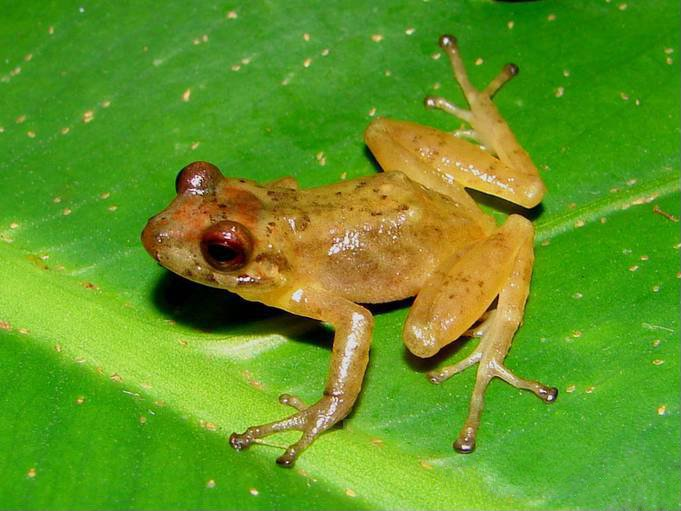
Pristimantis prolixodiscus

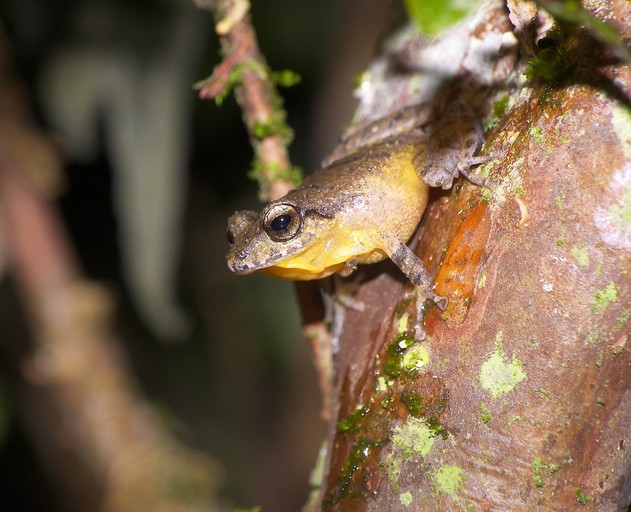
Pristimantis taeniatus

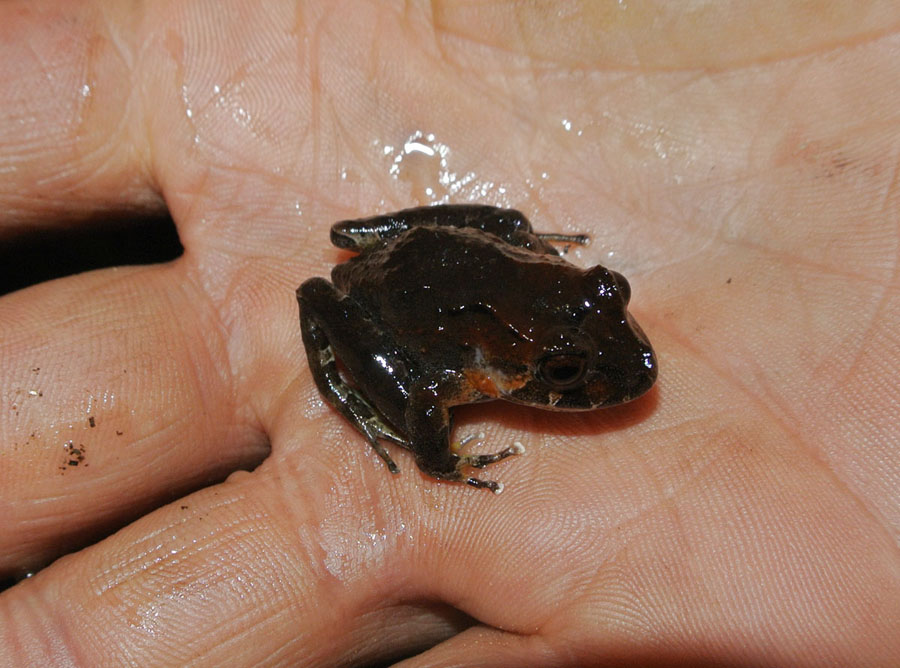
Prisimantis tayrona

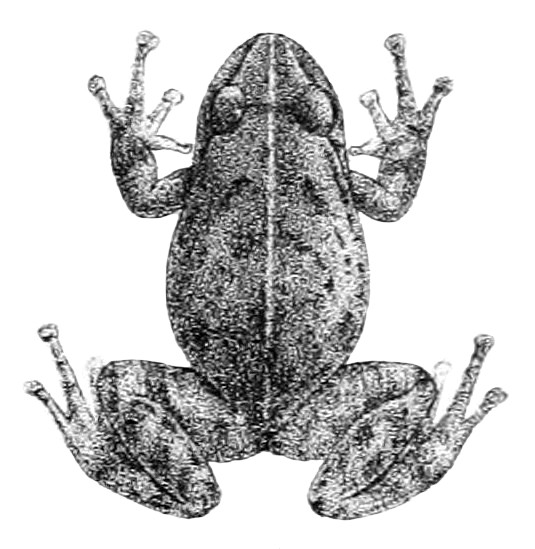
Pristimantis unistrigatus

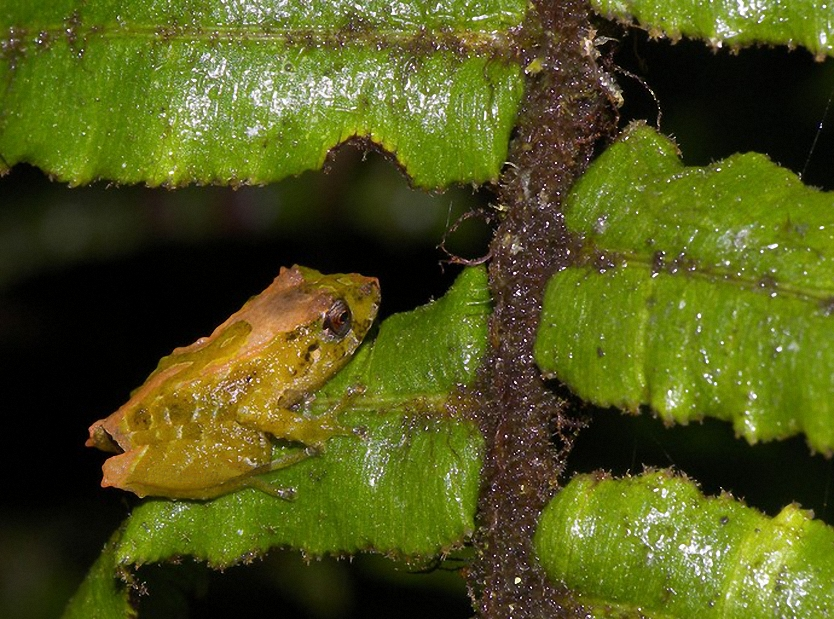
Pristimantis uranobates

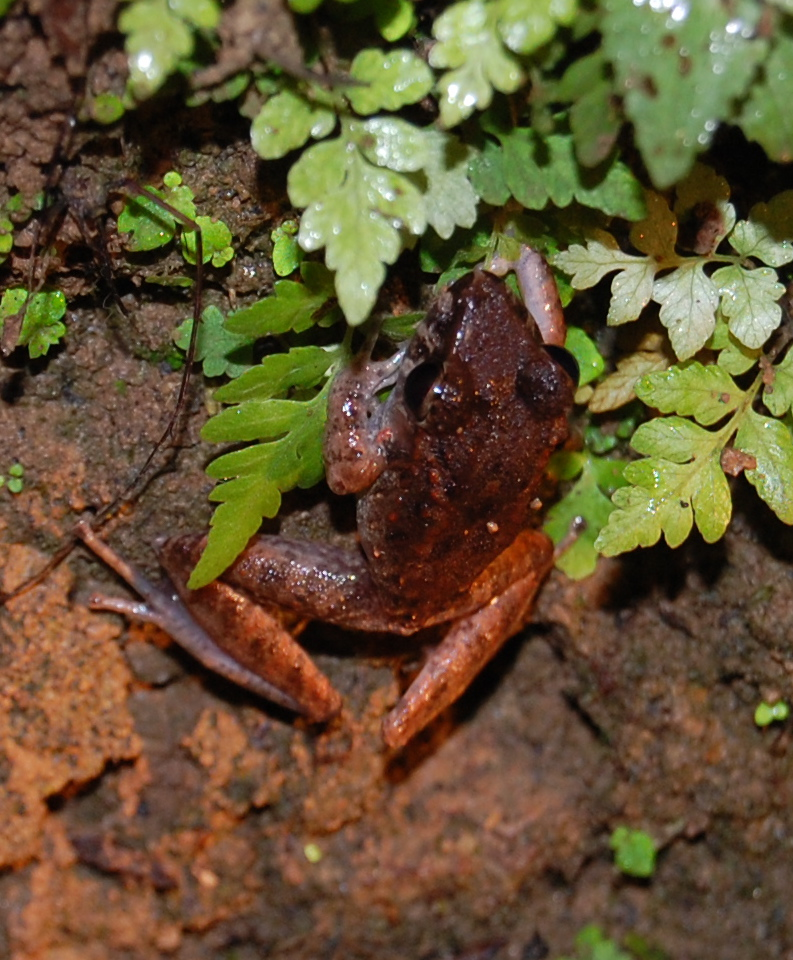
Craugastor crassidigitus

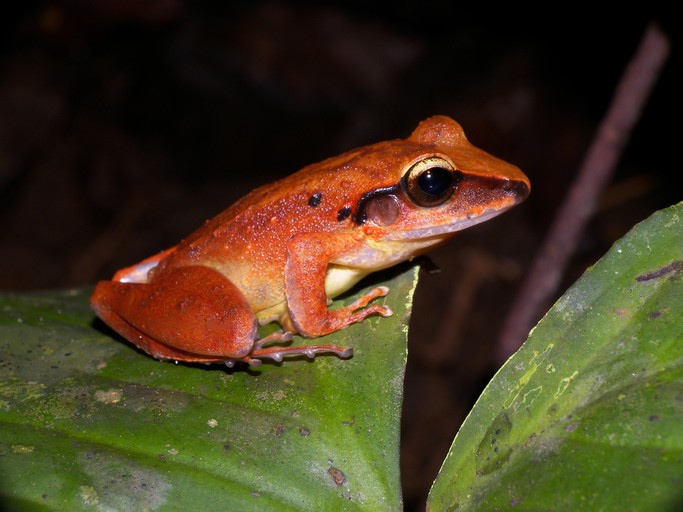
Craugastor fitzingeri

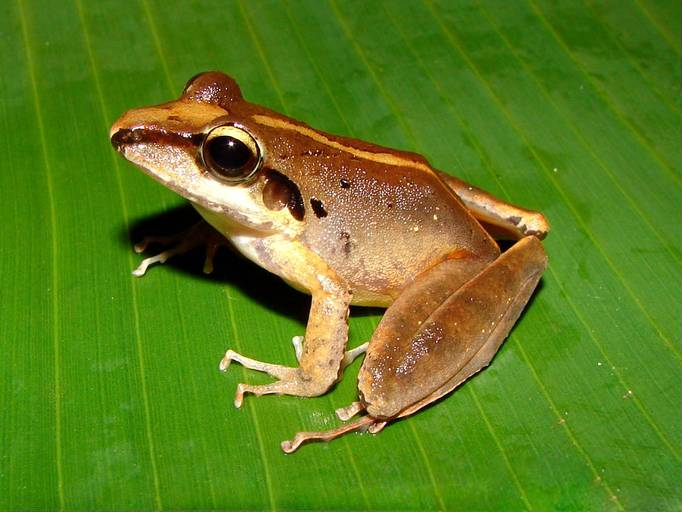
Craugastor longirostris

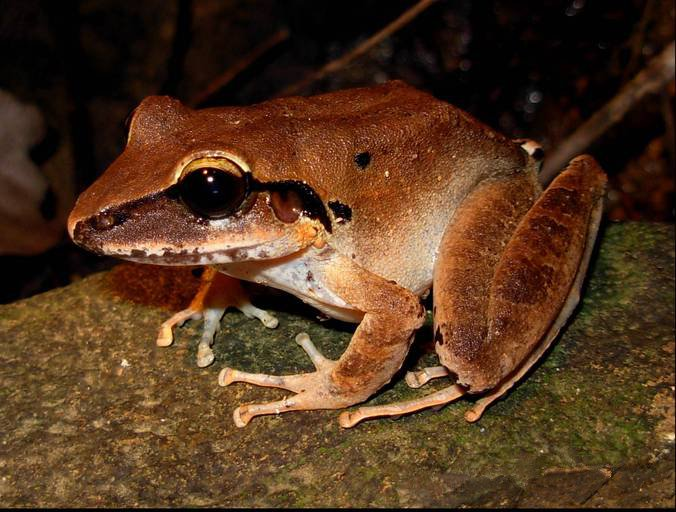
Craugastor raniformis

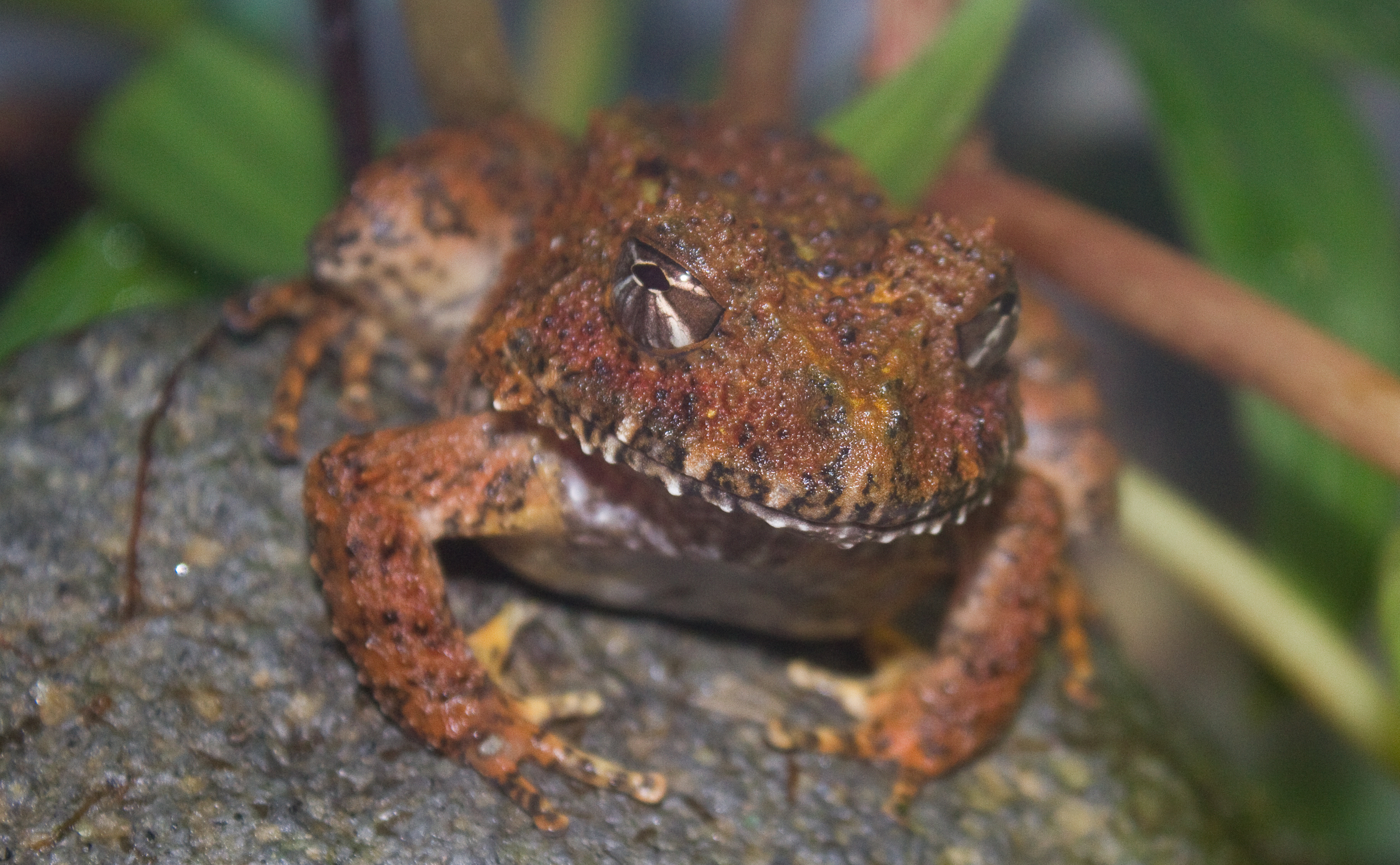
Strabomantis bufoniformis

- Pristimantis aaptus (Lynch & Lescure, 1980)
- Pristimantis acatallelus (Lynch & Ruiz-Carranza, 1983)
- Pristimantis achatinus (Boulenger, 1898)
- Pristimantis actinolaimus (Lynch & Rueda-Almonacid, 1998)
- Pristimantis acuminatus (Shreve, 1935)
- Pristimantis acutirostris (Lynch, 1984)
- Pristimantis aemulatus (Ruiz-Carranza, Lynch, & Ardila-Robayo, 1997)
- Pristimantis affinis (Werner, 1899)
- Pristimantis alalocophus (Roa-Trujillo & Ruiz-Carranza, 1991)
- Pristimantis albericoi (Lynch & Ruiz-Carranza, 1996)
- Pristimantis altamazonicus (Barbour & Dunn, 1921)
- Pristimantis angustilineatus (Lynch, 1998)
- Pristimantis anolirex (Lynch, 1983)
- Pristimantis apiculatus (Lynch & Burrowes, 1990)
- Pristimantis appendiculatus (Werner, 1894)
- Pristimantis aurantiguttatus (Ruiz-Carranza, Lynch, & Ardila-Robayo, 1997)
- Pristimantis bacchus (Lynch, 1984)
- Pristimantis baiotis (Lynch, 1998)
- Pristimantis batrachites (Lynch, 2003)
- Pristimantis bellona (Lynch, 1992)
- Pristimantis bernali (Lynch, 1986)
- Pristimantis bicolor (Rueda-Almonacid & Lynch, 1983)
- Pristimantis bogotensis (Peters, 1863)
- Pristimantis boulengeri (Lynch, 1981)
- Pristimantis brevifrons (Lynch, 1981)
- Pristimantis buckleyi (Boulenger, 1882)
- Pristimantis cabrerai (Cochran & Goin, 1970)
- Pristimantis cacao (Lynch, 1992)
- Pristimantis calcaratus (Boulenger, 1908)
- Pristimantis calcarulatus (Lynch, 1976)
- Pristimantis capitonis (Lynch, 1998)
- Pristimantis caprifer (Lynch, 1977)
- Pristimantis carlosceroni Valencia, Bejarano-Muñoz, & Yánez-Muñoz, 2013
- Pristimantis carlossanchezi (Arroyo, 2007)
- Pristimantis carmelitae (Ruthven, 1922)
- Pristimantis carranguerorum (Lynch, 1994)
- Pristimantis carvalhoi (Lutz, 1952)
- Pristimantis celator (Lynch, 1976)
- Pristimantis chalceus (Peters, 1873)
- Pristimantis chloronotus (Lynch, 1969)
- Pristimantis chrysops (Lynch & Ruiz-Carranza, 1996)
- Pristimantis colomai (Lynch & Duellman, 1997)
- Pristimantis colonensis (Mueses-Cisneros, 2007)
- Pristimantis conspicillatus (Günther, 1858)
- Pristimantis corniger (Lynch & Suárez-Mayorga, 2003)
- Pristimantis cristinae (Lynch & Ruiz-Carranza, 1985)
- Pristimantis croceoinguinis (Lynch, 1968)
- Pristimantis cruentus (Peters, 1873)
- Pristimantis cuentasi (Lynch, 2003)
- Pristimantis curtipes (Boulenger, 1882)
- Pristimantis degener (Lynch & Duellman, 1997)
- Pristimantis deinops (Lynch, 1996)
- Pristimantis delicatus (Ruthven, 1917)
- Pristimantis diadematus (Jiménez de la Espada, 1875)
- Pristimantis diaphonus (Lynch, 1986)
- Pristimantis diogenes (Lynch & Ruiz-Carranza, 1996)
- Pristimantis dorsopictus (Rivero & Serna, 1988)
- Pristimantis douglasi (Lynch, 1996)
- Pristimantis duellmani (Lynch, 1980)
- Pristimantis duende (Lynch, 2001)
- Pristimantis educatoris Ryan, Lips, & Giermakowski, 2010
- Pristimantis elegans (Peters, 1863)
- Pristimantis epacrus (Lynch & Suárez-Mayorga, 2000)
- Pristimantis eremitus (Lynch, 1980)
- Pristimantis eriphus (Lynch & Duellman, 1980)
- Pristimantis erythropleura (Boulenger, 1896)
- Pristimantis esmeraldas (Guayasamin, 2004)
- Pristimantis factiosus (Lynch & Rueda-Almonacid, 1998)
- Pristimantis fallax (Lynch & Rueda-Almonacid, 1999)
- Pristimantis farisorum Mueses-Cisneros, Perdomo-Castillo, & Cepeda-Quilindo, 2013
- Pristimantis fenestratus (Steindachner, 1864)
- Pristimantis frater (Werner, 1899)
- Pristimantis gaigei (Dunn, 1931)
- Pristimantis gladiator (Lynch, 1976)
- Pristimantis gracilis (Lynch, 1986)
- Pristimantis grandiceps (Lynch, 1984)
- Pristimantis gryllus Barrio-Amorós, Guayasamin & Hedges, 2012
- Pristimantis hectus (Lynch & Burrowes, 1990)
- Pristimantis helvolus (Lynch & Rueda-Almonacid, 1998)
- Pristimantis hernandezi (Lynch & Ruiz-Carranza, 1983)
- Pristimantis huicundo (Guayasamin, Almeida-Reinoso, & Nogales-Sornosa, 2004)
- Pristimantis hybotragus (Lynch, 1992)
- Pristimantis illotus (Lynch & Duellman, 1997)
- Pristimantis insignitus (Ruthven, 1917)
- Pristimantis ixalus (Lynch, 2003)
- Pristimantis jaguensis Rivera-Prieto, Rivera-Correa, & Daza-R., 2014
- Pristimantis jaimei (Lynch, 1992)
- Pristimantis johannesdei (Rivero & Serna, 1988)
- Pristimantis jorgevelosai (Lynch, 1994)
- Pristimantis juanchoi (Lynch, 1996)
- Pristimantis jubatus (García & Lynch, 2006)
- Pristimantis kelephus (Lynch, 1998)
- Pristimantis labiosus (Lynch, Ruiz-Carranza, & Ardila-Robayo, 1994)
- Pristimantis lacrimosus (Jiménez de la Espada, 1875)
- Pristimantis lanthanites (Lynch, 1975)
- Pristimantis lasalleorum (Lynch, 1995)
- Pristimantis lassoalcalai Barrio-Amorós, Rojas-Runjaic, & Barros, 2010
- Pristimantis laticlavius (Lynch & Burrowes, 1990)
- Pristimantis latidiscus (Boulenger, 1898)
- Pristimantis lemur (Lynch & Rueda-Almonacid, 1998)
- Pristimantis lentiginosus (Rivero, 1984)
- Pristimantis leoni (Lynch, 1976)
- Pristimantis leptolophus (Lynch, 1980)
- Pristimantis leucopus (Lynch, 1976)
- Pristimantis lichenoides (Lynch & Rueda-Almonacid, 1997)
- Pristimantis loustes (Lynch, 1979)
- Pristimantis lutitus (Lynch, 1984)
- Pristimantis lynchi (Duellman & Simmons, 1977)
- Pristimantis lythrodes (Lynch & Lescure, 1980)
- Pristimantis maculosus (Lynch, 1991)
- Pristimantis malkini (Lynch, 1980)
- Pristimantis mars (Lynch & Ruiz-Carranza, 1996)
- Pristimantis martiae (Lynch, 1974)
- Pristimantis medemi (Lynch, 1994)
- Pristimantis megalops (Ruthven, 1917)
- Pristimantis melanoproctus (Rivero, 1984)
- Pristimantis merostictus (Lynch, 1984)
- Pristimantis miyatai (Lynch, 1984)
- Pristimantis mnionaetes (Lynch, 1998)
- Pristimantis molybrignus (Lynch, 1986)
- Pristimantis mondolfii (Rivero, 1984)
- Pristimantis moro (Savage, 1965)
- Pristimantis myersi (Goin & Cochran, 1963)
- Pristimantis myops (Lynch, 1998)
- Pristimantis nervicus (Lynch, 1994)
- Pristimantis nicefori (Cochran & Goin, 1970)
- Pristimantis obmutescens (Lynch, 1980)
- Pristimantis ocellatus (Lynch & Burrowes, 1990)
- Pristimantis ockendeni (Boulenger, 1912)
- Pristimantis ocreatus (Lynch, 1981)
- Pristimantis orcus Lehr, Catenazzi, & Rodríguez, 2009
- Pristimantis orpacobates (Lynch, Ruiz-Carranza, & Ardila-Robayo, 1994)
- Pristimantis ortizi (Guayasamin, Almeida-Reinoso, & Nogales-Sornosa, 2004)
- Pristimantis padrecarlosi (Mueses-Cisneros, 2006)
- Pristimantis paisa (Lynch & Ardila-Robayo, 1999)
- Pristimantis palmeri (Boulenger, 1912)
- Pristimantis parectatus (Lynch & Rueda-Almonacid, 1998)
- Pristimantis parvillus (Lynch, 1976)
- Pristimantis penelopus (Lynch & Rueda-Almonacid, 1999)
- Pristimantis peraticus (Lynch, 1980)
- Pristimantis permixtus (Lynch, Ruiz-Carranza, & Ardila-Robayo, 1994)
- Pristimantis peruvianus (Melin, 1941)
- Pristimantis petersi (Lynch & Duellman, 1980)
- Pristimantis phalarus (Lynch, 1998)
- Pristimantis phragmipleuron (Rivero & Serna, 1988)
- Pristimantis piceus (Lynch, Ruiz-Carranza, & Ardila-Robayo, 1996)
- Pristimantis platychilus (Lynch, 1996)
- Pristimantis polemistes (Lynch & Ardila-Robayo, 2004)
- Pristimantis polychrus (Ruiz-Carranza, Lynch, & Ardila-Robayo, 1997)
- Pristimantis prolixodiscus (Lynch, 1978)
- Pristimantis pseudoacuminatus (Shreve, 1935)
- Pristimantis ptochus (Lynch, 1998)
- Pristimantis pugnax (Lynch, 1973)
- Pristimantis quantus (Lynch, 1998)
- Pristimantis quicato Ospina-Sarria, Méndez-Narváez, Burbano-Yandi, & Bolívar-García, 2011
- Pristimantis quinquagesimus (Lynch & Trueb, 1980)
- Pristimantis racemus (Lynch, 1980)
- Pristimantis reclusas (Lynch, 2003)
- Pristimantis renjiforum (Lynch, 2000)
- Pristimantis repens (Lynch, 1984)
- Pristimantis ridens (Cope, 1866)
- Pristimantis rivasi Barrio-Amorós, Rojas-Runjaic, & Barros, 2010
- Pristimantis rosadoi (Flores, 1988)
- Pristimantis roseus (Boulenger, 1918)
- Pristimantis ruedai (Ruiz-Carranza, Lynch, & Ardila-Robayo, 1997)
- Pristimantis ruthveni (Lynch & Ruiz-Carranza, 1985)
- Pristimantis sanctaemartae (Ruthven, 1917)
- Pristimantis sanguineus (Lynch, 1998)
- Pristimantis satagius (Lynch, 1995)
- Pristimantis savagei (Pyburn & Lynch, 1981)
- Pristimantis scoloblepharus (Lynch, 1991)
- Pristimantis scolodiscus (Lynch & Burrowes, 1990)
- Pristimantis scopaeus (Lynch, Ruiz-Carranza, & Ardila-Robayo, 1996)
- Pristimantis signifer (Ruiz-Carranza, Lynch, & Ardila-Robayo, 1997)
- Pristimantis silverstonei (Lynch & Ruiz-Carranza, 1996)
- Pristimantis simoteriscus (Lynch, Ruiz-Carranza, & Ardila-Robayo, 1997)
- Pristimantis simoterus (Lynch, 1980)
- Pristimantis siopelus (Lynch & Burrowes, 1990)
- Pristimantis spilogaster (Lynch, 1984)
- Pristimantis subsigillatus (Boulenger, 1902)
- Pristimantis suetus (Lynch & Rueda-Almonacid, 1998)
- Pristimantis sulculus (Lynch & Burrowes, 1990)
- Pristimantis susaguae (Rueda-Almonacid, Lynch, & Galvis-Peñuela, 2003)
- Pristimantis taciturnus (Lynch & Suárez-Mayorga, 2003)
- Pristimantis taeniatus (Boulenger, 1912)
- Pristimantis tamsitti (Cochran & Goin, 1970)
- Pristimantis tayrona (Lynch & Ruiz-Carranza, 1985)
- Pristimantis thectopternus (Lynch, 1975)
- Pristimantis thymelensis (Lynch, 1972)
- Pristimantis torrenticola (Lynch & Rueda-Almonacid, 1998)
- Pristimantis tribulosus (Lynch & Rueda-Almonacid, 1997)
- Pristimantis tubernasus (Rivero, 1984)
- Pristimantis uisae (Lynch, 2003)
- Pristimantis unistrigatus (Günther, 1859)
- Pristimantis uranobates (Lynch, 1991)
- Pristimantis variabilis (Lynch, 1968)
- Pristimantis veletis (Lynch & Rueda-Almonacid, 1997)
- Pristimantis verecundus (Lynch & Burrowes, 1990)
- Pristimantis vicarius (Lynch & Ruiz-Carranza, 1983)
- Pristimantis viejas (Lynch & Rueda-Almonacid, 1999)
- Pristimantis vilarsi (Melin, 1941)
- Pristimantis viridicans (Lynch, 1977)
- Pristimantis viridis (Ruiz-Carranza, Lynch, & Ardila-Robayo, 1997)
- Pristimantis w-nigrum (Boettger, 1892)
- Pristimantis walkeri (Lynch, 1974)
- Pristimantis xeniolum (Lynch, 2001)
- Pristimantis xestus (Lynch, 1995)
- Pristimantis xylochobates (Lynch & Ruiz-Carranza, 1996)
- Pristimantis yukpa Barrio-Amorós, Rojas-Runjaic, & Infante-Rivero, 2008
- Pristimantis yustizi (Barrio-Amorós & Chacón-Ortiz, 2004)
- Pristimantis zeuctotylus (Lynch & Hoogmoed, 1977)
- Pristimantis zimmermanae (Heyer & Hardy, 1991)
- Pristimantis zoilae (Mueses-Cisneros, 2007)
- Pristimantis zophus (Lynch & Ardila-Robayo, 1999)
- Craugastor crassidigitus (Taylor, 1952)
- Craugastor fitzingeri (Schmidt, 1857)
- Craugastor longirostris (Boulenger, 1898)
- Craugastor opimus (Savage & Myers, 2002)
- Craugastor raniformis (Boulenger, 1896)
- Strabomantis anatipes (Lynch & Myers, 1983)
- Strabomantis anomalus (Boulenger, 1898)
- Strabomantis bufoniformis (Boulenger, 1896)
- Strabomantis cadenai (Lynch, 1986)
- Strabomantis cerastes (Lynch, 1975)
- Strabomantis cheiroplethus (Lynch, 1990)
- Strabomantis cornutus (Jiménez de la Espada, 1870)
- Strabomantis ingeri (Cochran & Goin, 1961)
- Strabomantis necerus (Lynch, 1975)
- Strabomantis necopinus (Lynch, 1997)
- Strabomantis ruizi (Lynch, 1981)
- Strabomantis sulcatus (Cope, 1874)
- Strabomantis zygodactylus (Lynch & Myers, 1983)
- Hypodactylus adercus (Lynch, 2003)
- Hypodactylus babax (Lynch, 1989)
- Hypodactylus brunneus (Lynch, 1975)
- Hypodactylus dolops (Lynch & Duellman, 1980)
- Hypodactylus elassodiscus (Lynch, 1973)
- Hypodactylus mantipus (Boulenger, 1908)
- Hypodactylus nigrovittatus (Andersson, 1945)
- Niceforonia adenobrachia (Ardila-Robayo, Ruiz-Carranza, & Barrera-Rodriguez, 1996)
- Niceforonia columbiana (Werner, 1899)
- Niceforonia nana Goin & Cochran, 1963
- Noblella myrmecoides (Lynch, 1976)
- Oreobates quixensis Jiménez de la Espada, 1872

### Dendrobatidae
Orde: Anura. 
Familie: Dendrobatidae
- Ameerega andina (Myers & Burrowes, 1987)
- Ameerega bilinguis (Jungfer, 1989)
- Ameerega hahneli (Boulenger, 1884)

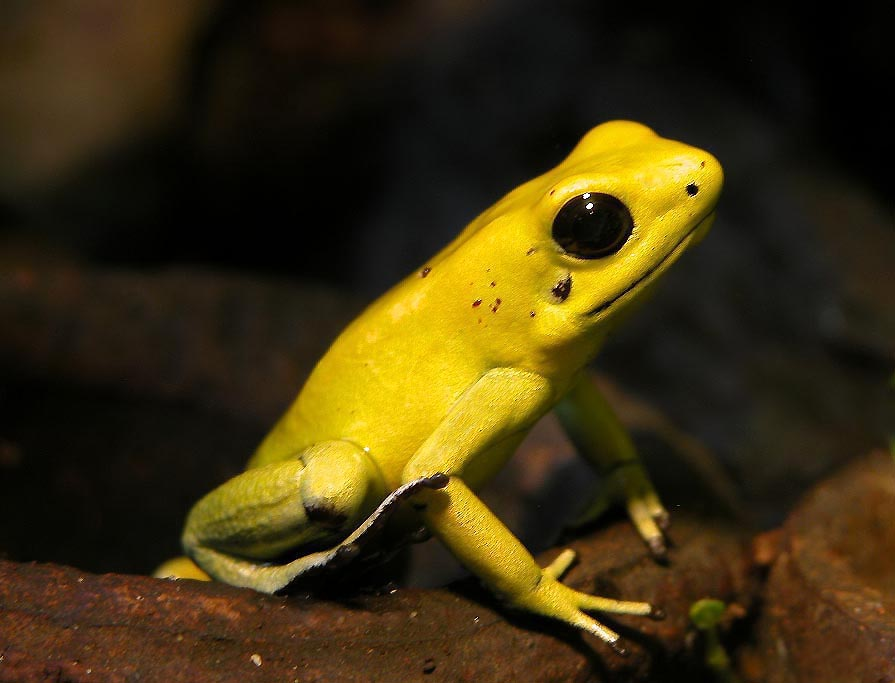
Phyllobates terribilis

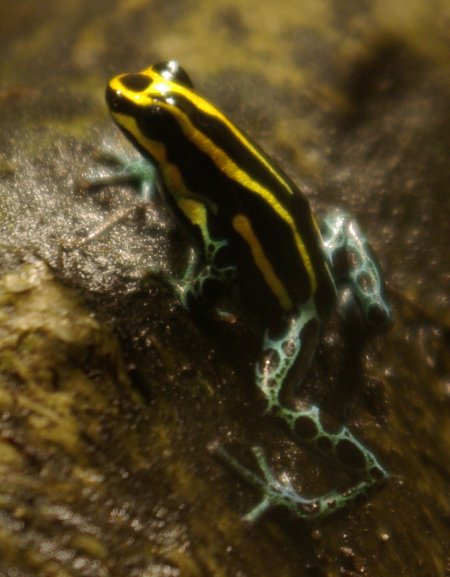
Ranitomeya ventrimaculata

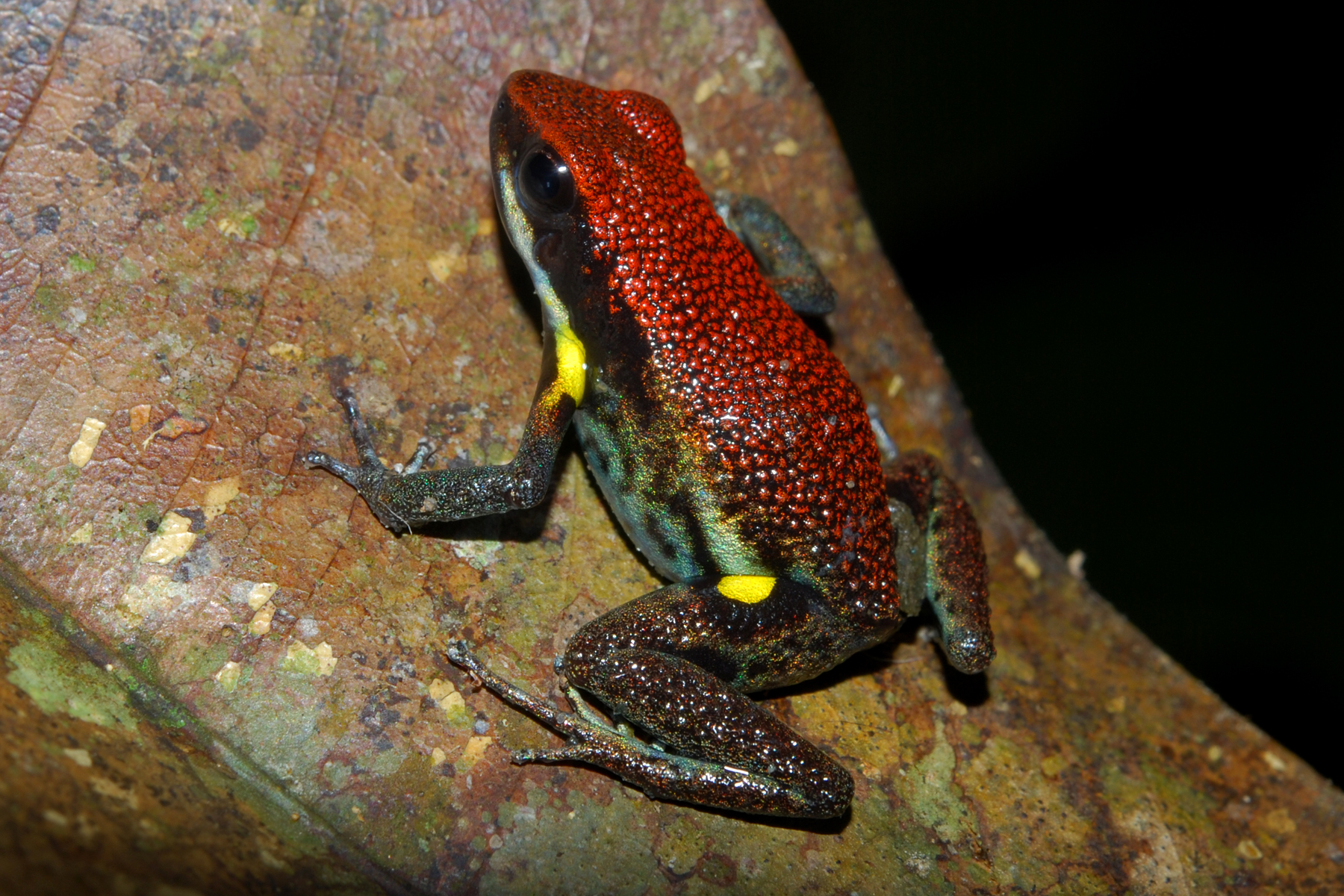
Ameerega bilinguis

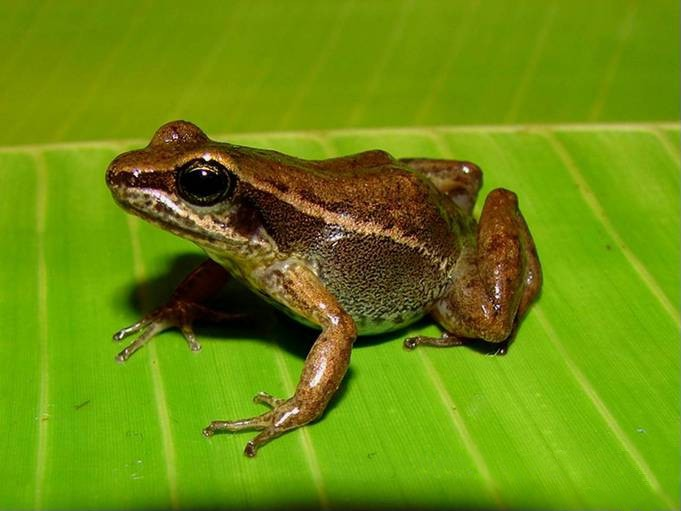
Colostethus fraterdanieli

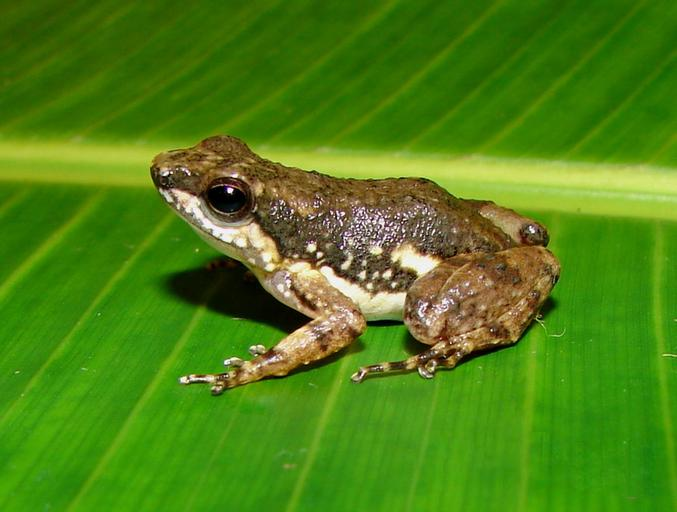
Colostethus inguinalis

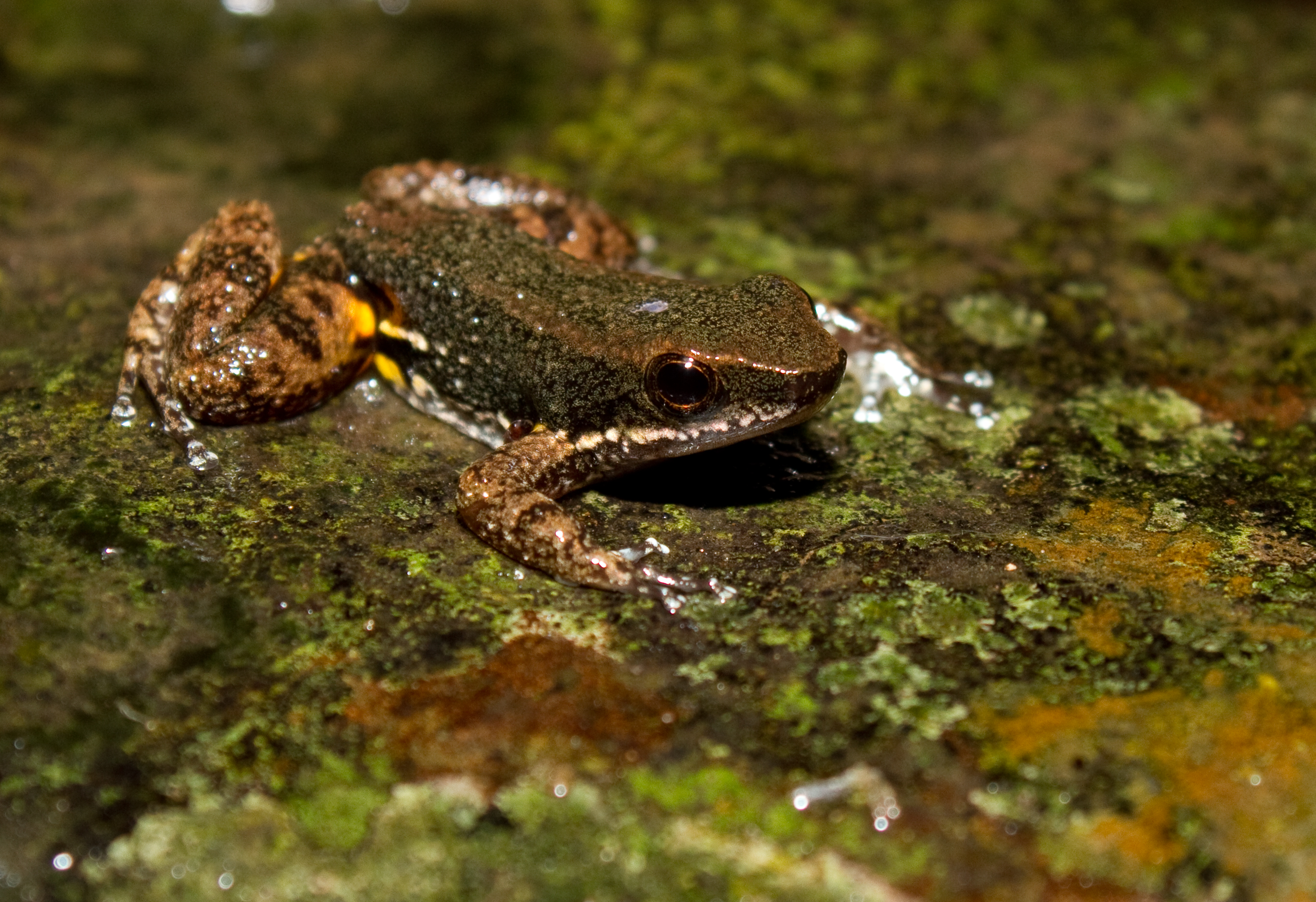
Colostethus panamensis

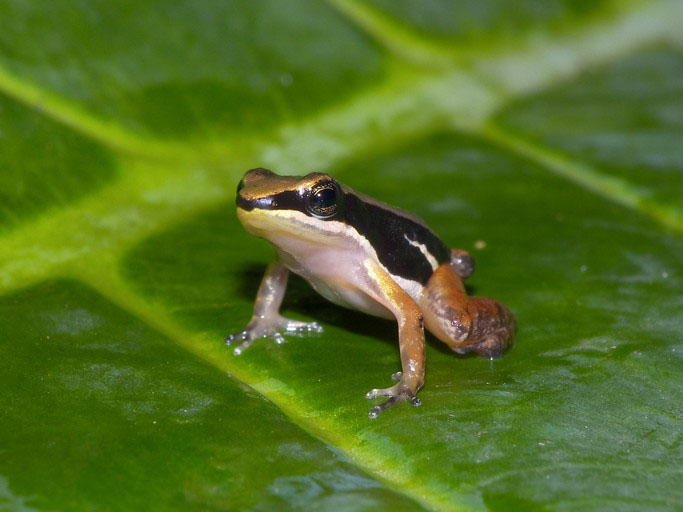
Colostethus pratti

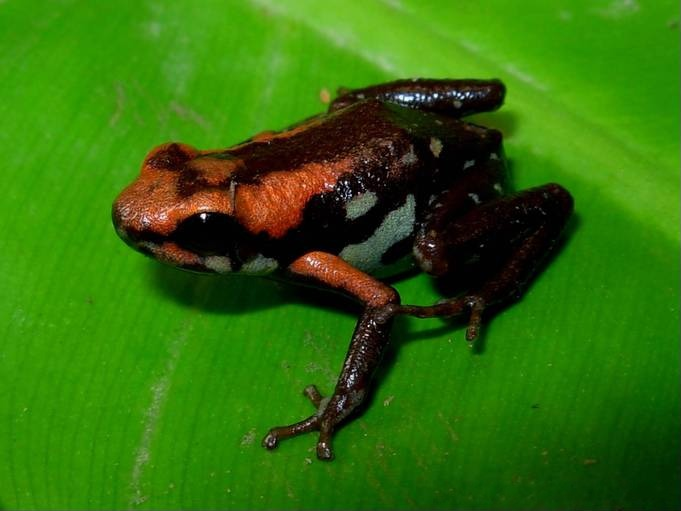
Ranitomeya bombetes

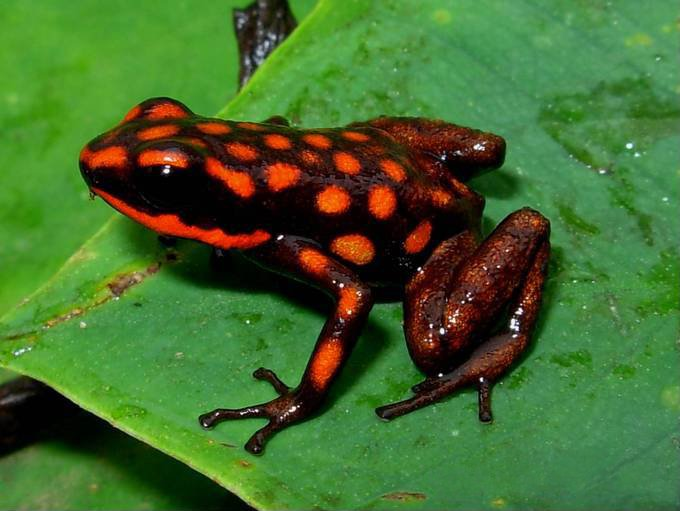
Ranitomeya dorisswansonae

- Ameerega ingeri (Cochran & Goin, 1970)
- Ameerega parvula (Boulenger, 1882)
- Ameerega picta (Bibron, 1838)
- Ameerega trivittata (Spix, 1824)
- Colostethus agilis Lynch & Ruiz-Carranza, 1985
- Colostethus alacris Rivero & Granados-Díaz, 1990
- Colostethus brachistriatus Rivero & Serna, 1986
- Colostethus dysprosium Rivero & Serna, 2000
- Colostethus fraterdanieli Silverstone, 1971
- Colostethus furviventris Rivero & Serna, 1991
- Colostethus imbricolus Silverstone, 1975
- Colostethus inguinalis (Cope, 1868)
- Colostethus latinasus (Cope, 1863)
- Colostethus lynchi Grant, 1998
- Colostethus mertensi (Cochran & Goin, 1964)
- Colostethus panamansis (Dunn, 1933)
- Colostethus pratti (Boulenger, 1899)
- Colostethus ramirezi Rivero & Serna, 2000
- Colostethus ruthveni Kaplan, 1997
- Colostethus thorntoni (Cochran & Goin, 1970)
- Colostethus ucumari Grant, 2007
- Colostethus yaguara Rivero & Serna, 1991
- Epipedobates boulengeri (Barbour, 1909)
- Epipedobates narinensis Mueses-Cisneros, Cepeda-Quilindo, & Moreno-Quintero, 2008
- Silverstoneia dalyi Grant & Myers, 2013
- Silverstoneia erasmios (Rivero & Serna, 2000)
- Silverstoneia gutturalis Grant & Myers, 2013
- Silverstoneia nubicola (Dunn, 1924)
- Andinobates altobueyensis (Silverstone, 1975)
- Andinobates bombetes (Myers & Daly, 1980)
- Andinobates cassidyhornae Amézquita, Márquez, Mejía-Vargas, Kahn, Suárez, & Mazariegos, 2013
- Andinobates daleswansoni (Rueda-Almonacid, Rada, Sánchez-Pacheco, Velásquez-Álvarez, & Quevedo-Gil, 2006)
- Andinobates dorisswansonae (Rueda-Almonacid, Rada, Sánchez-Pacheco, Velásquez-Álvarez, & Quevedo-Gil, 2006)
- Andinobates fulguritus (Silverstone, 1975)
- Andinobates minutus (Shreve, 1935)
- Andinobates opisthomelas (Boulenger, 1899)
- Andinobates tolimensis (Bernal-Bautista, Luna-Mora, Gallego, & Quevedo-Gil, 2007)
- Andinobates viridis (Myers & Daly, 1976)
- Andinobates virolinensis (Ruiz-Carranza & Ramírez-Pinilla, 1992)
- Dendrobates auratus (Girard, 1855)  - gouden gifkikker
- Dendrobates leucomelas Steindachner, 1864 - bijengifkikker
- Dendrobates truncatus (Cope, 1861)
- Oophaga histrionica (Berthold, 1845)
- Oophaga lehmanni (Myers & Daly, 1976)
- Oophaga occultator (Myers & Daly, 1976)
- Phyllobates aurotaenia (Boulenger, 1913)
- Phyllobates bicolor Duméril & Bibron, 1841
- Phyllobates terribilis Myers, Daly, & Malkin, 1978
- Ranitomeya amazonica (Schulte, 1999)
- Ranitomeya defleri Twomey & Brown, 2009
- Ranitomeya toraro Brown, Caldwell, Twomey, Melo-Sampaio, & Souza, 2011
- Ranitomeya uakarii (Brown, Schulte, & Summers, 2006)
- Ranitomeya variabilis (Zimmermann & Zimmermann, 1988)
- Ranitomeya ventrimaculata (Shreve, 1935) - amazonegifkikker
- Hyloxalus abditaurantius (Silverstone, 1975)
- Hyloxalus betancuri (Rivero & Serna, 1991)
- Hyloxalus bocagei Jiménez de la Espada, 1870
- Hyloxalus borjai (Rivero & Serna, 2000)
- Hyloxalus breviquartus (Rivero & Serna, 1986)
- Hyloxalus chocoensis Boulenger, 1912
- Hyloxalus edwardsi (Lynch, 1982)
- Hyloxalus excisus (Rivero & Serna, 2000)
- Hyloxalus faciopunctulatus (Rivero, 1991)
- Hyloxalus fascianigrus (Grant & Castro-Herrera, 1998)
- Hyloxalus fuliginosus Jiménez de la Espada, 1870
- Hyloxalus infraguttatus (Boulenger, 1898)
- Hyloxalus lehmanni (Silverstone, 1971)
- Hyloxalus pinguis (Rivero & Granados-Díaz, 1990)
- Hyloxalus pulchellus (Jiménez de la Espada, 1875)
- Hyloxalus ramosi (Silverstone, 1971)
- Hyloxalus ruizi (Lynch, 1982)
- Hyloxalus saltuarius (Grant & Ardila-Robayo, 2002)
- Hyloxalus sauli (Edwards, 1974)
- Hyloxalus subpunctatus (Cope, 1899)
- Hyloxalus vergeli Hellmich, 1940

### Eleutherodactylidae
Orde: Anura. 
Familie: Eleutherodactylidae
- Diasporus anthrax (Lynch, 2001)

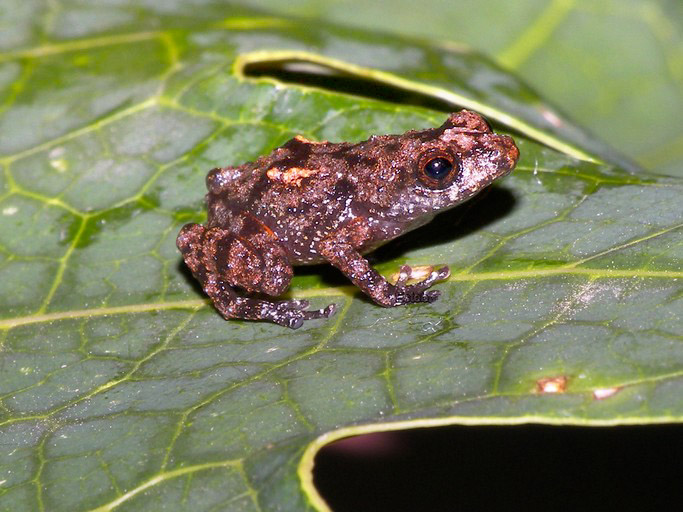
Diasporus anthrax

- Diasporus gularis (Boulenger, 1898)
- Diasporus quidditus (Lynch, 2001)
- Diasporus tinker (Lynch, 2001)
- Diasporus vocator (Taylor, 1955)
- Eleutherodactylus johnstonei Barbour, 1914
- Adelophryne adiastola Hoogmoed & Lescure, 1984
- Geobatrachus walkeri Ruthven, 1915

### Hemiphractidae
Orde: Anura. 
Familie: Hemiphractidae

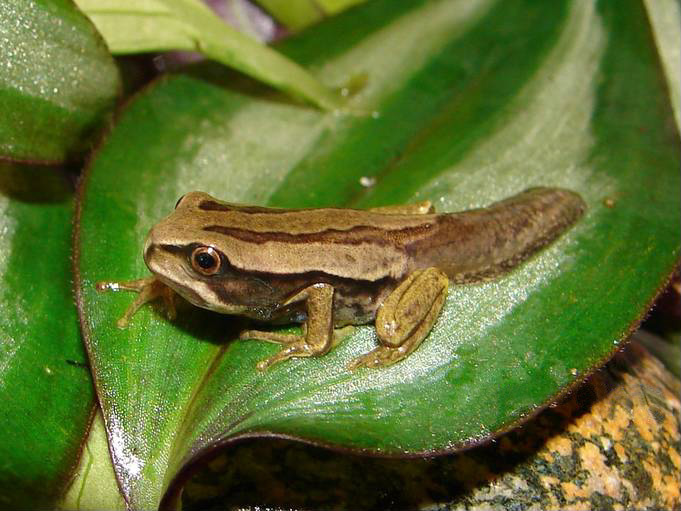
Gastrotheca dunni

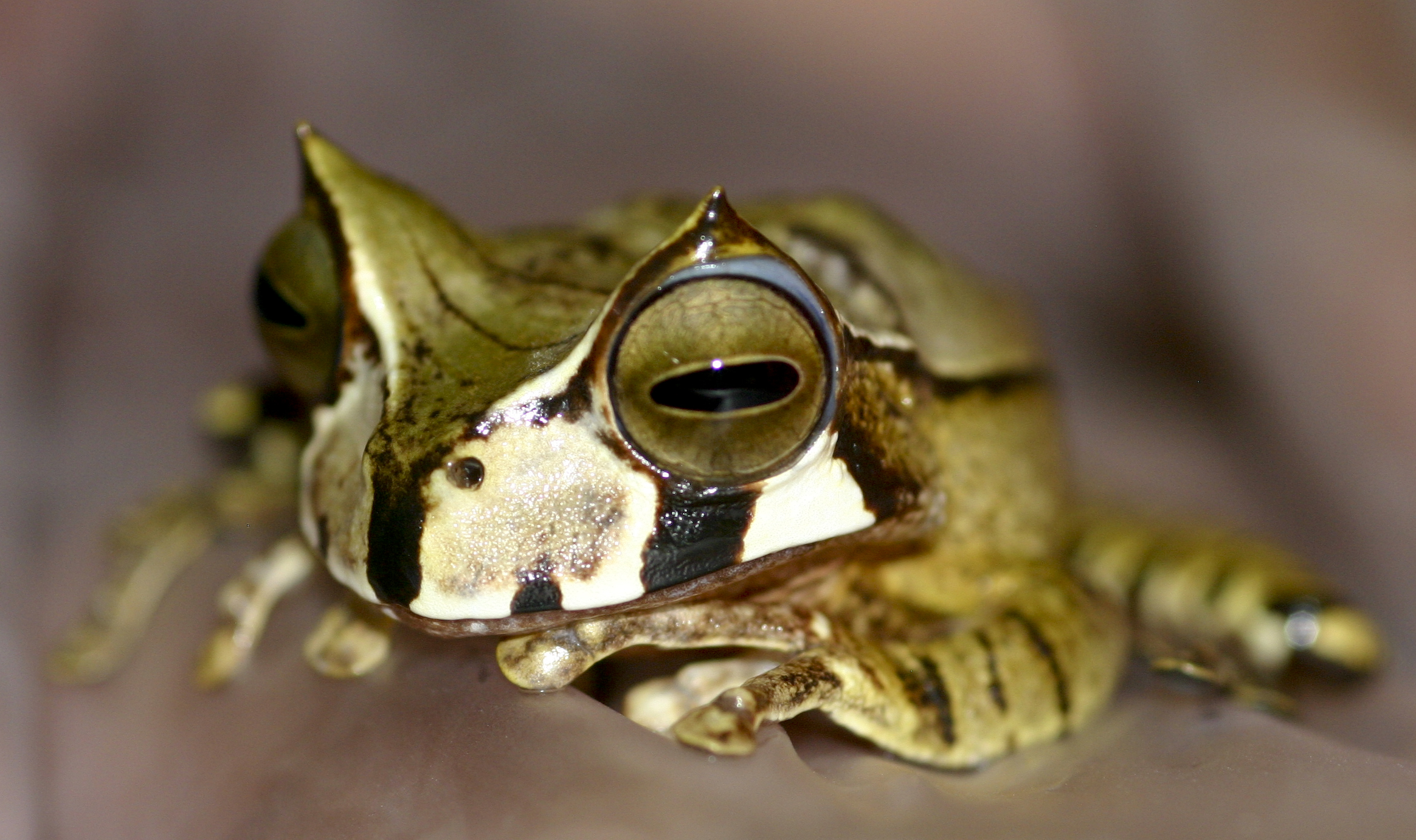
Gastrotheca cornuta

- Cryptobatrachus boulengeri Ruthven, 1916
- Cryptobatrachus conditus Lynch, 2008
- Cryptobatrachus fuhrmanni (Peracca, 1914)
- Cryptobatrachus pedroruizi Lynch, 2008
- Cryptobatrachus ruthveni Lynch, 2008
- Flectonotus pygmaeus (Boettger, 1893)
- Gastrotheca andaquiensis Ruiz-Carranza & Hernández-Camacho, 1976
- Gastrotheca angustifrons (Boulenger, 1898)
- Gastrotheca antomia Ruiz-Carranza, Ardila-Robayo, Lynch, & Restrepo-Toro, 1997
- Gastrotheca argenteovirens (Boettger, 1892)
- Gastrotheca aureomaculata Cochran & Goin, 1970
- Gastrotheca bufona Cochran & Goin, 1970
- Gastrotheca cornuta (Boulenger, 1898) - gehoornde buidelkikker
- Gastrotheca dendronastes Duellman, 1983
- Gastrotheca dunni Lutz, 1977
- Gastrotheca espeletia Duellman & Hillis, 1987
- Gastrotheca guentheri (Boulenger, 1882)
- Gastrotheca helenae Dunn, 1944
- Gastrotheca nicefori Gaige, 1933
- Gastrotheca orophylax Duellman & Pyles, 1980
- Gastrotheca ruizi Duellman & Burrowes, 1986
- Gastrotheca testudinea (Jiménez de la Espada, 1870)
- Gastrotheca trachyceps Duellman, 1987
- Gastrotheca weinlandii (Steindachner, 1892)
- Hemiphractus bubalus (Jiménez de la Espada, 1870)
- Hemiphractus fasciatus Peters, 1862
- Hemiphractus johnsoni (Noble, 1917)
- Hemiphractus proboscideus (Jiménez de la Espada, 1870)
- Hemiphractus scutatus (Spix, 1824)

### Hylidae
Orde: Anura. 
Familie: Hylidae

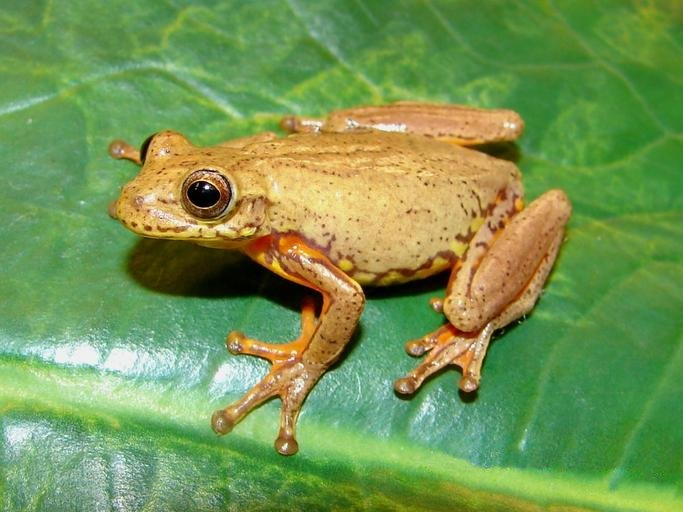
Dendropsophus bogerti

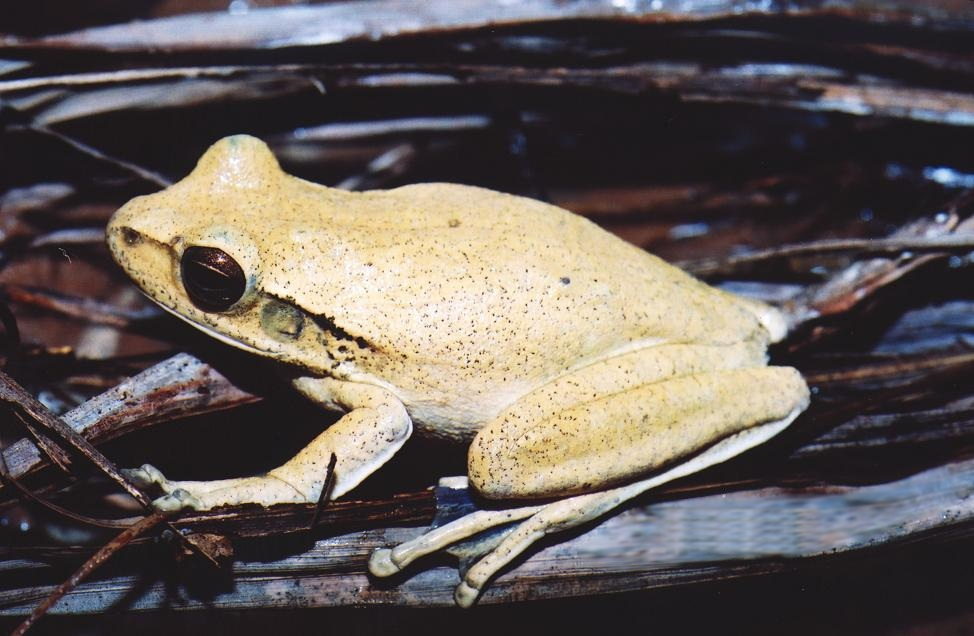
Hypsiboas raniceps

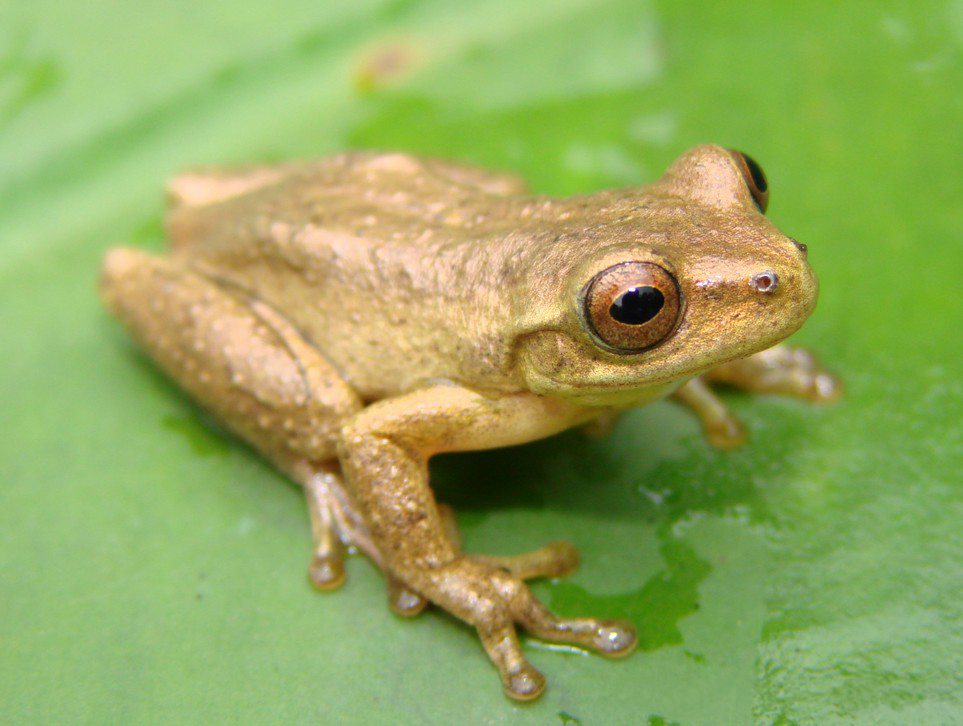
Dendropsophus columbianus

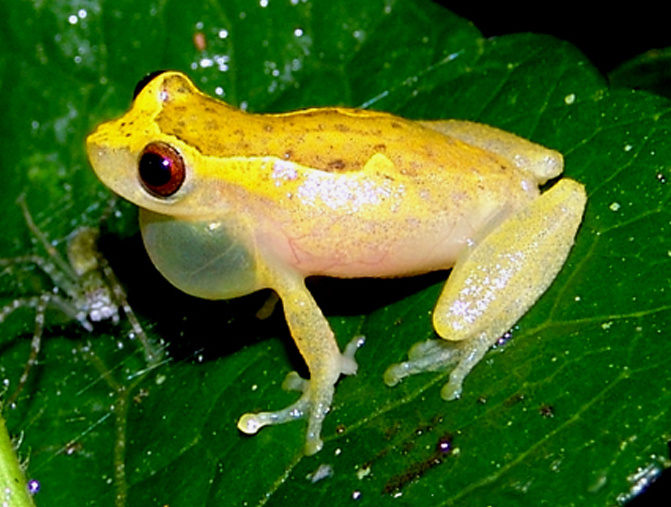
Dendropsophus koechlini

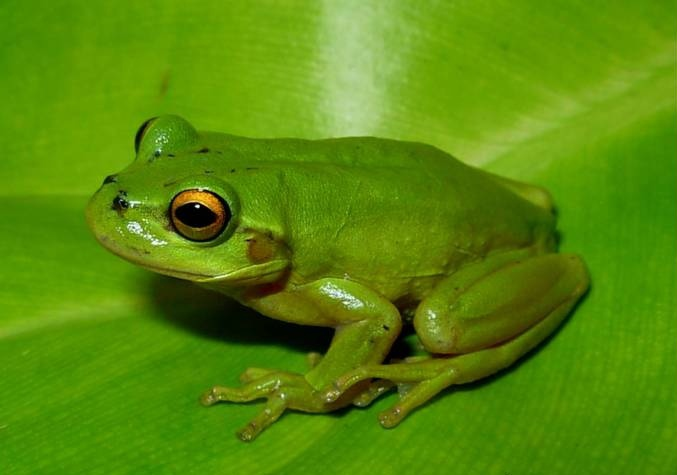
Dendropsophus labialis

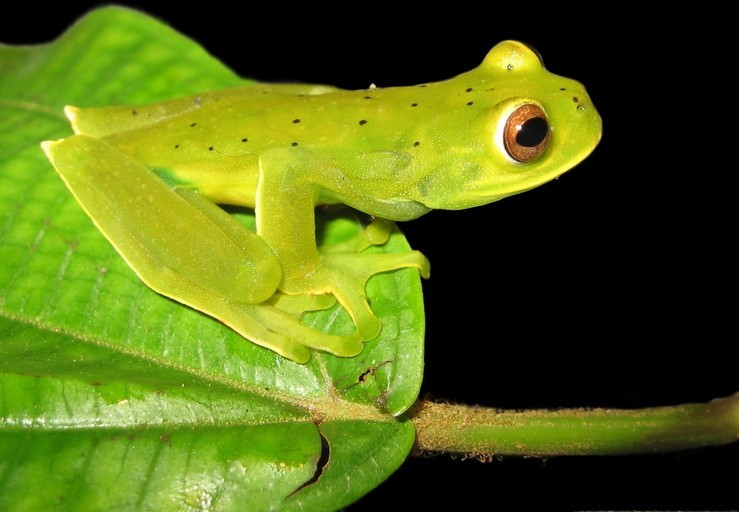
Hyloscirtus denticulentus

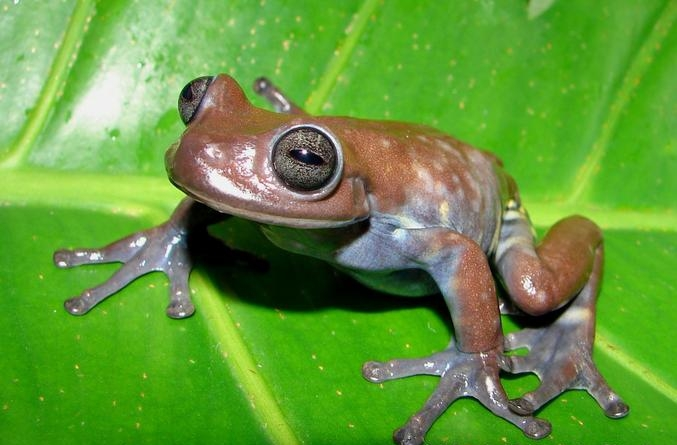
Hyloscirtus larinopygion

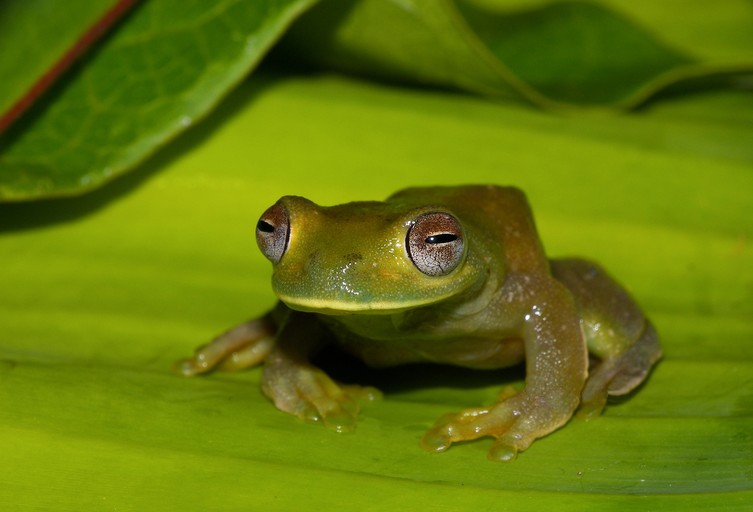
Hyloscirtus palmeri

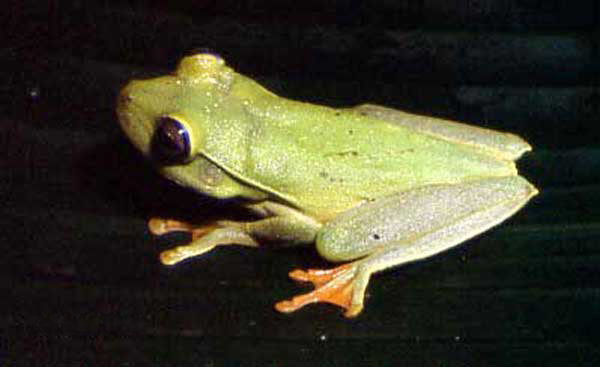
Hypsiboas albomarginatus

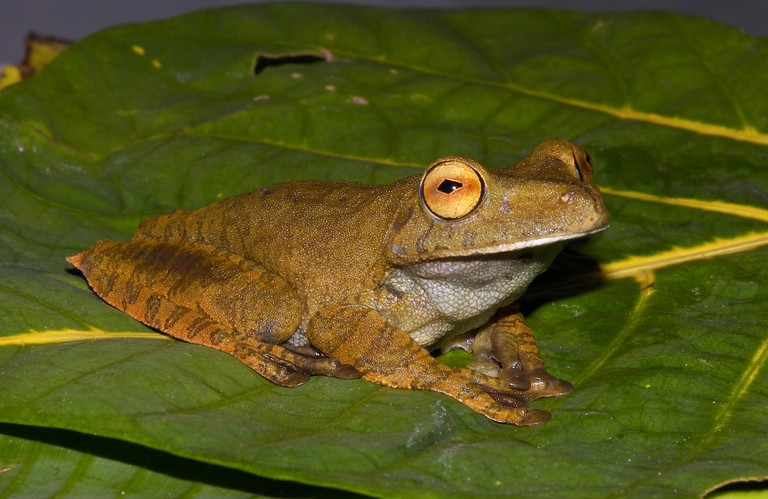
Hypsiboas boans

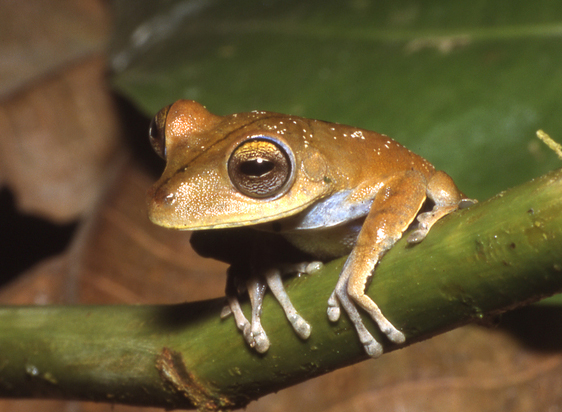
Hypsiboas calcaratus

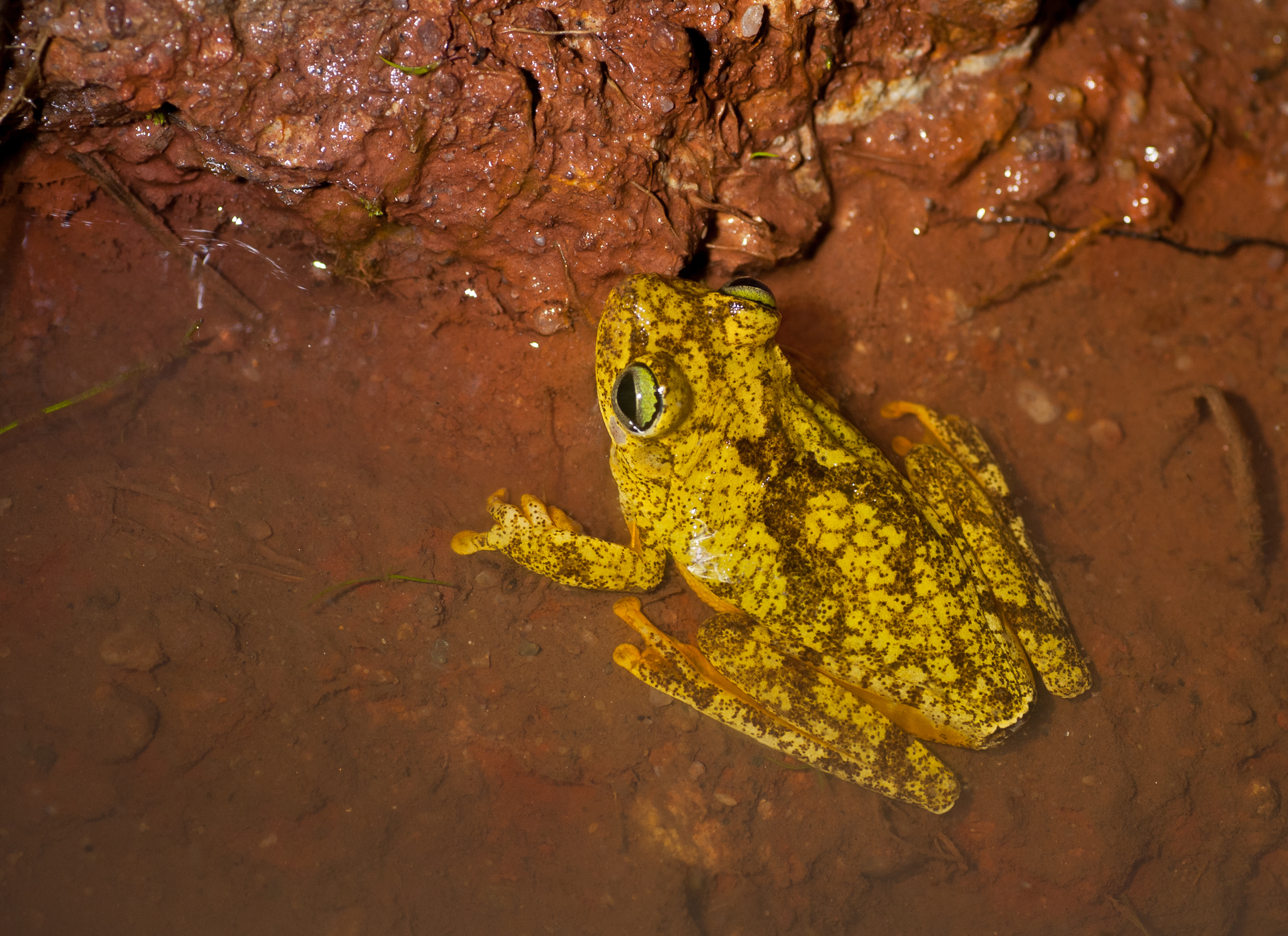
Hypsiboas crepitans

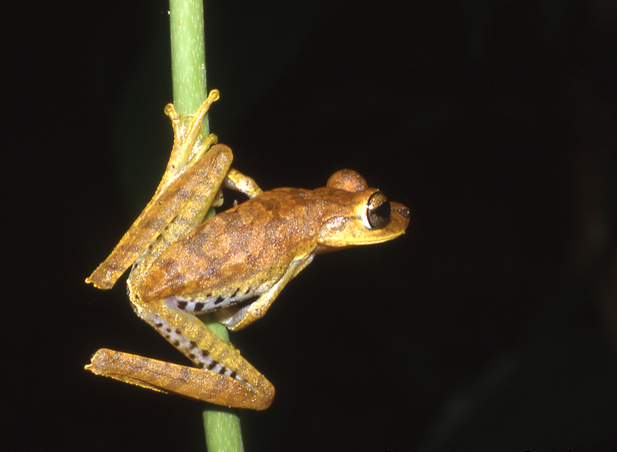
Hypsiboas fasciatus

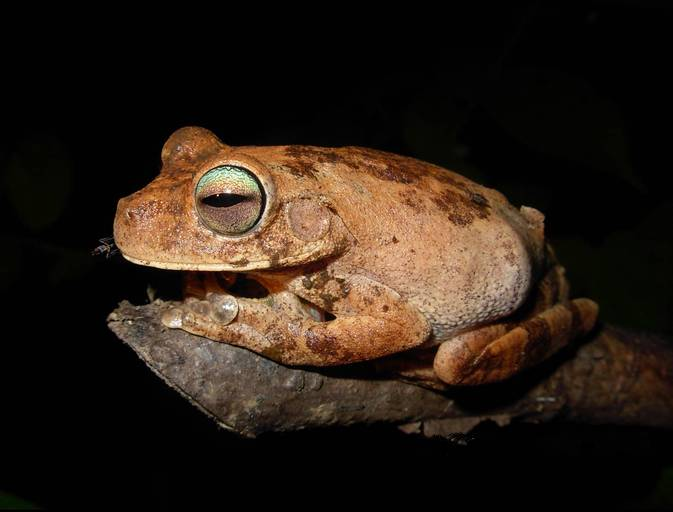
Hypsiboas pugnax

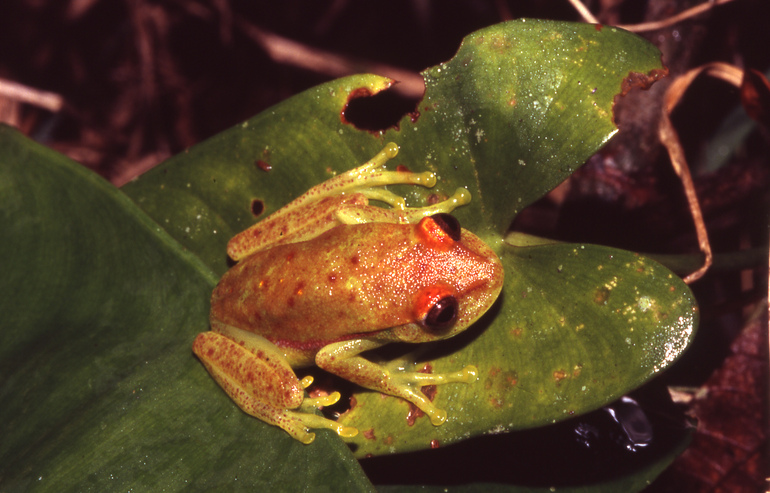
Hypsiboas punctatus

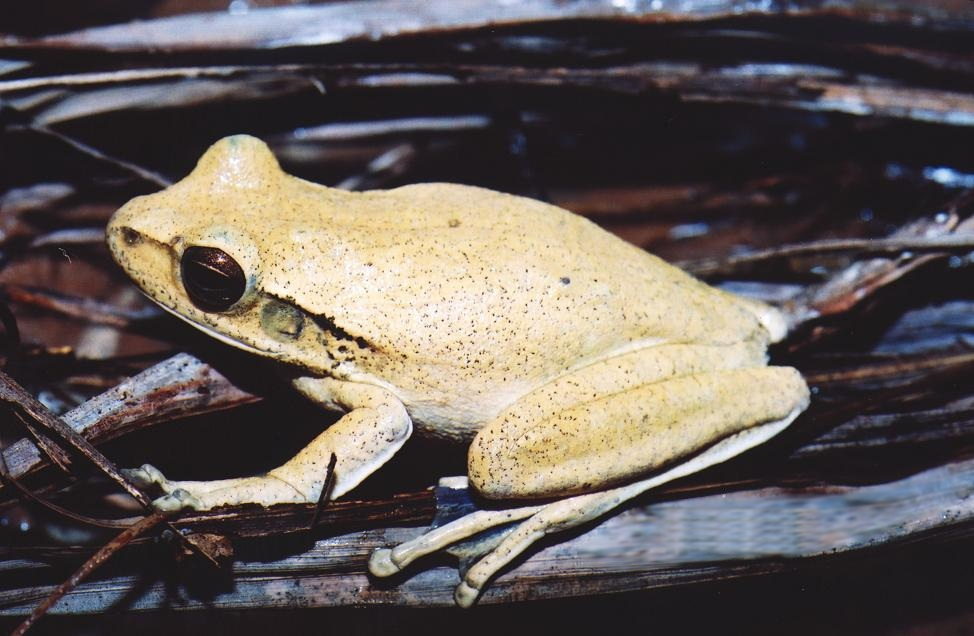
Hypsiboas raniceps

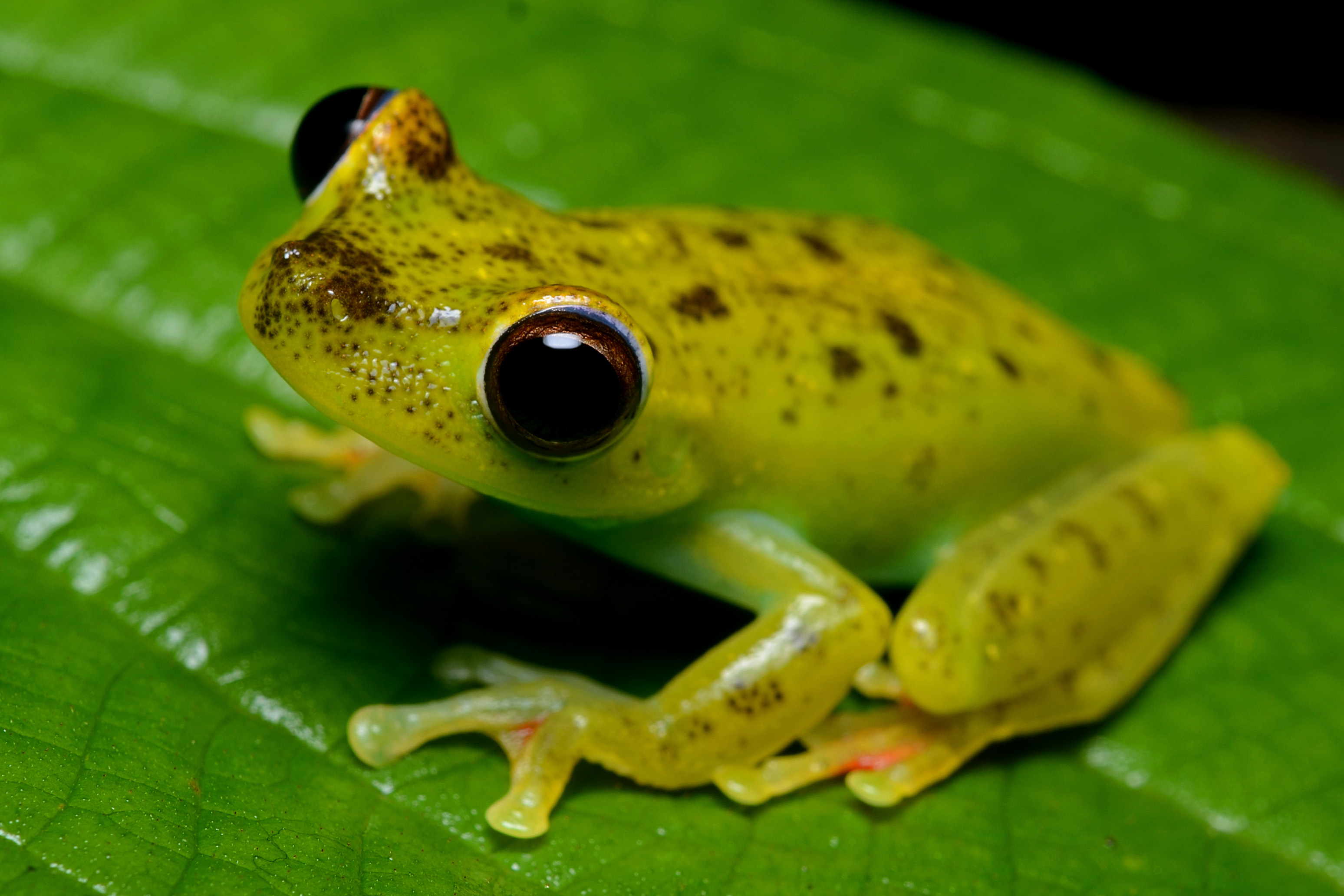
Hypsiboas rufitelus

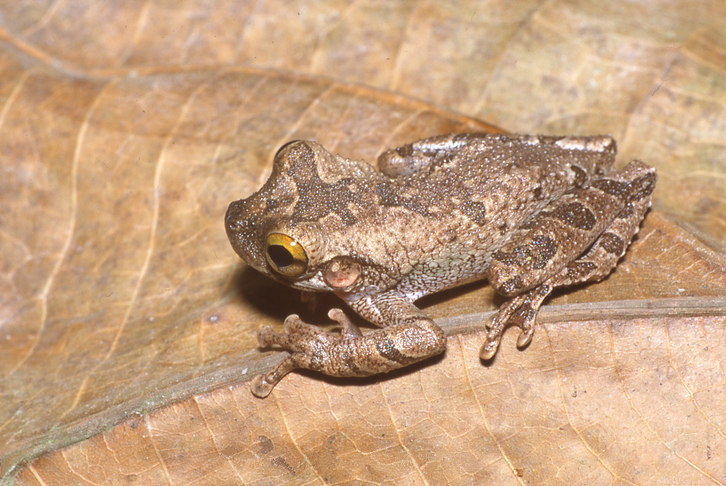
Osteocephalus buckleyi

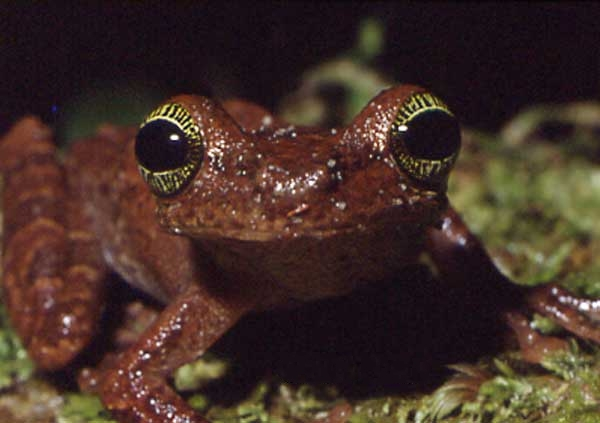
Osteocephalus taurinus

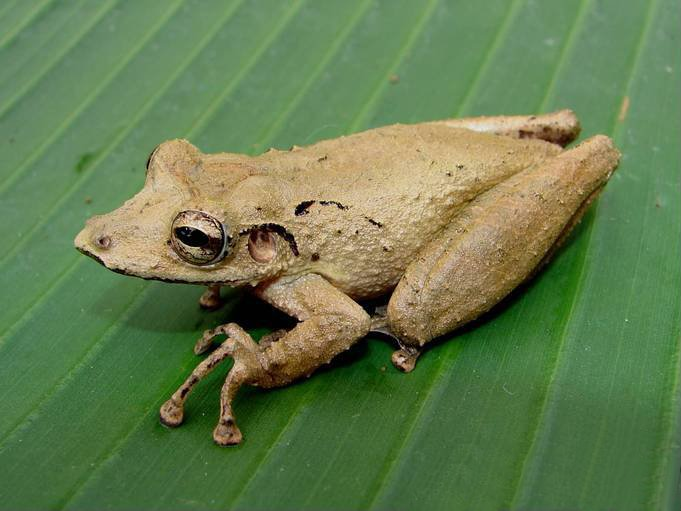
Scinax rostratus

- Aparasphenodon venezolanus (Mertens, 1950)
- Dendropsophus bifurcus (Andersson, 1945)
- Dendropsophus bogerti (Cochran & Goin, 1970)
- Dendropsophus bokermanni (Goin, 1960)
- Dendropsophus brevifrons (Duellman & Crump, 1974)
- Dendropsophus columbianus (Boettger, 1892)
- Dendropsophus ebraccatus (Cope, 1874)
- Dendropsophus frosti Motta, Castroviejo-Fisher, Venegas, Orrico, & Padial, 2012
- Dendropsophus garagoensis (Kaplan, 1991)
- Dendropsophus haraldschultzi (Bokermann, 1962)
- Dendropsophus koechlini (Duellman & Trueb, 1989)
- Dendropsophus labialis (Peters, 1863)
- Dendropsophus leali (Bokermann, 1964)
- Dendropsophus leucophyllatus (Beireis, 1783)
- Dendropsophus luddeckei Guarnizo, Escallón, Cannatella, & Amézquita, 2012
- Dendropsophus manonegra Rivera-Correa & Orrico, 2013
- Dendropsophus marmoratus (Laurenti, 1768)
- Dendropsophus mathiassoni (Cochran & Goin, 1970)
- Dendropsophus meridensis (Rivero, 1961)
- Dendropsophus microcephalus (Cope, 1886)
- Dendropsophus minusculus (Rivero, 1971)
- Dendropsophus minutus (Peters, 1872)
- Dendropsophus miyatai (Vigle & Goberdhan-Vigle, 1990)
- Dendropsophus norandinus Rivera-Correa & Gutiérrez-Cárdenas, 2012
- Dendropsophus padreluna (Kaplan & Ruiz-Carranza, 1997)
- Dendropsophus parviceps (Boulenger, 1882)
- Dendropsophus phlebodes (Stejneger, 1906)
- Dendropsophus praestans (Duellman & Trueb, 1983)
- Dendropsophus rhodopeplus (Günther, 1858)
- Dendropsophus riveroi (Cochran & Goin, 1970)
- Dendropsophus rossalleni (Goin, 1959)
- Dendropsophus sarayacuensis (Shreve, 1935)
- Dendropsophus stingi (Kaplan, 1994)
- Dendropsophus subocularis (Dunn, 1934)
- Dendropsophus triangulum (Günther, 1869)
- Dendropsophus virolinensis (Kaplan & Ruiz-Carranza, 1997)
- Ecnomiohyla phantasmagoria (Dunn, 1943)
- Ecnomiohyla tuberculosa (Boulenger, 1882)
- Hyla nicefori (Cochran & Goin, 1970)
- Hyloscirtus alytolylax (Duellman, 1972)
- Hyloscirtus antioquia Rivera-Correa & Faivovich, 2013
- Hyloscirtus bogotensis Peters, 1882
- Hyloscirtus callipeza (Duellman, 1989)
- Hyloscirtus caucanus (Ardila-Robayo, Ruiz-Carranza, & Roa-Trujillo, 1993)
- Hyloscirtus colymba (Dunn, 1931)
- Hyloscirtus denticulentus (Duellman, 1972)
- Hyloscirtus larinopygion (Duellman, 1973)
- Hyloscirtus lascinius (Rivero, 1970)
- Hyloscirtus lindae (Duellman & Altig, 1978)
- Hyloscirtus lynchi (Ruiz-Carranza & Ardila-Robayo, 1991)
- Hyloscirtus palmeri (Boulenger, 1908)
- Hyloscirtus pantostictus (Duellman & Berger, 1982)
- Hyloscirtus phyllognathus (Melin, 1941)
- Hyloscirtus piceigularis (Ruiz-Carranza & Lynch, 1982)
- Hyloscirtus platydactylus (Boulenger, 1905)
- Hyloscirtus psarolaimus (Duellman & Hillis, 1990)
- Hyloscirtus sarampiona (Ruiz-Carranza & Lynch, 1982)
- Hyloscirtus simmonsi (Duellman, 1989)
- Hyloscirtus tigrinus Mueses-Cisneros & Anganoy-Criollo, 2008
- Hyloscirtus torrenticola (Duellman & Altig, 1978)
- Hypsiboas albomarginatus (Spix, 1824)
- Hypsiboas boans (Linnaeus, 1758)
- Hypsiboas calcaratus (Troschel, 1848)
- Hypsiboas cinerascens (Spix, 1824)
- Hypsiboas crepitans (Wied-Neuwied, 1824)
- Hypsiboas fasciatus (Günther, 1858)
- Hypsiboas geographicus (Spix, 1824)
- Hypsiboas hobbsi (Cochran & Goin, 1970)
- Hypsiboas hutchinsi (Pyburn & Hall, 1984)
- Hypsiboas lanciformis Cope, 1871
- Hypsiboas maculateralis Caminer & Ron, 2014
- Hypsiboas microderma (Pyburn, 1977)
- Hypsiboas nympha Faivovich, Moravec, Cisneros-Heredia, & Köhler, 2006
- Hypsiboas ornatissimus (Noble, 1923)
- Hypsiboas pellucens (Werner, 1901)
- Hypsiboas picturatus (Boulenger, 1899)
- Hypsiboas pugnax (Schmidt, 1857)
- Hypsiboas punctatus (Schneider, 1799)
- Hypsiboas raniceps Cope, 1862
- Hypsiboas rosenbergi (Boulenger, 1898)
- Hypsiboas rubracylus (Cochran & Goin, 1970)
- Hypsiboas rufitelus (Fouquette, 1961)
- Hypsiboas wavrini (Parker, 1936)
- Nyctimantis rugiceps Boulenger, 1882
- Osteocephalus buckleyi (Boulenger, 1882)
- Osteocephalus cabrerai (Cochran & Goin, 1970)
- Osteocephalus carri (Cochran & Goin, 1970)
- Osteocephalus heyeri Lynch, 2002
- Osteocephalus oophagus Jungfer & Schiesari, 1995
- Osteocephalus planiceps Cope, 1874
- Osteocephalus subtilis Martins & Cardoso, 1987
- Osteocephalus taurinus Steindachner, 1862
- Osteocephalus verruciger (Werner, 1901)
- Osteocephalus vilarsi (Melin, 1941)
- Osteocephalus yasuni Ron & Pramuk, 1999
- Pseudis paradoxa (Linnaeus, 1758)
- Scarthyla goinorum (Bokermann, 1962)
- Scarthyla vigilans (Solano, 1971)
- Scinax blairi (Fouquette & Pyburn, 1972)
- Scinax boulengeri (Cope, 1887)
- Scinax cruentommus (Duellman, 1972)
- Scinax elaeochrous (Cope, 1875)
- Scinax garbei (Miranda-Ribeiro, 1926)
- Scinax karenanneae (Pyburn, 1993)
- Scinax kennedyi (Pyburn, 1973)
- Scinax lindsayi Pyburn, 1992
- Scinax manriquei Barrio-Amorós, Orellana, & Chacón-Ortiz, 2004
- Scinax pedromedinae (Henle, 1991)
- Scinax quinquefasciatus (Fowler, 1913)
- Scinax rostratus (Peters, 1863)
- Scinax ruber (Laurenti, 1768) - roodsnuitboomkikker
- Scinax sugillatus (Duellman, 1973)
- Scinax wandae (Pyburn & Fouquette, 1971)
- Scinax x-signatus (Spix, 1824)
- Smilisca phaeota (Cope, 1862) - gemaskerde boomkikker
- Smilisca sila Duellman & Trueb, 1966
- Smilisca sordida (Peters, 1863)
- Sphaenorhynchus carneus (Cope, 1868)
- Sphaenorhynchus dorisae (Goin, 1957)
- Sphaenorhynchus lacteus (Daudin, 1800)
- Sphaenorhynchus platycephalus (Werner, 1894)
- Trachycephalus coriaceus (Peters, 1867)
- Trachycephalus cunauaru Gordo, Toledo, Suárez, Kawashita-Ribeiro, Ávila, Morais, & Nunes, 2013
- Trachycephalus jordani (Stejneger & Test, 1891)
- Trachycephalus typhonius (Linnaeus, 1758)
- Agalychnis buckleyi (Boulenger, 1882)
- Agalychnis callidryas (Cope, 1862)
- Agalychnis danieli (Ruiz-Carranza, Hernández-Camacho, & Rueda-Almonacid, 1988)
- Agalychnis lemur (Boulenger, 1882)
- Agalychnis psilopygion (Cannatella, 1980)
- Agalychnis spurrelli Boulenger, 1913
- Agalychnis terranova
- Cruziohyla calcarifer (Boulenger, 1902)
- Cruziohyla craspedopus (Funkhouser, 1957)
- Phyllomedusa atelopoides Duellman, Cadle, & Cannatella, 1988
- Phyllomedusa bicolor (Boddaert, 1772)
- Phyllomedusa coelestis (Cope, 1874)
- Phyllomedusa hypochondrialis (Daudin, 1800) - Zuid-Amerikaanse makikikker
- Phyllomedusa palliata Peters, 1873
- Phyllomedusa perinesos Duellman, 1973
- Phyllomedusa tarsius (Cope, 1868)
- Phyllomedusa tomopterna (Cope, 1868)
- Phyllomedusa vaillantii Boulenger, 1882
- Phyllomedusa venusta Duellman & Trueb, 1967

### Leptodactylidae
Orde: Anura. 
Familie: Leptodactylidae

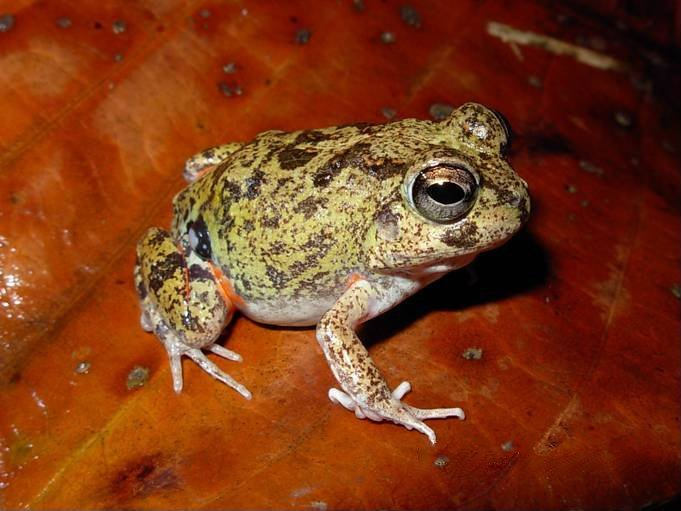
Pleurodema brachyops

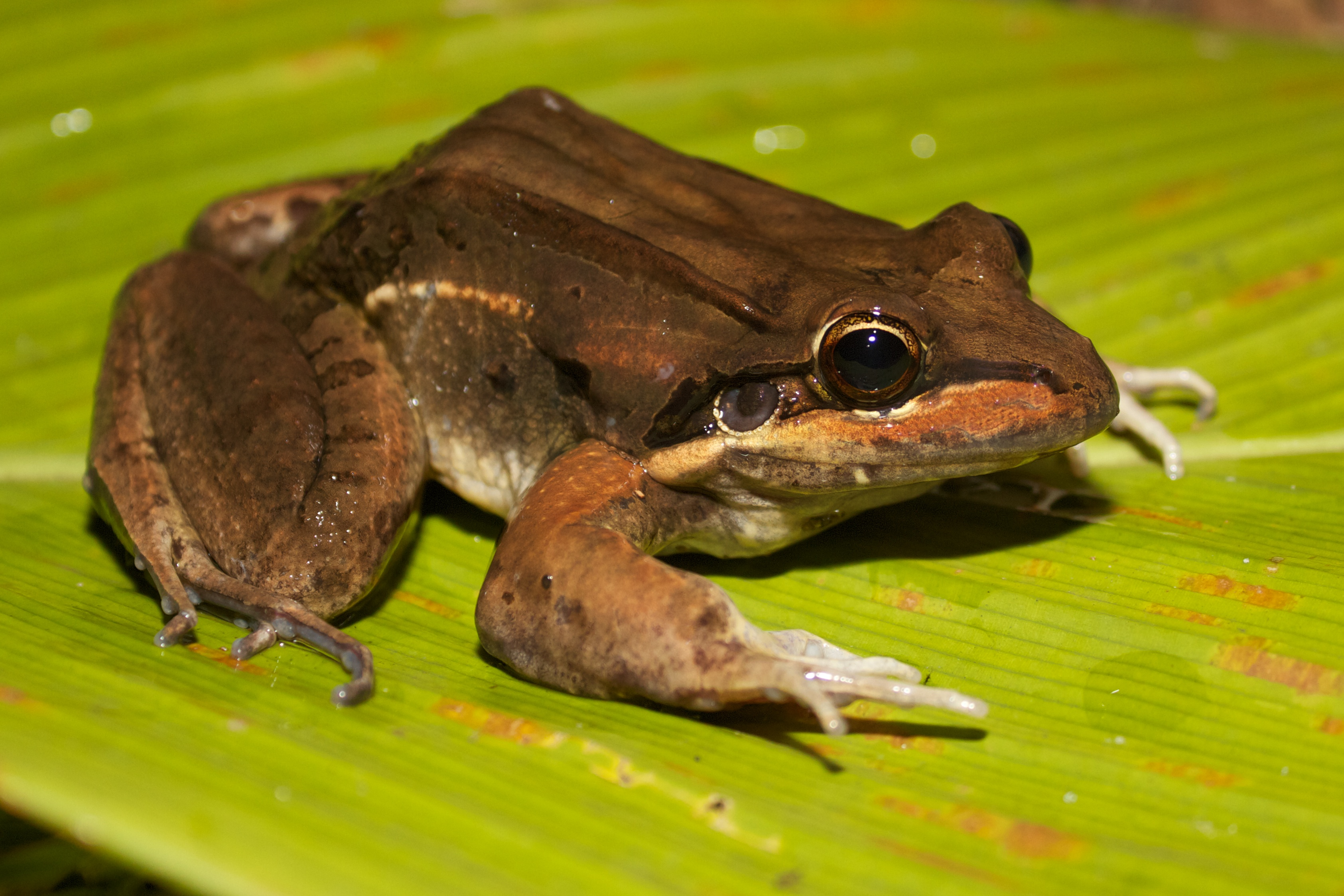
Leptodactylus bolivianus

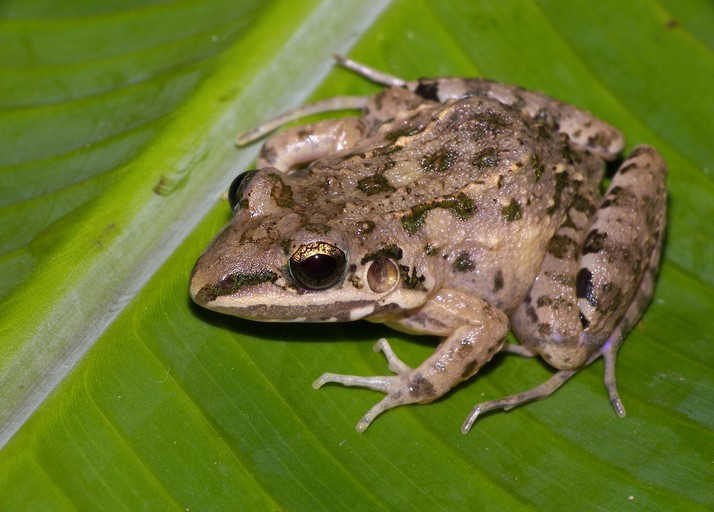
Leptodactylus fragilis

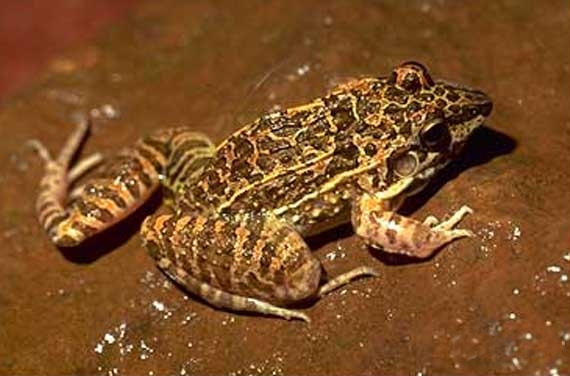
Leptodactylus fuscus

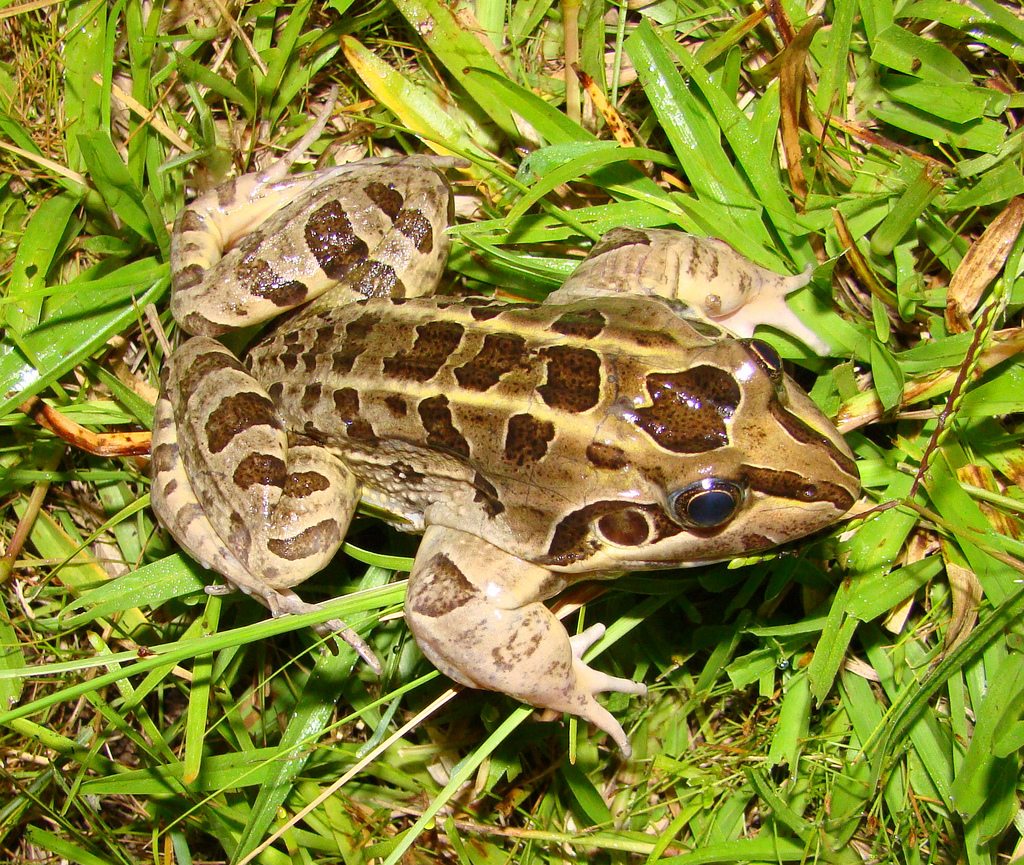
Leptodactylus latrans

- Edalorhina perezi Jiménez de la Espada, 1870
- Engystomops petersi Jiménez de la Espada, 1872
- Engystomops pustulosus (Cope, 1864)
- Physalaemus fischeri (Boulenger, 1890)
- Pleurodema brachyops (Cope, 1869)
- Pseudopaludicola boliviana Parker, 1927
- Pseudopaludicola ceratophyes Rivero & Serna, 1985
- Pseudopaludicola llanera Lynch, 1989
- Pseudopaludicola pusilla (Ruthven, 1916)
- Adenomera andreae (Müller, 1923)
- Adenomera hylaedactyla (Cope, 1868)
- Hydrolaetare schmidti (Cochran & Goin, 1959)
- Leptodactylus bolivianus Boulenger, 1898
- Leptodactylus colombiensis Heyer, 1994
- Leptodactylus diedrus Heyer, 1994
- Leptodactylus discodactylus Boulenger, 1884
- Leptodactylus fragilis (Brocchi, 1877)
- Leptodactylus fuscus (Schneider, 1799)
- Leptodactylus insularum Barbour, 1906
- Leptodactylus knudseni Heyer, 1972
- Leptodactylus latrans (Steffen, 1815)
- Leptodactylus leptodactyloides (Andersson, 1945)
- Leptodactylus lithonaetes Heyer, 1995
- Leptodactylus longirostris Boulenger, 1882
- Leptodactylus macrosternum Miranda-Ribeiro, 1926
- Leptodactylus melanonotus (Hallowell, 1861)
- Leptodactylus mystaceus (Spix, 1824)
- Leptodactylus pentadactylus (Laurenti, 1768)
- Leptodactylus petersii (Steindachner, 1864)
- Leptodactylus poecilochilus (Cope, 1862)
- Leptodactylus rhodomerus Heyer, 2005
- Leptodactylus rhodomystax Boulenger, 1884
- Leptodactylus rhodonotus (Günther, 1869)
- Leptodactylus riveroi Heyer & Pyburn, 1983
- Leptodactylus savagei Heyer, 2005
- Leptodactylus stenodema Jiménez de la Espada, 1875
- Leptodactylus ventrimaculatus Boulenger, 1902
- Leptodactylus wagneri (Peters, 1862)
- Lithodytes lineatus (Schneider, 1799)

### Microhylidae
Orde: Anura. 
Familie: Microhylidae

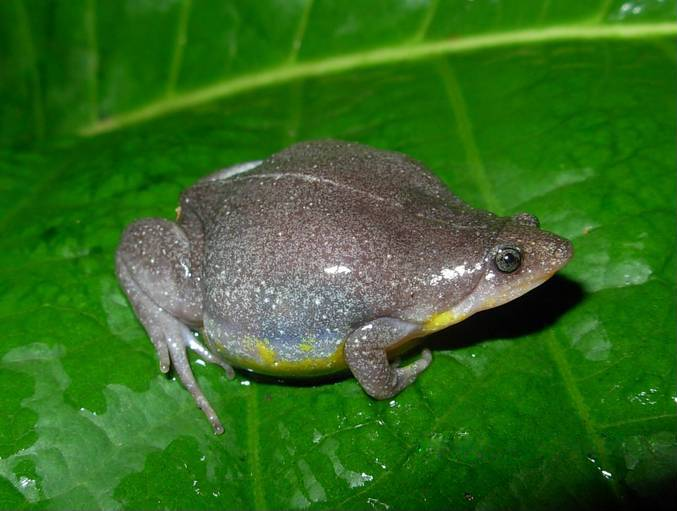
Elachistocleis ovalis

- Chiasmocleis anatipes Walker & Duellman, 1974
- Chiasmocleis bassleri Dunn, 1949
- Chiasmocleis carvalhoi (Nelson, 1975)
- Chiasmocleis hudsoni Parker, 1940
- Chiasmocleis tridactyla (Duellman & Mendelson, 1995)
- Chiasmocleis ventrimaculata (Andersson, 1945)
- Ctenophryne aterrima (Günther, 1901)
- Ctenophryne geayi Mocquard, 1904
- Ctenophryne minor Zweifel & Myers, 1989
- Elachistocleis ovalis (Schneider, 1799)
- Elachistocleis panamensis (Dunn, Trapido, & Evans, 1948)
- Elachistocleis pearsei (Ruthven, 1914)
- Hamptophryne boliviana (Parker, 1927)
- Otophryne pyburni Campbell & Clarke, 1998
- Synapturanus mirandaribeiroi Nelson & Lescure, 1975
- Synapturanus rabus Pyburn, 1977
- Synapturanus salseri Pyburn, 1975

### Pipidae

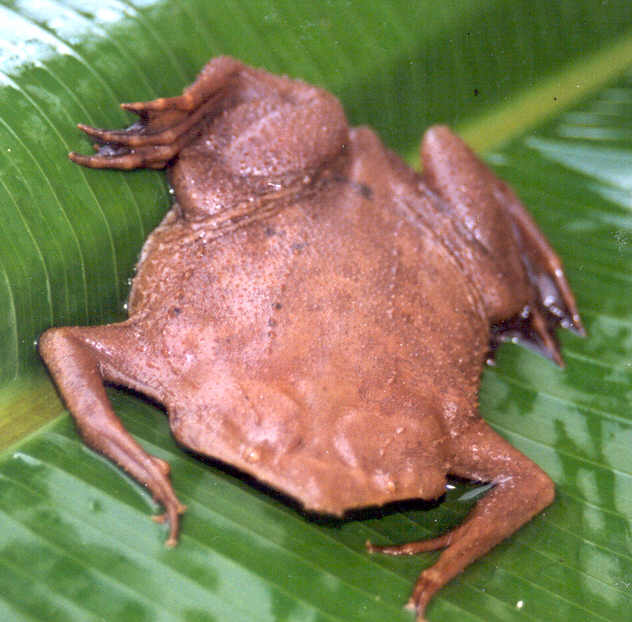
Pipa pipa

Orde: Anura. 
Familie: Pipidae
- Pipa myersi Trueb, 1984
- Pipa parva Ruthven & Gaige, 1923
- Pipa pipa (Linnaeus, 1758)
- Pipa snethlageae Müller, 1914

### Ranidae
Orde: Anura. 
Familie: Ranidae

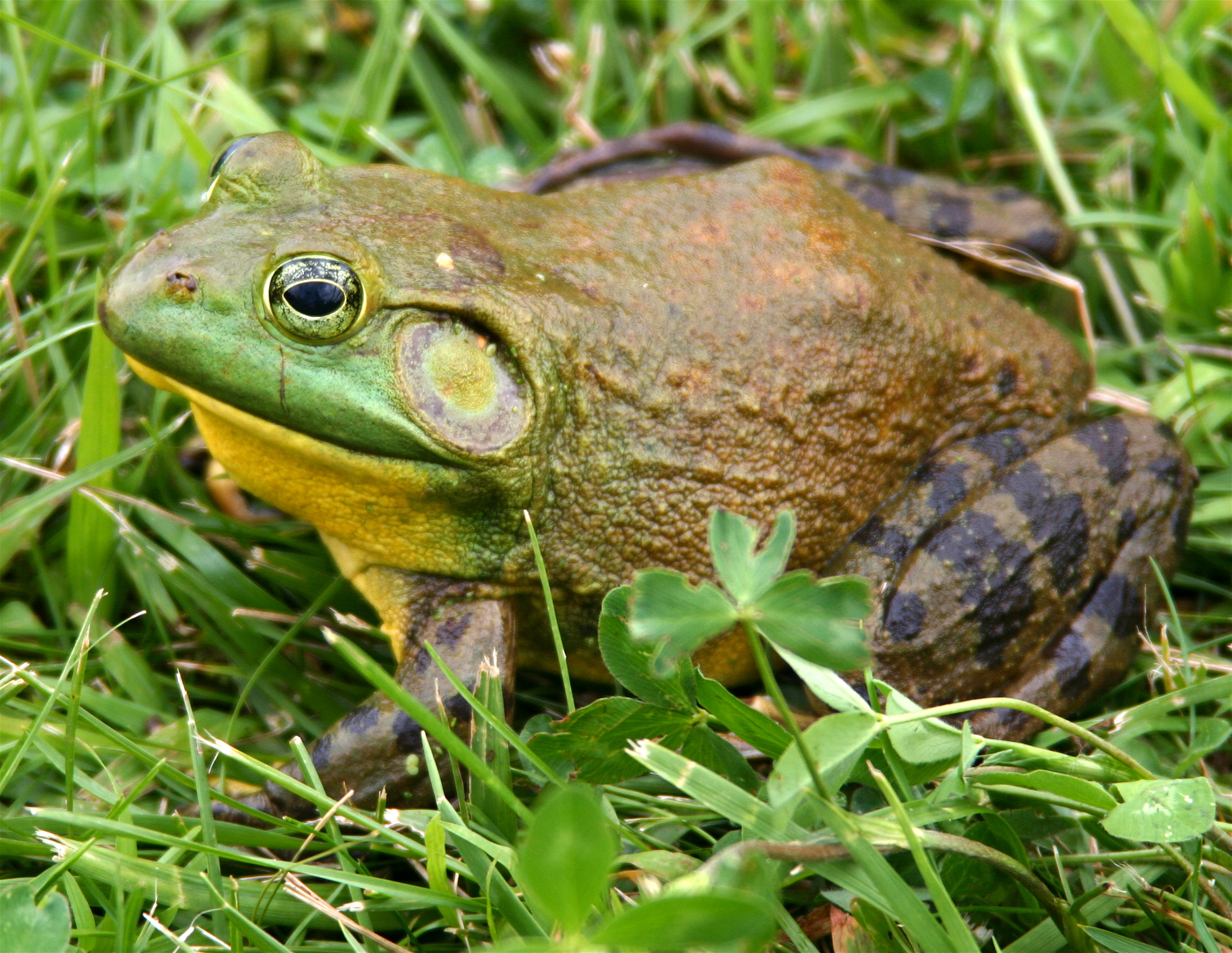
Lithobates catesbeianus

- Lithobates catesbeianus (Shaw, 1802)
- Lithobates palmipes (Spix, 1824)
- Lithobates vaillanti (Brocchi, 1877)